# Aéroport de Nantes-Atlantique
L'aéroport de Nantes-Atlantique, auparavant dénommé aéroport de Nantes-Château Bougon (code IATA : NTE • code OACI : LFRS), est un aéroport international français situé sur le territoire des communes de Bouguenais et de Saint-Aignan-Grandlieu, au sud-ouest de Nantes.
L'aéroport de Nantes-Atlantique, comme celui de Saint-Nazaire - Montoir, est actuellement géré par la société concessionnaire Aéroports du Grand Ouest. C'est en 2024 l'aéroport le plus important de l'Ouest de la France, et le 8e de France (6e de province) en nombre de passagers.
L'aéroport Nantes-Atlantique génère environ 2 200 emplois directs. En 2019, l'aéroport de Nantes a accueilli 7,2 millions de voyageurs, soit une augmentation de 16,6 % par rapport à 2018, gagnant 1 028 230 voyageurs supplémentaire en une année, faisant ainsi de la performance de la plateforme une des meilleures progressions des grands aéroports français.
Le 5 octobre 2018, un décret classe l'aéroport en catégorie A, destiné à recevoir des vols longs-courriers.

### Graphique

Trafic passagers total (en milliers) de l'aéroport de Nantes Atlantique de 1986 à 2023 (excepté les passagers en transit) Source : DGAC

## Histoire

### Des années 1920 aux années 1940

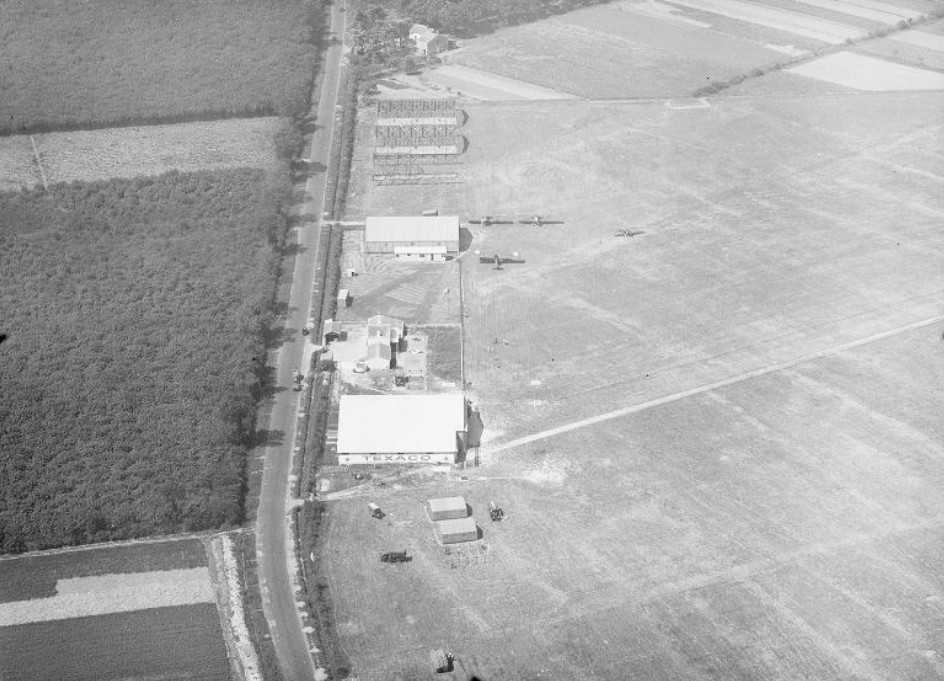
Terrain d'aviation de Château-Bougon le 24 05 1934

En 1928, un camp d'aviation fut créé pour un usage essentiellement militaire, sur un terrain de 50 hectares au bord de la N23 de Nantes à Paimbœuf (actuelle RD 723), près du château de Bougon (ancienne châtellenie du IXe siècle à l'origine du village de Bouguenais et dont le nom porte celui du « ruisseau de Bougon » qui coule à proximité). 
Aménagé à partir de 1932, il accueillit en 1934-1935, au Brossais, une usine des établissements Breguet, avec un raccordement au terrain d'aviation.
Dès 1935-1936, la Compagnie nantaise de navigation aérienne utilisait le terrain de Château-Bougon pour effectuer des vols de transports de sardines fraiches de la Turballe vers Paris- Le Bourget, le temps de la construction d'une piste d'atterrissage sur la Turballe.
En 1939, la piste en herbe est remplacée par une piste bétonnée de 900 m × 40 m.
Pendant l'Occupation, les Allemands en firent un véritable camp avec baraquements, blockhaus, casemates en béton. De là partaient les bombardiers de la Luftwaffe vers l'Angleterre. Les Alliés, mesurant l'importance stratégique du site, avec l'usine d'aviation à proximité, bombardèrent le terrain le 4 juillet 1943. Il y eut 20 victimes civiles, et l'usine fut aux trois quarts détruite et rendue inutilisable.
À la fin de guerre, l'Armée de l'air française reprend possession du terrain, dont les Allemands avaient détruit les infrastructures au moment de leur retraite. En 1948-49, la superficie du terrain est portée à 300 hectares environ.

### Les années 1950
Les premières activités commerciales de l'aérodrome apparaissent en 1951, avec la construction de premier bâtiment (en bois), alors que se développent les activités de tourisme et de vols d'essais.
La compagnie aérienne nantaise Air Ouest était la première compagnie aérienne présente sur la plateforme nantaise. Elle ouvrait sa première liaison régulière en mai 1956 vers Belle-Ile-en-Mer. La Compagnie Bretonne Aéronautique - COBRA inaugure une nouvelle ligne Brest - Quimper - Nantes le 05 novembre 1956 exploité en pool avec la compagnie Air Ouest. Les deux compagnies avait pour but de satisfaire à un besoin identique, atténuer l'isolement insulaire.
En 1958, la compagnie Air Inter effectue la ligne Nantes - Bordeaux - Lourdes/Tarbes - Marseille - Nice en Douglas DC-3.

### Les années 1960
En 1963, la compagnie Air Inter dessert Lyon et Marseille.  En 1964, Air Inter dessert Paris en Vickers Viscount (1h de vol) ou en Nord N-262 (en 1h15) et Air Vendée dessert l'Ile d'Yeu. La ligne vers Lyon se fait également en Nord N-262. Nice, Brest, Lorient et Bordeaux seront ensuite desservi par Air Inter.  
La voie ferrée Nantes - Sainte-Pazanne (allant jusqu'à Saint-Gilles-Croix-de-Vie et Pornic) est déviée en 1967 sur une longueur 4 500 mètres.  
En octobre 1968, Air Inter mettait en place une ligne de/vers La Rochelle en Beechcraft Queen Air (7 sièges) de Rousseau Aviation en correspondance à Nantes avec les vols du réseau primaire d'Air Inter. 

### Les années 1970
Durant les années 1970, la longueur de la piste est portée à 2 300 mètres, tandis qu'une nouvelle salle d'embarquement et une aérogare de fret sont construits, et un parking payant pour automobiles est aménagé.
La compagnie Nantes Aviation s'installe sur l'aéroport en 1972. Elle opère du transport à la demande, des vols réguliers, station-service sur l'aéroport ( entretiens et réparations), concessionnaire Socata et école de pilotage. Le 1er Mars 1976, elle inaugure une liaison régulière entre Nantes et Laval en Cessna 402B immatriculé F-BRSX permettant aux passagers lavallois de prendre les correspondances Air Inter sur Nantes.
Le Lockheed Super Constellation L-1049-G aux couleurs de la compagnie Catair, immatriculé F-BRAD (ex- BGNJ chez Air France) se pose définitivement à Nantes pour son dernier vol le 12 mai 1974. Cet avion a été acheté par l'aéroclub de Nantes.
Dans les années 1970, les liaisons intérieures étaient essentiellement assurées par Air Inter (Paris, Lorient et Lyon), Touraine Air Transport (TAT) (Toulouse, Lille, Bordeaux, Brest, Clermont-Ferrand, Londres Heathrow opéré en 1976 par Air Paris pour TAT en Fokker 27, Rouen), Rousseau Aviation (Brest, Le Havre, Lille, Bordeaux, Dinard, Londres), Air Rhuys (Vannes), Nantes Aviation (Saint-Brieuc, Laval et Jersey) ou Taxi Avia France (St Nazaire et Toulouse). 
La Compagnie Aérienne du Languedoc ouvrait à compter du 30 août 1976, une ligne Limoges - Poitiers - Nantes en DHC-6 Twin Otter.

### Les années 1980
Dans les années 1980, la capacité d'accueil de l'aéroport est augmentée de 50 % : sa surface passe à 8 300 m2 pour l’aérogare passagers et 2 400 m2 pour l’aérogare de fret. Des passerelles d'accès aux avions sont construites.  
En 1981, Air Service Nantes s'installe sur l'aéroport. Elle était spécialisée dans le transport à la demande (avion-taxi) et l'affrètement pour passagers (charter) et fret sur la France, l'Europe et Afrique du Nord.  
En 1982, la compagnie aérienne Stellair s'installe sur l'aéroport. elle effectuera essentiellement des vols à la demande.  
En 1984, Air Service Nantes exploite une ligne entre Nantes et Cherbourg.
L'aéroport de Nantes accueille son millionième passagers en 1988 parmi les quatre compagnies aériennes régulières le desservant à savoir Air France, Air Inter, TAT et Air Vendée, en la personne de Michel Houllier. L'aéroport se trouve à la huitième place des aéroports français. 
L'aéroport est rebaptisé « Aéroport International Nantes - Atlantique », le nouveau nom retenu en majorité de 1 400 personnes en concurrence avec « Nantes - Loire Océan » ou « Nantes - Jules Verne ». 
La compagnie Air Vendée desservira au départ de Nantes, La Roche Sur Yon, l'Ile d'Yeu, Le Havre - Bruxelles - Rotterdam, Saint Brieuc, Rouen - Londres (Gatwick) et Barcelone (nouveauté 1989, ligne directe en 1h50). TAT dessert Lille, Bordeaux ou Toulouse. 
En 1989, Air Transport Pyrénées ouvre une ligne vers Pau qui continuera de Nantes vers Rouen, Le Havre ou Lille.  
Le 26 mars 1989, Air France en accord avec Air Inter ouvre une ligne quotidienne vers Paris-Charles de Gaulle en Boeing 727. Air France renforce ainsi sa présente à Nantes où elle assure déjà les lignes vers Londres, Düsseldorf (ouverte en mai 1988) et Milan (ouverte en mai 1988), les liaisons La Postale et celles effectuées par sa filiale Air charter. Elle envisage pour la fin de l'année la mise en place d'un vol Lille-Nantes-Antilles en Boeing 747.  
Le 17 octobre 1989, 1er vol de la compagnie UTA entre Nantes et New-York (Newark) en Douglas DC-10.  

### Les années 1990
Une nouvelle tour de contrôle est érigée durant les années 1990, tandis que la surface de l'aérogare double et passe à 27 000 m2.
En 1992, Regional Airlines assure les lignes vers Barcelone, Madrid (28 septembre), Clermont-Ferrand, Le Havre, Rouen, Amsterdam et Bruxelles ainsi qu'en saisonnier sur Perpignan, Toulon et Nice. En 1993, elle rajoutera Genève (en Saab 340), Milan et Dijon puis Mulhouse - Bâle en 1994.
En 1995, Proteus exploite la ligne vers Pau reprise à Air Transport Pyrénées. Pour cette année là, la ligne vers Paris voit passer 360 000 passagers, 316 000 passagers pour les vols charters, 180 000 passagers pour la ligne de Lyon et 40 000 pour Londres. Les vols charters augmente de 21% en 1995. 
En décembre 1995, Alitalia ouvre une ligne Nantes-Lyon-Rome.
Regional Airlines emménage en avril 1996 dans son nouveau siège de Bouguenais sur la plateforme de l'aéroport de Nantes.
La compagnie Air West reprend en Piper PA-31 Navajo la ligne Nantes - Ile d'Yeu (15 minutes de vol) en 1996 et 1997 comme les lignes Nantes - Belle Ile en Mer (25 minutes de vol), Nantes - Saint-Brieuc - Jersey ou Nantes - Jersey directement.
TAT assure les lignes vers Lille, Bordeaux et Toulouse. 
En 1999, le Lockheed Super Constellation de la Catair (F-BRAD) acheté par l'Aéro-Club de Nantes en 1974 est racheté par la Chambre de Commerce et d'Industrie de Nantes et est confié à une association pour sa restauration et visite au public. 

### Les années 2000 à aujourd'hui
Air Bretagne reprendra la ligne vers Saint-Brieuc - Jersey.
Franck Chatellier et Stéphanie Jaud ont créé le 15 juillet 2003, la compagnie aérienne régulière Océan Airways basée sur l'aéroport de Nantes et forte de 16 salariés. Cette compagnie était destinée à réaliser des vols long-courriers au départ de Nantes avec notamment New-York, Dakar, La Réunion ou Cancun en Airbus A340. Malgré une ouverture des ventes en novembre 2003 pour New-York et une inauguration et présentation de la compagnie le 4 décembre 2003, celle-ci ne décollera jamais.
2 millions de passagers passeront par Nantes en 2005, 3 millions en 2010, 4 millions en 2014, 5 millions en 2017, 6 millions en 2018, 7 millions en 2019 année record (7 227 411 passagers).  
En 2006, la compagnie de transport à la demande et d'affrètement pour le compte d'autres grandes compagnies françaises sur leur réseau France et Europe Atlantique Air Lines s'installe sur l'aéroport. 
La compagnie Atlantic Air Lift (code OACI : HGH, indicatif radio : HIGHER) reprenait les liaisons au départ de Nantes vers l'Île d'Yeu (ouverture le 25 avril 2005 à raison de 2 à 3 vols quotidiens) et Belle-Île (31 mars 2006)  en Cessna Caravan de 14 places transformé en 9 places pour le confort des passagers (immatriculation avion F-GNYR). Les lignes s'arrêtaient en 2006 à la suite de la liquidation de la compagnie en 2007.
L'augmentation constante du trafic faisant craindre une saturation rapide de Nantes Atlantique, incite les pouvoirs publics et les collectivités locales à relancer en 2008 le projet d'un nouvel aéroport à Notre-Dame-des-Landes (ce projet existait déjà depuis 1963) au nord-ouest de l'agglomération nantaise. Face une forte opposition des populations impactés, le projet est abandonné par le gouvernement en janvier 2018.
L'aéroport de Nantes Atlantique a été géré jusqu'à fin 2010 par la chambre de commerce et d'industrie de Nantes et de Saint-Nazaire (CCI) et depuis le 1er janvier 2011 par la société concessionnaire Aéroports du Grand Ouest, qui associe Vinci, la CCI, à 10 %, et l'Entreprise de Travaux Publics de l'Ouest (ETPO), à 5 %.
C'est le 31 mars 2010 que Transavia France, filiale d'Air France s'installait à Nantes avec un premier vol vers Marrakech.
En 2011, Nantes Atlantique reçoit le trophée ERA Award 2011-2012 du meilleur aéroport européen remis par l'association des compagnies aériennes régionales européennes.
Aigle Azur lance en 2018 sa première ligne intérieure entre Lyon et Nantes opérationnelle le 28 octobre.
Depuis le 8 avril 2022, un couvre-feu a été mis en place de minuit à 6 heures du matin pour l'aéroport Nantes Atlantique afin de réduire les nuisances sonores nocturnes'.
La liaison entre Orly et Nantes a été interdite par décret en mai 2023 dans le cadre de la loi Climat et résilience. La liaison avec Paris-CDG reste quant à elle toujours active et constitue même le trajet le plus emprunté par les voyageurs nantais avant Marseille et Nice, avec 36 vols par semaine.
Après la baisse du trafic dû à la crise du Covid19 et l'après crise, l'année 2024 renoue avec les 7 millions de passagers. 
En décembre 2024, un avion Airbus A 350 d’Air France dont certaines pièces sont fabriquées chez Airbus sur le site de Château-Bougon est baptisé « Nantes ».

## Traitement des passagers
L'aéroport possède un terminal composé de trois parties principales appelées Hall 1, 2, 3. Une quatrième partie, hall 4, a été ajoutée avec une architecture plus légère dans les années 2000, initialement dédiée à la filiale régionale d'Air France, avant d'accueillir de façon plus générale les vols régionaux avec des petits modules ainsi qu'une partie des vols pour Volotea. 
Depuis 2015, cette quatrième aérogare est reliée aux trois autres pour sa partie post-contrôles de police, et voit un barnum s'y greffer pour y aménager des comptoirs de Police aux Frontières pour gérer l'afflux de passagers lors des pics de fréquentation, notamment l'été avec les vols hors espace Schengen. 
Enfin, en 2017 et 2018, il subit des réaménagements intérieurs pour accroître la capacité de traitement de passagers ainsi que se moderniser. Le hall 3 a lui aussi été réaménagé, les comptoirs des voyagistes laissant place à des comptoirs d'enregistrement automatisés principalement utilisés par EasyJet et Volotea. Les espaces dédiés aux voyagistes ont eux été déplacés dans un barnum devant le terminal principal, où depuis 2018 un nouvel aménagement a également été créé comprenant une plateforme pour les bus reliant l'aéroport au centre-ville de Nantes et une salle pour les équipages de Volotea. La surface de l'aérogare est de 43 512 m2 et elle accueille chaque année près de 7 221 000 passagers. La surface totale des 26 aires de stationnement est de 105 000 m2 ; 5 d'entre elles sont reliées à des satellites et 21 autres ne le sont pas. L'aéroport possède aussi 3 685 m2 de hangars pour les avions.

## Accès
L'aéroport est desservi par une navette du réseau TAN depuis la station de tramway Commerce en passant par la gare de Nantes. Ce service possède ses propres tarifs. La ligne 38 du réseau TAN relie également l'aéroport aux deux pôles d'échanges multimodaux du sud-Loire Pirmil et Greneraie, et la ligne 98 permet de rejoindre le terminus de la ligne 3 de tramway Neustrie grâce à un arrêt situé à 400 m à pied de l'aéroport.
Le 24 avril 2019, la ministre des Transports Élisabeth Borne annonce le projet de la mise en place d'une navette autonome entre le terminus tramway Neustrie et l'aéroport, empruntant une voie en site propre de 2,5 km sur laquelle circuleraient simultanément trois ou quatre de ces véhicules. Ce nouveau transport collectif convoiera jusqu'à 950 passagers par jour.

## Caractéristiques
La piste unique de l'aéroport Nantes-Atlantique a un PCN de 49 F/C/W/T. Elle mesure 2 853 mètres sur 45 mètres (TODA pour "Take off Distance Available" de 2903 mètres). Elle est orientée 03/21[pas clair]. 

## Évolution du trafic
Le trafic charter est passé de 659 000 en 2004, 34 % du total, à 690 000 en 2012, 19 % du total. L'emport moyen, nombre moyen de passagers par vol commercial, est passé de 46 en 2000 (1 992 909 passagers pour 42 959 mouvements) à 114 en 2019 (7 227 411 passagers pour 63 207 mouvements).
Ayant plus que triplé avec plus de 234 % de trafic passagers entre 2005 et 2019, Nantes Atlantique est l'aéroport de plus de 1 000 000 passagers connaissant la plus forte croissance en nombre de passagers parmi les aéroports français. Le cap des quatre millions de passagers est franchi en décembre 2014, celui des cinq millions en novembre 2017, celui des 6 millions en 2018 et celui des 7 millions en 2019.
À cause de la pandémie de Covid, le nombre de passagers s'est établi en 2020 à 2.3 millions de passagers. En 2021 l'aéroport voit passer 3.3 millions de passagers. Depuis 2020 et la reprise du trafic aérien, l'aéroport de Nantes tend à s'imposer comme étant le premier aéroport de l'Ouest de la France, le 8e de France (6e de province) en nombre de passagers, en dépassant celui de Bordeaux,.

### Tableau
| Année | Mouvements | variation | Mouvements Commerciaux | variation | Passagers   | variation | Low-Cost  | Autre     | Fret (tonnes) |
| ----- | ---------- | --------- | ---------------------- | --------- | ----------- | --------- | --------- | --------- | ------------- |
| 1987  |            |           |                        |           | 736 000 *   |           |           | 736 000   |               |
| 1990  |            |           |                        |           | 1 039 000 * |           |           | 1 039 000 |               |
| 1993  |            |           |                        |           | 1 001 351   |           |           | 1 001 351 |               |
| 1994  |            |           |                        |           | 1 124 569   | +12,3 %   |           | 1 124 569 |               |
| 1995  |            |           |                        |           | 1 240 000   | +10,3 %   |           | 1 240 000 |               |
| 1996  |            |           |                        |           | 1 398 000   | +12,7 %   |           | 1 398 000 |               |
| 1997  |            |           |                        |           | 1 452 000   | +3,8 %    |           | 1 452 000 |               |
| 1998  |            |           |                        |           | 1 663 000   | +14,5 %   |           | 1 663 000 | 23 426        |
| 1999  |            |           |                        |           | 1 840 796   | +10,7 %   |           | 1 840 796 | 22 957        |
| 2000  | 72 154     |           | 42 959                 |           | 1 992 909   | +8,3 %    |           | 1 992 909 | 23 875        |
| 2001  | 71 027     | -1,6 %    | 40 309                 | -6,2 %    | 1 981 438   | -0,6 %    |           | 1 981 438 | 26 658        |
| 2002  | 64 279     | -9,5 %    | 36 891                 | -8,5 %    | 1 876 903   | -5,3 %    |           | 1 876 903 | 26 817        |
| 2003  | 63 813     | -0,7 %    | 35 368                 | -4,1 %    | 1 905 855   | +1,5 %    |           | 1 905 855 | 28 194        |
| 2004  | 61 448     | -3,7 %    | 32 643                 | -7,7 %    | 1 938 400   | +1,7 %    |           | 1 938 400 | 29 813        |
| 2005  | 61 849     | +0,7 %    | 35 486                 | +8,5 %    | 2 154 400   | +11,1 %   | 5 336     | 2 149 064 | 29 682        |
| 2006  | 57 849     | -6,5 %    | 37 154                 | +4,7 %    | 2 423 700   | +12,5 %   | 200 400   | 2 223 300 | 33 160        |
| 2007  | 54 858     | -5,2 %    | 37 055                 | -0,3 %    | 2 596 580   | +7,13 %   | 284 698   | 2 311 882 | 36 482        |
| 2008  | 53 084     | -3,2 %    | 38 200                 | +3,1 %    | 2 731 563   | +5,5 %    | 413 228   | 2 318 335 | 9 085         |
| 2009  | 52 364     | -1,4 %    | 37 109                 | -2,9 %    | 2 650 593   | -3,05 %   | 386 144   | 2 264 449 | 7 953         |
| 2010  | 55 861     | +6,7 %    | 39 833                 | +7,3 %    | 3 031 556   | +14,37 %  | 652 779   | 2 378 777 | 8 343         |
| 2011  | 60 800     | +8,8 %    | 45 494                 | +14,2 %   | 3 246 226   | +7,1 %    | 707 067   | 2 539 159 | 8 381         |
| 2012  | 68 622     | +12,9 %   | 47 921                 | +5,3 %    | 3 631 693   | +11,9 %   | 1 097 332 | 2 534 361 | 8 668         |
| 2013  | 68 417     | -0,3 %    | 46 964                 | -2 %      | 3 930 849   | +8,2 %    | 1 516 080 | 2 414 769 | 8 642         |
| 2014  | 69 940     | +2,2 %    | 48 044                 | +2,3 %    | 4 157 284   | +5,8 %    | 1 802 374 | 2 354 910 | 9 204         |
| 2015  | 68 215     | -2,5 %    | 49 250                 | +2,5 %    | 4 394 996   | +5,7 %    | 2 079 182 | 2 315 814 | 10 448        |
| 2016  | 69 594     | +2 %      | 50 615                 | +2,8 %    | 4 778 967   | +8,7 %    | 2 880 232 | 1 898 735 | 11 304        |
| 2017  | 74 607     | +7,2 %    | 54 922                 | +8,5 %    | 5 489 087   | +14,9 %   | 2 947 537 | 2 541 550 | 11 609        |
| 2018  | 69 540     | -6,8 %    | 58 632                 | +6,8 %    | 6 199 181   | +12,94 %  | 3 523 246 | 2 675 935 | 8 416         |
| 2019  | 69 081     | -0,7 %    | 63 207                 | +7,8 %    | 7 227 411   | +16,6 %   | 4 602 471 | 2 624 940 | 8 789         |
| 2020  | 26 675     | -61,4 %   | 23 299                 | -63,1 %   | 2 327 718   | -67,8 %   | 1 621 091 | 706 627   | 9 790         |
| 2021  | 35 923     | +34,7 %   | 28 458                 | +22,1 %   | 3 294 142   | +41,5 %   | 2 628 831 | 665 311   | 12 069        |
| 2022  | 53 776     | +49,7 %   | 44 366                 | +55,9 %   | 5 800 372   | +76,1 %   | 4 618 997 | 1 181 375 | 11 929        |
| 2023  | 58 460     | ▲ +8,71 % | 48 661                 | ▲ +9,68 % | 6 535 074   | + 12,66%  | 5 210 609 | 1 324 465 | 11 336        |
| 2024  | 59 426     | ▲ +1,65 % | 50 668                 | ▲ +4,12 % | 7 009 445   | + 7,3%    | 5 709 728 | 1 299 717 | 11 012        |

(*) données Ouest-France arrondies.

## Compagnies aériennes et destinations
Les vols réguliers joignent 96 destinations (dont 12 domestiques) dans 23 pays reliés par 21 compagnies aériennes, celles ayant le plus de destinations sont : Volotea (48), easyJet (26), Transavia (25), Air France (2), Ryanair (12), Vueling (3). Les destinations desservies depuis l’aéroport de Nantes couvrent essentiellement l'Europe et l'Afrique du Nord, ainsi que Montréal.

### Compagnies basées

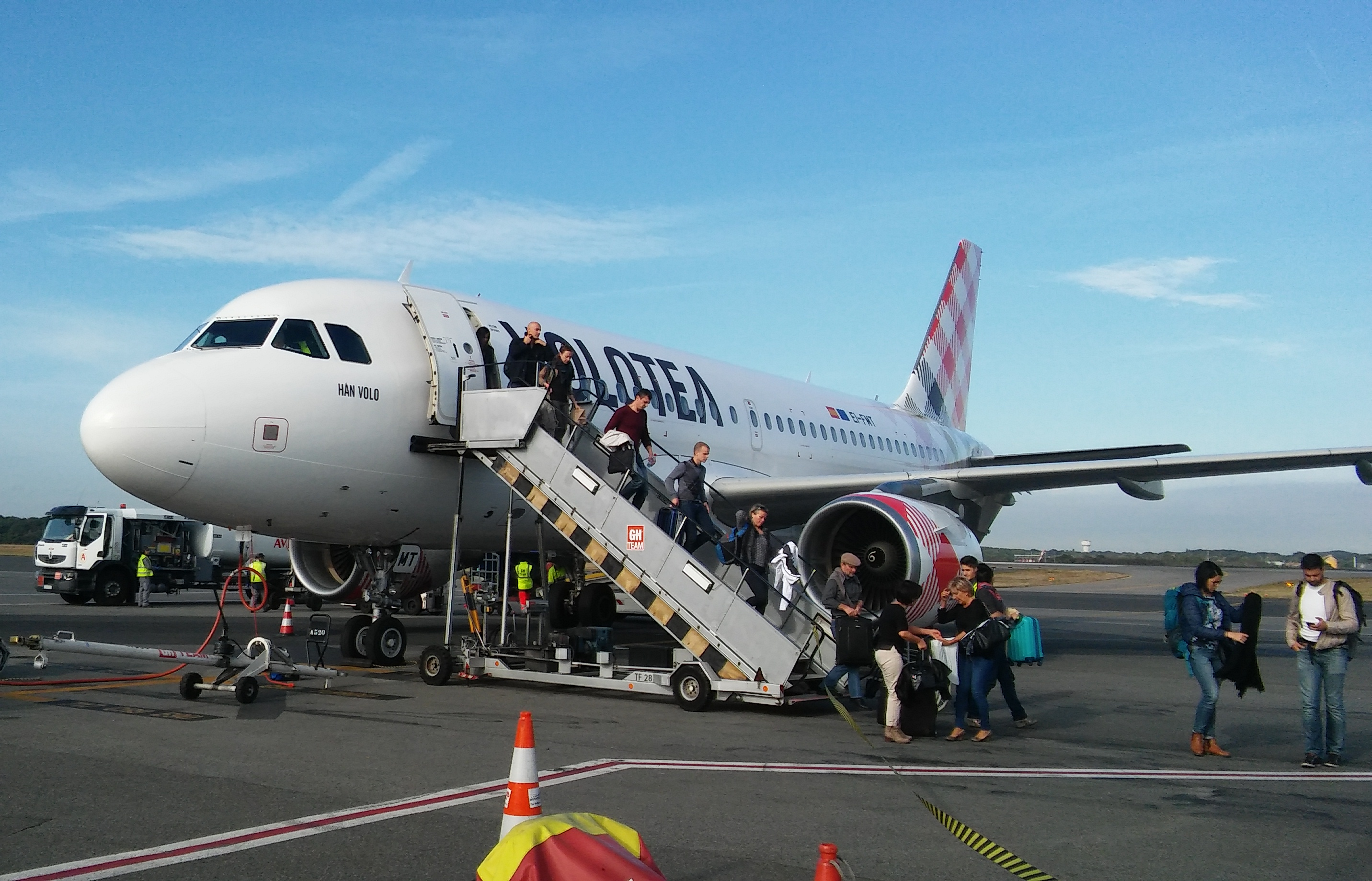
Airbus A319 de Volotea à Nantes.
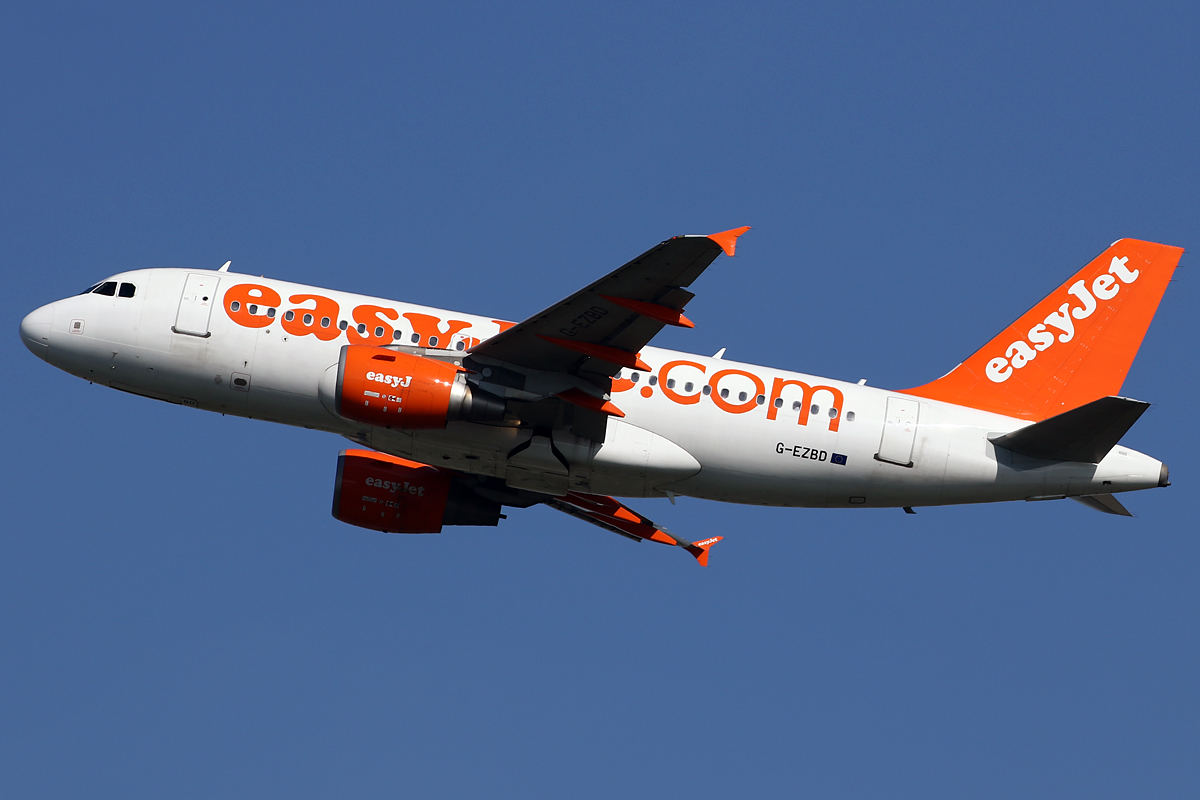
Airbus A319 d'easyJet.
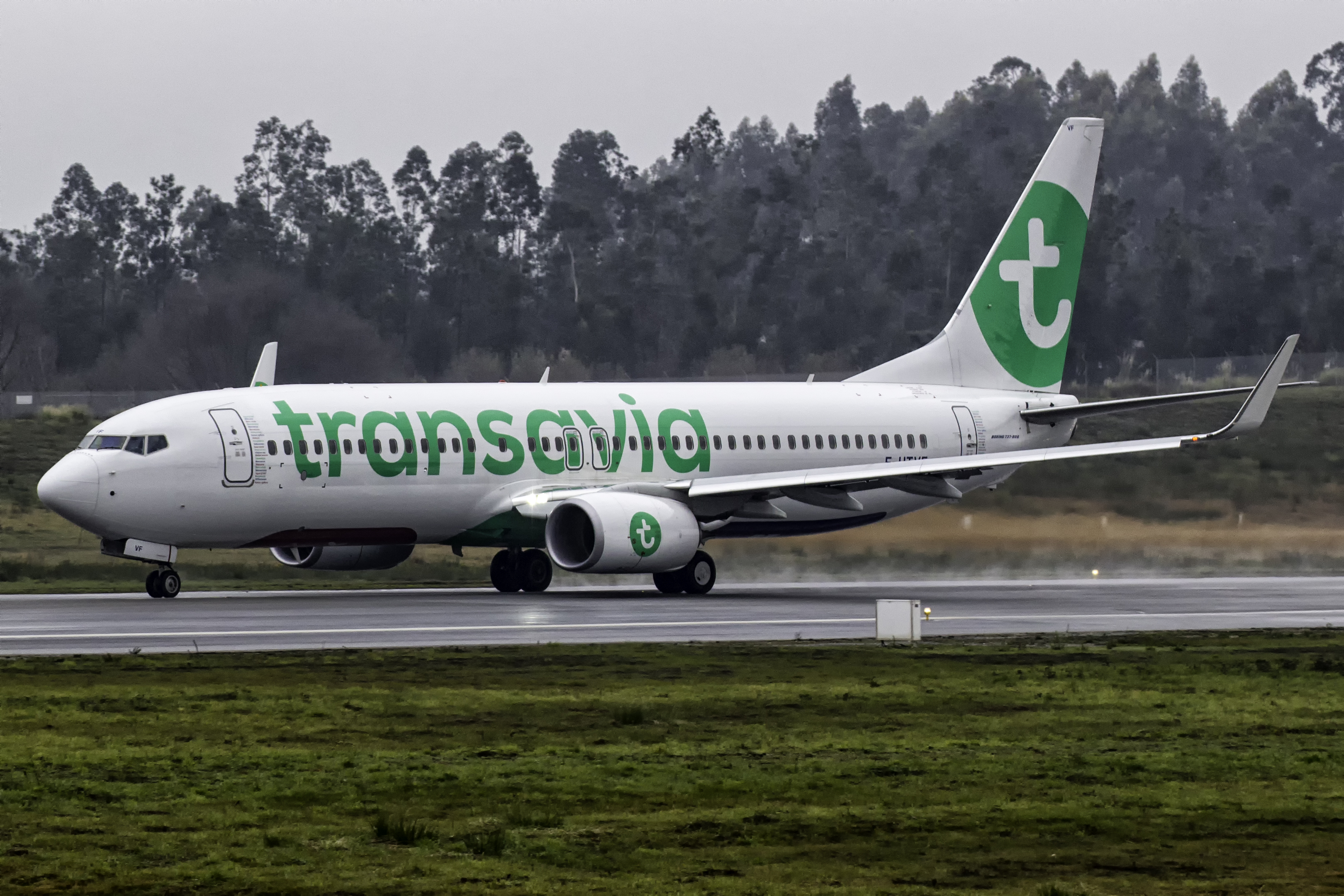
Boeing 737-800 de Transavia France.

Avec cinq Airbus A319, l'aéroport devient en octobre 2017 la base la plus importante de Volotea en nombre de sièges, avant Venise, avec 1 100 000 sièges mis en vente. Le 7 septembre 2018, la compagnie EasyJet annonce son expansion en France et notamment à Nantes, qui devient à l'été 2019 la septième base française de la compagnie. Elle annonce y baser trois Airbus A320, la création d'une centaine d'emplois et l'ouverture d'une dizaine de nouvelles destinations européennes. Le 10 septembre 2018, Transavia France annonce à son tour un renforcement important de ses opérations à Nantes, en annonçant y baser deux Boeing B737-800 supplémentaires, portant à 5 le total d'avions basés par la compagnie, avec à la clef des renforcements de fréquences vers les destinations existantes et l'ouverture de 5 nouvelles destinations. À partir du 22 mai 2021, Volotea augmente sa présence sur le tarmac nantais, en y basant 2 premiers nouveaux Airbus A320, puis 6 au cours de l'été, en remplacement des 5 actuels A319. En 2022, Volotea renforce encore sa présence à Nantes avec un total de 8 avions basés.

### Réduction de la voilure d'Air France au profit de sa filiale à bas prix: Transavia

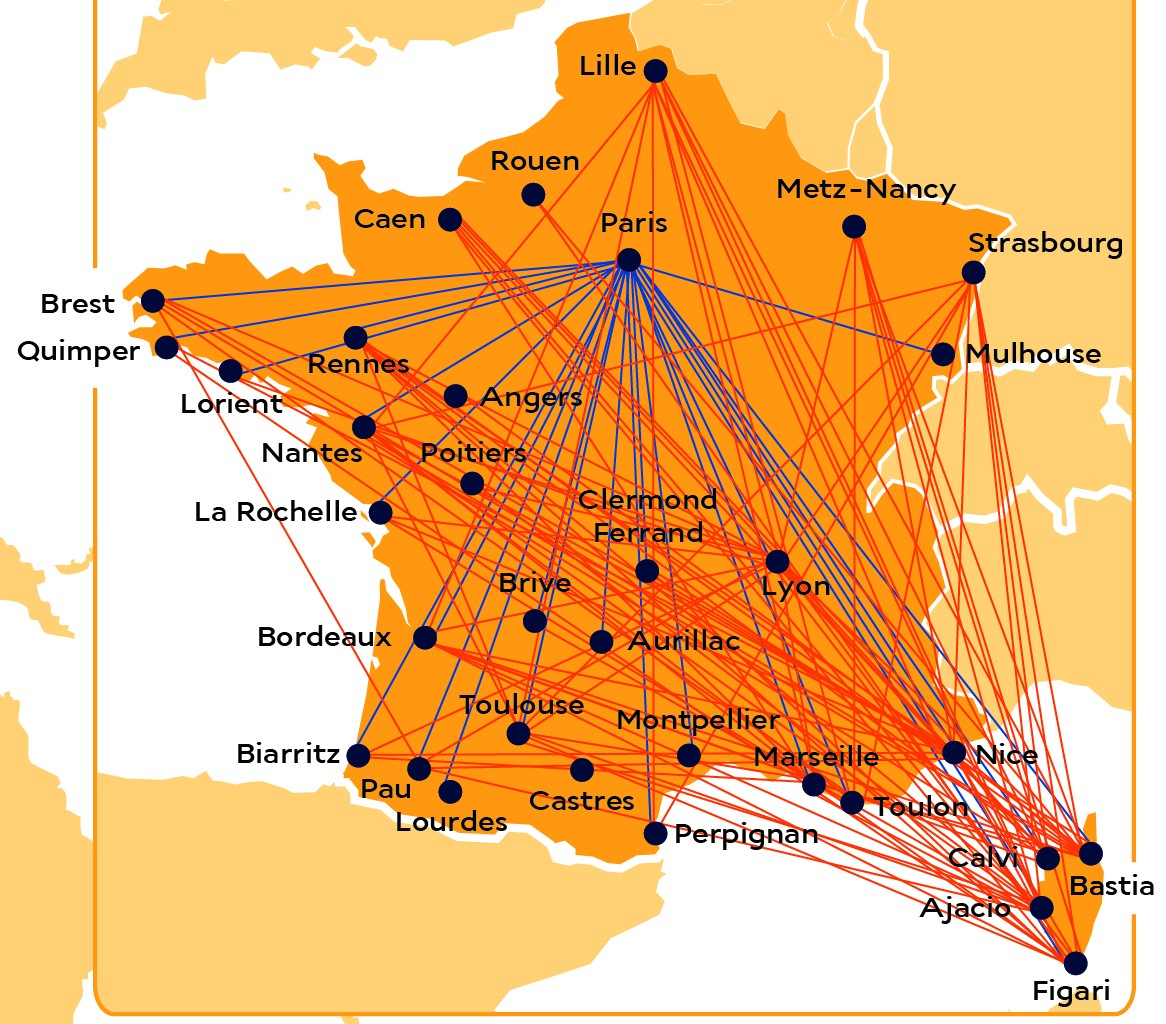
Réseau régional d'Air France pour la saison été 2019 en France.

Au fil des années, la part des vols de compagnies à bas prix a augmenté de manière exponentielle depuis 2005 sur le réseau européen mais aussi national. Dans un premier temps, Air France a cherché à remodeler son réseau européen. Bruxelles, Düsseldorf, Amsterdam, Barcelone, Londres City & Milan Malpensa,, ont été des liaisons opérées durant de nombreuses années avant d'être abandonnées, tandis que Southampton, Manchester et Barcelone ont été reliées à la ville de Loire-Atlantique de manière plus épisodique en 2012, & Cork en 2016, (opéré par CityJet en partage de code avec Air France). Néanmoins, une autre liaison vers l'Allemagne a été lancée comme Hambourg en 2017,,. Le hub d'Amsterdam aux Pays-Bas permet le maintien pérenne de cette liaison. Le réseau national n'avait pas été modifié. L'apparition en 2010 d'une nouvelle liaison vers Paris-Orly, abandonnée en 1996, visait à rendre l'aéroport nantais plus accessible vers et depuis les Antilles. Les liaisons estivales restent au fil des années éphémères, entre la Corse et le Sud de la France, comme la liaison Nantes-Biarritz opérée en 2012 en ERJ170.
Au printemps 2020, la pandémie de covid-19 ayant entraîné une chute du trafic aérien, Air France a été la seule compagnie à opérer depuis Nantes vers Paris et Lyon, avant la fermeture complète de l'aéroport au trafic commercial. C'est la même compagnie qui a signé la relance du trafic le 8 juin 2020 avec 3 vols hebdomadaires depuis Lyon-Saint-Exupéry.
L'année 2020 marque un changement de l'offre d'Air France-KLM au départ de l'aéroport Nantes-Atlantique. Air France a mis un terme à un nombre important de ses routes, justifié en partie par la faible rentabilité des routes intérieures ainsi que par la pandémie de Covid-19, notamment après août 2020, mais aussi par les efforts écologiques demandés par l'état en échange d'un prêt d'argent[réf. nécessaire]. Sur le site d'Air France Corporate, il est mentionné que les liaisons vers les destinations suivantes ont été opérées depuis Nantes durant l'été 2020 : Ajaccio, Bastia, Calvi, Figari, Lyon, Marseille, Nice, Paris CDG, Toulon, cette dernière ayant été créée en 2019.
Ainsi, les routes dorénavant fermées sont celles vers : Ajaccio, Bastia, Calvi, Düsseldorf, Hambourg, Lille, Strasbourg, Marseille, Paris-Orly, Nice, Toulon et Toulouse,. À Nantes, plus de 200 postes Hop! Air France ont été supprimés.
Les aéroports de Marseille et Nice sont maintenant desservis à l'année par Transavia, la filiale à bas prix d'Air France, ainsi que les destinations saisonnières Toulon, Ajaccio, Bastia et Calvi, depuis 2020 et Figari a été ajouté au programme saisonnier de 2021. Une destination autrefois délaissée par HOP Air France, Montpellier, ouvre sous la houlette de la low cost.
Cette transition est portée par une nouvelle stratégie. Les appareils opérés par Transavia sont majoritairement (85/89 appareils) des Boeing 737-800 d'une capacité de 189 places contre des CRJ700 de 72 places, CRJ1000 de 100 places, ERJ170 de 76 places ou ERJ190 de 100 places pour Air France Hop!. Les fréquences ont été réduites. Ainsi, Air France opérait par exemple jusqu'à 3 vols quotidiens entre Nantes et Marseille contre un à deux vols quotidiens pour Transavia (sauf le samedi), et réduit à 3 vols hebdomadaire durant la période estivale.
Ainsi, seuls les hubs de Paris-Charles-de-Gaulle et Lyon-Saint-Exupéry sont encore desservis par Air France à l'année,. KLM opére dorénavant les vols entre Nantes et Amsterdam.

### Destinations passagers
Les destinations domestiques les plus fréquentées sont Lyon (519 785 passagers en 2018), suivie de Paris (494 074), puis Marseille (332 330), Toulouse (295 859), Nice (251 674) et Montpellier (191 474). Genève et Londres reçoivent 200 000 passagers chacun.
| Compagnies                    | Destinations |
| ----------------------------- | --- |
| Aegean Airlines               | En saison : Athènes E.-Venizélos, Héraklion-N. Kazantzákis |
| Aer Lingus                    | En saison : Dublin |
| Air Cairo                     | En saison : Louxor |
| Air France                    | Amsterdam, Lyon-Saint-Exupéry, Paris-Charles de Gaulle |
| Air Montenegro                | En saison : Podgorica |
| Air Transat                   | Montréal (P.-E.-Trudeau) |
| Corsair International         | En saison : Guadeloupe - Maryse Condé |
| EasyJet                       | - Budapest-Ferenc Liszt, - Lanzarote-Arrecife, - Las Palmas/Gran Canaria, (débute le 26 octobre 2025) - Lisbonne-H. Delgado, - Londres-Gatwick, - Lyon-Saint-Exupéry, - Madrid-Barajas, - Marrakech-Ménara, - Milan-Malpensa, - Nice-Côte d'Azur, - Porto-F. Sá-Carneiro, - Rabat-Salé, - Rome Léonard-de-Vinci/Fiumicino, - Ténériffe-Sud Reine Sofia, - Toulouse-Blagnac En saison : - Ajaccio-Napoléon-Bonaparte, - Alicante-Elche, - Catane-Fontanarossa, - Corfou-I. Kapodístrias - Dubrovnik, - Faro, - Héraklion-N. Kazantzákis, - Ibiza, - Larnaca, - Malaga-Costa del Sol, - Minorque-Mahón, - Naples-Capodichino, - Olbia-Costa Smeralda, - Palma de Majorque, - Rhodes-Diagoras |
| EasyJet Switzerland           | Bâle-Mulhouse, Genève-Cointrin |
| Iberia Regional               | Madrid-Barajas |
| Lufthansa                     | Francfort, Munich-F. J. Strauß |
| Nouvelair Tunisie             | Djerba-Zarzis, Tunis-Carthage En saison : Monastir |
| Royal Air Maroc               | Casablanca-Mohammed-V |
| Ryanair                       | - Agadir-Al Massira, - Charleroi Bruxelles-Sud, - Dublin, - Fès-Saïss, - Londres-Stansted, - Marseille-Provence, - Séville-San Pablo, - Valence En saison : Bournemouth, Manchester, Édimbourg, Malte, |
| Sky Express                   | En saison : Héraklion-N. Kazantzákis |
| Swiss International Air Lines | Zurich |
| Tassili Airlines              | Alger-Houari-Boumédiène |
| Transavia France              | - Agadir-Al Massira - Alger-Houari-Boumédiène - Berlin-Brandebourg - Casablanca-Mohammed-V - Dakar-B. Diagne - Essaouira Mogador - Faro - Hurghada - Istanbul - Lisbonne-H. Delgado - Madère-C. Ronaldo - Marrakech-Ménara - Marseille-Provence - Monastir - Oran-Ahmed-Ben-Bella - Porto-F. Sá-Carneiro - Venise - Marco Polo En saison : - Athènes E.-Venizélos - Djerba-Zarzis - Figari Sud Corse - Héraklion-N. Kazantzákis - Kos - Ténériffe-Sud Reine Sofia - Tirana-Mère-Teresa - Toulon-Hyères - Palerme Falcone-Borsellino - Palma de Majorque - Rhodes-Diagoras - Rabil - Santorin - Sal-A. Cabral |
| Tunisair                      | Djerba-Zarzis |
| Volotea                       | - Athènes E.-Venizélos - Barcelone-El Prat - Bergame-Orio al Serio - Copenhague-Kastrup - Fuerteventura - Lanzarote-Arrecife - Las Palmas/Gran Canaria - Lisbonne-H. Delgado - Lyon-Saint-Exupéry - Madrid-Barajas - Marrakech-Ménara - Montpellier-Méditerranée - Nice-Côte d'Azur - Porto-F. Sá-Carneiro - Prague-Václav-Havel - Rome Léonard-de-Vinci/Fiumicino - Strasbourg - Ténériffe-Sud Reine Sofia - Toulouse-Blagnac - Venise - Marco Polo - Vienne-Schwechat En saison : - Ajaccio-Napoléon-Bonaparte - Alicante-Elche - Bastia-Poretta - Brindisi Papola/Casale - Cagliari - Calvi Sainte-Catherine - Catane-Fontanarossa - Corfou-I. Kapodístrias - Dubrovnik - Faro - Figari Sud Corse - Florence-Peretola - Héraklion-N. Kazantzákis - Kalamata - Malaga-Costa del Sol - Minorque-Mahón - Naples-Capodichino - Olbia-Costa Smeralda - Palerme Falcone-Borsellino - Palma de Majorque - Perpignan - Pise-Galileo Galilei - Rhodes-Diagoras - Salerne-Côte amalfitaine - Santorin - Split - Varna |
| Vueling Airlines              | Barcelone-El Prat, En saison : Palma de Majorque |

### Navette entreprise
| Compagnies  | Destinations                              |
| ----------- | ----------------------------------------- |
| Air Corsica | Saint-Nazaire (Montoir), Toulouse-Blagnac |

L'aéroport accueille une des rares navette aérienne française pour une entreprise, Airbus : deux vols journaliers lorsque la rotation est opérée. Celle ci est majoritairement active en semaine mais les jours des rotations sont variables. Une trêve estivale est notée, l'avion étant déployé sur les lignes du réseau d'Air Corsica durant l'été. 
Elles sont effectuées par l'ATR 72-600 F-HXKI affrété par Air Corsica à Elix Aviation. La rotation possède le routing suivant :  Saint-Nazaire-Nantes-Toulouse le matin et Toulouse-Nantes-Saint-Nazaire-Toulouse le soir. Le contrat, signé en 2019, est valable pour une durée de 5 ans puis renouvelée en 2024 pour 10 ans. 
Celui-ci fait d'Air Corsica le troisième opérateur sur cette liaison d'entreprise, succédant ainsi à Airlinair (janvier 2007) devenue Air France Hop, qui a cessé d'utiliser les ATR 42-500.
En 1974, la compagnie Taxi Avia France ouvrait la liaison Saint-Nazaire - Nantes - Toulouse en Fokker 27-200, ligne régulière fréquentée par le personnel des usines de l'Aérospatiale. Elle sera reprise par TAT lors de la fusion.

### Fret
Certaines parties fabriquées par Airbus à Bouguenais (caissons centraux notamment), ont été acheminées par Beluga pour la chaîne d'assemblage du site de l'aéroport de Hambourg-Finkenwerder. Depuis une réorganisation en 2017, les Belugas ST ne passent plus par Nantes. Depuis le 06 novembre 2020, l'aéroport est desservi par la nouvelle version du Beluga : le Beluga XL. Entre 2017 et 2020, ces pièces ont été acheminées par la route ou par barge sur la Loire jusqu'à Saint-Nazaire d'où elles partaient par bateau jusqu'en Allemagne.
Entre le 14 mai 2020 et fin juin 2020, un pont aérien entre la ville de Nankin en Chine et Nantes a été mis en place afin d'acheminer rapidement des masques chirurgicaux à la suite de la pandémie de Covid-19. L'opérateur, Air Caraïbes, exploite soit un A350-1000 ou un A350-900 permettant l'acheminement de 5 millions de masques par rotation. Ces vols spéciaux ont été au nombre de 22, et leur fréquence était de 3 fois par semaine. C'est la première fois que l'aéroport de Nantes accueille un vol direct depuis la Chine. Néanmoins, aucune rotation régulière passager ni cargo n'est prévue après cette période.

## Histoire du Concorde à Nantes
À plusieurs reprises le Concorde s'est posé à Nantes. Bien qu'assemblé à Toulouse, de nombreuses pièces du Concorde sont construites dans les usines Sud Aviation de Nantes et Saint-Nazaire (devenue Aérospatiale puis Airbus).
Le 28 décembre 1993, le Concorde d'Air France immatriculé F-BTSD atterrit à Nantes lors d'un vol d'essai de la compagnie.
Le 13 et 14 mai 1995, le Concorde d'Air France immatriculé F-BVFF effectue plusieurs boucles supersoniques lors de la porte ouverte de l'aéroport.
Les 02 et 03 mai 1998, le Concorde de la Bristish Airways immatriculé G-BOAG effectue un vol Nantes - Marrakech le 3 mai (vol BA 9046, durée de vol Nantes-Marrackeh : 80 minutes) et retour le 04 mai( vol BA 9043). Le Concorde arrivait avec des passagers de Paris-Charles de Gaulle (vol BA 9045) et fera retour sur Paris le lendemain (vol BA 9043). Il s'agissait d'un vol charter organisé par le "Monte-Carlo Club Prestige". Les participants séjournaient au Palace "La Mamounia". Les prix étaient fixés entre 13 300 francs et 14 650 francs par personne (avion + hôtel) et 10 360 francs pour l'aller-retour uniquement en Concorde. 
C même 03 mai 1998, un Concorde d'Air France immatriculé F-BVFA atterrit à Nantes pour effectuer une boucle supersonique à l'initiative de l'agence de voyage de Lorient "Carré Evasion" à l'occasion de son implantation à Nantes'.
Le 01 juillet 1998, le Concorde de British Airways immatriculé G-BOAC vient chercher l'équipe anglaise de football lors de la Coupe du Monde de Football 1998. Le G-BOAC les ramènera sur Londres Heathrow.

## Histoire des vols long-courriers à Nantes

### Amérique du Nord

#### Montréal
Depuis avril 1990, l'aéroport de Nantes accueille des vols long courriers de façon régulière. La première ligne, la seule à être encore active aujourd'hui, est vers l'aéroport Montréal Trudeau, situé au Canada.
Pour la saison été 2006, un seul vol par semaine est programmé, puis, en 2007, la compagnie aérienne canadienne Air Transat offre une deuxième rotation hebdomadaire pour la période de mai à octobre en A310.
En 2014, la compagnie aérienne proposait 2 rotations hebdomadaires en saison été, dont une des rotations en A330-200 au lieu de l'A310 qui opérait précédemment sur la ligne, traduisant un engouement pour la liaison.
Aujourd'hui, Air Transat opère depuis 2018 deux à cinq vols hebdomadaires de mai à octobre en A330-200 bi-classe d'une capacité de 345 sièges ou en A321LR en fonction de la période,. Les chiffres de fréquentation sont excellents, 92% de remplissage en 2017, ce qui permet à la compagnie de pérenniser la liaison.
Exceptionnellement en 2021, à cause de la Covid-19, aucun avion Air Transat ne se pose à Nantes. La compagnie ayant arrêtée toute activité depuis plus de six mois, il faut reformer des pilotes et la saison estivale s'annonce trop avancé. Air Transat mise alors sur le service TGV+Air pour pallier son absence,. Cette année fait exception car Nantes figure déjà sur le programme de vol de l'été 2022.
En 2023, pour la première fois depuis l'inauguration de la ligne, le service est proposé jusqu'en janvier 2024 au moyen d'Airbus A321LR,.
En 2024, Air Transat annonce l'annualisation de la liaison à raison de 2 rotations hebdomadaires sur la saison hiver 2024-2025, toujours en A321LR,.

#### New York
En 1987, la compagnie aérienne UTA, en difficultés par la fréquentation en baisse de son réseau africain cumulée aux déboires de l'avion DC-10, souhaite étendre son réseau. Elle demande, en avril 1987, la permission d'opérer une liaison entre Paris et l'aéroport de Newark. Alors qu'en 1986, elle avait été autorisée à opérer une liaison entre Paris et San Francisco, la réponse apportée en juillet 1987 est négative pour la ligne vers New York. UTA propose en février 1989 à l'état de rallier Newark à cinq villes françaises en vol directs : Bordeaux, Lille, Marseille, Mulhouse et Toulouse. Le 3 juin 1989, seules celles depuis Bordeaux, Marseille et Toulouse sont approuvées. Le président René Lapautre, propose deux nouvelles villes de départ, qui lui sont accordées, Montpellier et Nantes.
Le mardi 17 octobre 1989, le vol inaugural entre Nantes et Newark a eu lieu à bord d'un DC-10, en présence de Jean-Claude Péron, représentant d'UTA à Nantes, sur le tarmac nantais. Par la suite, les vols s'effectuent de manière hebdomadaire le mardi. Toutefois, en novembre 1989, une négociation secrète aboutit à la cession de la majorité des actions d'UTA à Air France, qui en prend alors le contrôle. C'est elle qui reprend donc les opérations de la ligne. Or, la compagnie tricolore considère la desserte des régions comme « marginale ». Soupçonnée d'avoir participé à une rupture commerciale par le Sénat, le taux de remplissage de la ligne est passé de plus de 60 % lorsqu'elle était sous le contrôle de l'U.T.A., à moins de 25 % lorsque Air France en a pris le contrôle. À peine un an après son inauguration, la liaison est supprimée en novembre 1990.
En 2003, une nouvelle compagnie, Ocean Airways, souhaite baser des avions à Nantes et ouvrir la desserte vers l'aéroport de Newark en A340-300 d'une capacité de 307 sièges avec trois vols hebdomadaires,. La compagnie table sur un remplissage de 50% la première année. Le premier vol est prévu le 30 janvier 2004. Mais un manque de trésorerie à la suite du désistement d'un des grands actionnaires provoquera la liquidation judiciaire de la compagnie, sans qu'aucun avion n'ait pu décoller un jour,.
Le samedi 1er juillet 2017, un vol charter affrété par le voyagiste Spots Évasions a rallié New York à Nantes en 6h30 à l'occasion des 100 ans de leur entrée en guerre aux côtés des alliés. L'appareil, un Boeing 757 de 112 sièges, était équipé de classes premium, business et première exclusivement. L'aller de Nantes à New York a été effectué à bord d'un bateau : le Queen Mary 2.
Depuis, l'hypothèse de la réouverture de la ligne en régulier est revenue régulièrement dans les journaux :
- En 2011, le transporteur XL Airways souhaite ouvrir une unique liaison entre la province française et New York. Plusieurs villes sont candidates, dont Nantes. Or, en 2013, c'est Marseille qui est choisie. Le projet de liaison est abandonné[109],[110].
- En 2018, la Chambre de commerce et d'industrie de Nantes/Saint-Nazaire annonce dans Ouest-France négocier avec deux compagnies low-cost sur l'ouverture d'une ligne annuelle vers New York dès 2019[111]. Les noms des compagnies intéressées n'ont pas été révélés. Cette annonce va de pair avec la parution au Journal officiel du passage de l'aéroport nantais de la catégorie B à la catégorie A, ce qui lui permettrait d'être « destinés aux services à grande distance assurés normalement en toutes circonstances », et donc de recevoir des vols long courrier. Ce projet n'a, lui non plus, pas vu le jour[112].
- En 2022, le journal Ouest-France s'est de nouveau intéressé au devenir de la ligne. Si le dossier n'a pas évolué depuis l'annonce de 2018, le projet de la réouverture de la ligne serait toujours d'actualité. Toutefois, le journal mentionne que ce ne sera pas dans un futur proche[113].
- En 2024, le directeur commercial de Nantes-Atlantique, Thierry Bidet, maintient que la ligne est toujours en projet, avec pour argument la forte demande présente traduite par l'annualisation de la route vers Montréal[114].

#### Québec
Toujours sur le même continent, l'aéroport de Nantes-Atlantique a été relié à la ville de Québec en 2009 et 2010 en A330 par la compagnie Corsairfly, à l'époque très active en province. Les vols, d'une durée de 7:25 et tous en provenance Paris Orly, décollaient de l'aéroport nantais tous les samedis en saison à 13:05, heure de Paris et portaient le numéro de vol SS918. Néanmoins, en automne 2010, la compagnie change de route d'un point de vue stratégique et abandonne l'aéroport de Québec dès la saison 2011 et de facto, sa liaison avec Nantes.

#### Toronto
Durant la saison été 2011, Air Transat a opéré une liaison entre Nantes et Toronto à raison d'un vol par semaine, au moyen d'un Airbus A310,. En revanche, elle n'est plus apparente dans les programmes de la compagnie depuis 2014.

### Outre-mer français
Durant de nombreuses années, l'aéroport a été relié à des villes d'outre-mer.

#### La Réunion-Saint Denis
L'aéroport de Roland-Garros a accueilli durant de nombreuses années des vols depuis l'aéroport de Nantes et ce avec deux compagnies différentes. Dès décembre 2005, Corsairfly, filiale du groupe TUI, inaugure la liaison de façon saisonnière. Le succès de la ligne est immédiat et la compagnie annualise la liaison le 11 novembre 2009. La compagnie déploie un Boeing 747-400 bi-classe de 582 sièges par semaine le mercredi,.
Néanmoins, à la suite de difficultés financières importantes, le plan « Take off » est présenté et approuvé par la direction et le CE en 2010. Ce plan prévoit notamment la disparition de toutes les lignes au départ de la province pour se recentrer sur la base d'Orly. Nantes en fait les frais et la liaison est supprimée des programmes de vols dès le 23 janvier 2011,.
La compagnie n'abandonne pas la ville principale des pays de la Loire car le service TGV+Air permet aux voyageurs de rejoindre la Réunion avec Corsair depuis Paris Orly avec la section Nantes-Paris opérée en TGV.
Toutefois, une autre compagnie française basée à l'aéroport de la Réunion garde en ligne de mire la liaison Réunion-Province et profite de la défection de sa concurrente pour reprendre la route. Dès le 11 février 2011, la liaison reprend son envol en B777-200ER tri-classe par Air Austral qui dépêche un appareil tous les mercredis et vendredis sur le tarmac nantais qui partent à 17:00 heure nantaise et portant le numéro de vol UU948,. Néanmoins, les prix son en légères hausse, à partir de 804€ TTC aller-retour. Étant à son tour en difficulté, le transporteur aérien suspend ses vols provinciaux et le dernier vol vers la réunion s'est déroulé le 17 janvier 2013, ce qui signe également le dernier vol commercial opéré en direct entre Nantes et l'île de la réunion, 7 ans après son ouverture,.

#### Martinique-Fort de France
Des documents mentionnent l'existence de la ligne dès 1989, mentionnée dans un rapport du Sénat chargé d'examiner la gestion administrative, financière et technique de l'entreprise nationale Air France et des sociétés de toute nature.
En 1997, 60 vols réguliers et 53 vols charters ont été opérés. Durant l'hiver 1998,l'année 1999 et l'hiver 2000, la liaison a été exploitée par Aérolyon en DC10. En 2001, le trafic entre l'aéroport Atlantique et l'aéroport martiniquais battait des records avec une augmentation de 28% par rapport à l'an 2000 même si l'on ne recense que 35 vols réguliers cette saison.
La compagnie Corsairfly a également fait décoller ses avions vers Fort de France durant la saison 2009 en B747-400 de 582 sièges bi-classe.
La liaison Nantes-Fort de France a existé durant deux saisons hivernales en 2018 et en 2019 sous la houlette de XL Airways. Les vols ont été opérés en A330-200 ou 300 pouvant transporter jusqu'à 408 passagers, toutes les places proposées étant en économie. Du fait de cette grande capacité, un seul vol par semaine est commercialisé les jeudis dès le 1er janvier 2018. Tout comme ses prédécesseurs, la compagnie à bas prix se retrouve durant l'été 2019 en difficultés économiques et se retrouve contraint le 30 septembre 2019 de suspendre l'intégralité des vols. Le liaison est donc supprimée.
Mais début juin 2021, la compagnie Corsair International annonce qu'elle compte de nouveau exploiter cette ligne pour la saison hivernale 2021-2022 à la suite de sa politique plus tournée vers les régions et les outre mers (vols depuis Nantes, Lyon, Bordeaux et Marseille en direct). Un aller/retour par semaine a été opéré de décembre 2021 à avril 2022 : le jeudi avec retour le vendredi matin. La liaison a été exploitée par un Airbus A330-300 de 298 ou 352 places. À la suite du succès de cette relance, Corsair a ajouté un second vol hebdomadaire le mardi avec un retour le mercredi matin de décembre 2021 à avril 2022. La compagnie poursuit l'exploitation de la ligne pour les saisons hiver 2022-2023 et 2023-2024 en Airbus A330-300 avec une rotation hebdomadaire, respectivement les jeudis et mardis. À la suite des excellents résultats du taux de remplissage de la ligne sur la saison hiver 2022-2023 (90% soit 8000 passagers) et les réservations en cours pour cette saison hiver, Corsair prévoit d'ores et déjà de poursuivre l'exploitation de la ligne sur la saison hiver 2024-2025, toujours en exclusivité mais à bord du plus moderne Airbus de Corsair : l'A330neo. Corsair remplacera la ligne vers Fort-de-France par un vol direct vers Pointe-à-Pitre en Guadeloupe. Cette liaison sera proposée du 16 décembre 2025 au 21 avril 2026.

### Moyen-Orient & Afrique

#### Tel Aviv-Israël
En 2018, Transavia ouvre la première liaison entre Nantes et Israël, opéré en Boeing B737-800. EasyJet lui emboite le pas en ouvrant la même ligne en 2019 avec un A320. Trois vols par semaine seront opérés par la compagnie orange. Cette nouvelle liaison s'inscrit dans le plan de développement de son activité sur le tarmac nantais en y ouvrant une base. En 2020, la crise de Covid-19 fait cesser tout échange entre Nantes et Tel-Aviv. Contrairement à de nombreuses destinations, celle ci n'a pas repris lors de l'été 2021. L'avenir de la ligne est en suspens,,.

#### Dakar-Sénégal
En 2020, Transavia annonce une nouvelle liaison moyen-long courrier pour avril opéré en Boeing 737-800. En raison de la pandémie de Covid-19 elle n' a finalement été lancée que le 25 mai 2022, avec un vol tous les mercredis,,. Transavia a publié son programme d'hiver 2022-2023, confirmant l’annualisation de la liaison.

### Islande
Durant la saison 2020, la compagnie aérienne Transavia a opéré un vol par semaine vers Reykjavik en Boeing 737-800,.

## Réduction des nuisances

### Nuisances sonores
Depuis le 9 avril 2022, tout vol est interdit entre 0 h et 6 h et les vols les plus bruyants le sont entre 22 h et 6 h,. Un premier bilan trois semaines après l'entrée en vigueur du couvre-feu fait apparaître que celui-ci n'est pas respecté, l'essentiel des entorses étant le fait de la compagnie Volotea.
Deux autres mesures devraient également limiter l'exposition des riverains aux nuisance sonores :
- le partage à 50/50 des flux sur deux couloirs aériens au-dessus de la ville de Nantes : l'actuel, qui sera emprunté les jours de beau temps et un nouveau qui sera employé par mauvais temps. La mise en application est prévue à l’été 2023, après études de bruit et enquête publique. Cette mesure bénéficiera à 35 % de la population exposée, soit environ 26 000 habitants de la métropole nantaise ;
- l'allongement de la piste de 400 m dans sa partie sud qui permettra aux avions de survoler la ville à plus haute altitude : + 35 m à Nantes, au nord de la piste, + 25 m à Saint-Aignan-de-Grandlieu. Mise en service prévue en 2026.

Toutefois, la DGAC prévoit une augmentation de l'activité de l'aéroport à l'horizon 2040 : 11 millions de passagers et 77 300 mouvements, contre 7,2 millions de passagers et 69 081 mouvements en 2019.

## Projet de modernisation
À la suite de l'abandon du projet d'aéroport de Notre-Dame-des-Landes, le 17 janvier 2018, le gouvernement envisage la modernisation de l'aéroport Nantes-Atlantique, avec dans un premier temps l'agrandissement de l'aérogare sur l'emprise actuelle, puis la réfection de la piste actuelle et son éventuel allongement, avec l'objectif de réduire les nuisances sonores à Nantes et Saint-Aignan-Grandlieu. Le rapport des médiateurs évoque une optimisation progressive des aménagements aéroportuaires à partir de 2020, avec un phasage des travaux en trois temps jusqu'à 2035, pour un coût chiffré entre 365 et 460 millions d'euros, y compris le prolongement du tramway jusqu'à l'aéroport, mais hors l'indemnisation qui devra être versée par l'État à Vinci en cas de résiliation du contrat. Cette estimation a été contestée par les pro-NDDL, qui estiment cette rénovation à « plus d'un milliard d'euros » avec les coûts induits par « le droit au délaissement » des maisons soumises à des prescriptions d'urbanisme. Le syndicat mixte aéroportuaire du Grand Ouest estime que la procédure pour l'allongement de la piste, pour laquelle aucune étude environnementale et d'ingénierie n'a encore été engagée, pourrait prendre 10 ans, voire 15 en cas de recours.
Les actuels propriétaires, surtout ceux qui venaient d’acheter autour de l’aéroport de Nantes et qui espéraient son déménagement, craignent désormais une baisse de la valeur de leur logement. 3 500 et 6 000 d'entre eux subiraient directement les nuisances sonores de cette décision, et 67 000 personnes habitant l'agglomération nantaise subiraient ces nuisances de manière « plus modérées ». En revanche, les logements situés près de Notre-Dame-des-Landes devraient bénéficier d'une plus-value importante.
L'extension de la piste vers le sud se heurterait à un espace naturel protégé et classé par l’Union européenne et la loi littoral, le lac de Grand-Lieu. Lors de la controverse sur le projet d'aéroport du Grand Ouest, certains opposants à NDDL affirmaient que le prolongement de la seule piste de Nantes-Atlantique n'aurait aucun impact pour la faune de la réserve naturelle et préserverait même les rives du lac de toute urbanisation. Or, Philippe Viroulaud, directeur adjoint de la Dreal déclarait déjà en 2014 : « Ce n'est pas la proximité de l'aéroport actuel qui limite l'urbanisation de ces communes, mais les contraintes liées à la loi littoral qui resteront en vigueur même si Nantes-Atlantique déménage ailleurs »,. Déjà en 2015, d'autres opposants au projet de Notre-Dame-des-Landes (dont l'ACIPA) jugeaient eux-mêmes la prolongation de cette piste totalement inutile jugeant que l'ensemble de propositions et de chiffrages de la DGAC étaient destinés à augmenter artificiellement le coût d’un réaménagement de la plateforme aéroportuaire de Nantes-Atlantique afin de justifier le transfert à Notre-Dame-des-Landes.
Le 28 octobre 2019, le gouvernement annonce l'allongement de la piste de 400 m et l'agrandissement de l'aérogare.
En janvier 2021, le vice-président de Nantes Métropole chargé des transports annonce que la desserte de l'aéroport par une extension de la ligne 3 du tramway de Nantes n'est plus d'actualité. L'option privilégiée est de créer une halte TER qui relierait directement l'aéroport à la gare de Nantes. En complément, il est envisagé de créer une nouvelle ligne de BHNS.
Installés à proximité immédiate de l’aérogare, l'aéroclub centenaire de Loire-Atlantique et ses 230 adhérents craignent d’être chassés vers l'aérodrome de La Baule ou celui d'Ancenis à l’issue du réaménagement de Nantes Atlantique.

## Cinéma
L'aéroport de Château-Bougon sert de décor pour une partie du film Soigne ta droite de Jean-Luc Godard (1987).

## Accidents & Incidents majeurs
- Le 5 mars 1973, un DC-9 de la compagnie Iberia (IB504) reliant Londres à Palma de Majorque percute en plein vol un convair 990 de la défunte compagnie Spantax (BX400), reliant Madrid à Londres au-dessus de la commune de La Planche, à 25 km de Nantes. Si le convair réussit à se poser à Cognac, ce ne fut pas le cas de l'Ibéria, entraînant dans sa chute la vie des 68 malheureux passagers présents à bord. Cet accident est connu en tant que Collision aérienne de Nantes[170].
- Le 22 juin 2003, le vol AF5672 est parti de l'aéroport de Nantes à 23 h 05, en direction de l'aéroport de Brest Guipavas. À 23 h 58, la tour de contrôle perd le contact du CRJ-100. L'appareil s'est écrasé près de la piste, causant malheureusement le décès du commandant de bord[171],[172].
- Le 21 mars 2004, un MD-83 de la compagnie charter Louxor Air en provenance de Louxor (LXO615) effectue son approche sur Nantes vers 1 h 20 du matin après avoir essuyé un important retard. Les pilotes sont descendus trop bas au-dessus de la ville (600 pieds), frôlant la tour de Bretagne, et n'ont pas respecté l'axe d'approche, en descendant à un taux trop élevé et croyant avoir une zone orageuse se dressant devant eux. Le contrôleur aérien, probablement en hypovigilance, selon le BEA, n'a pas constaté suffisamment tôt l'écart de trajectoire de l'avion. Après s'être rendu compte que les lumières observées étaient celles du Cours des 50 Otages et non celles de la piste, le copilote a procédé à une remise de gaz, alors qu'un témoin affirme que le phare de son train avant éclairait un immeuble de 10 étages. Le crash a été tout juste évité[173],[174]. Les conséquences furent immédiates : la compagnie Louxor Air a vu son certificat de navigabilité suspendu pour 10 jours et le pilote a été licencié[175].
- Le 21 janvier 2019, un vol privé transportant le footballeur Emiliano Sala s'est écrasé en pleine mer, au large de l'île de Guernesey, alors qu'il faisait route vers Cardiff pour rejoindre un nouveau club de football. D'après le rapport de l'AAIB, le pilote aurait été intoxiqué au monoxyde de carbone. L'appareil a dépassé sa vitesse maximale ce qui a entraîné la rupture de l'aéronef à la suite de la perte de contrôle de l'appareil[176].
- Le 20 octobre 2021, l'avion de type CRJ1000 immatriculé F-HMLD de la compagnie Air France Hop reliant Lyon et Nantes aborde l’approche finale sur une trajectoire trop basse ce qui déclenche l’alarme anti-crash de la tour de contrôle[177],[178].
- Le 1er octobre 2022, le pneu du train d'atterrissage avant de l'avion de type Boeing 737-800 immatriculé F-GZHA de la compagnie Transavia explose lors de son atterrissage à 13 h 06. L'avion en provenance de l'aéroport de Djerba Zarzis a effectué son vol normalement. Le vol était numéroté TO3943. À bord se trouvaient 160 passagers qui n'ont eu aucune blessure. Le train d'atterrissage s'est affaissé[179],[180],[181].

## Galerie photographique

### Photographies

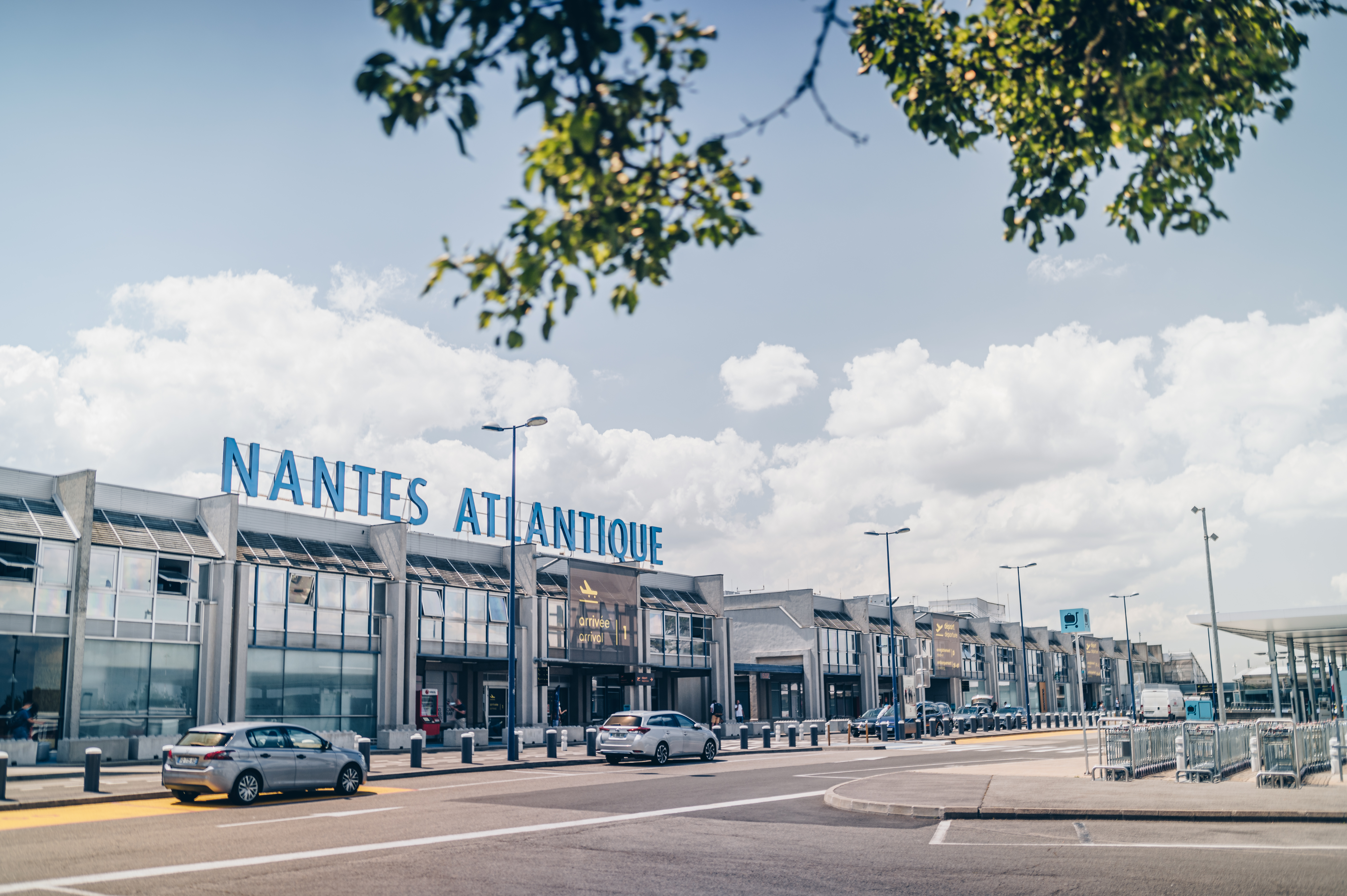
L'entrée de l'aéroport en 2022.
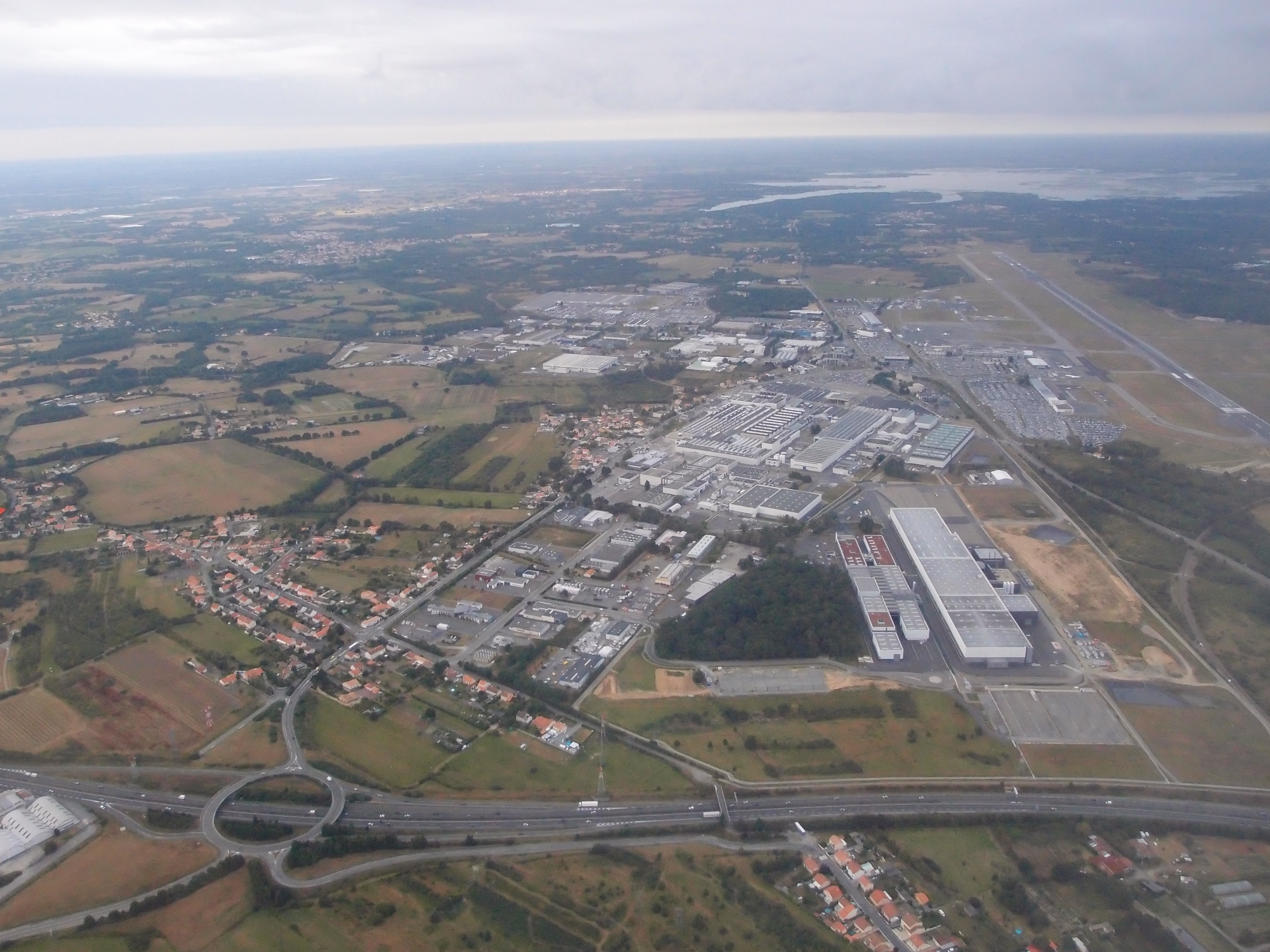
Vue sur la plateforme de Nantes avec l'usine Airbus en 2012.
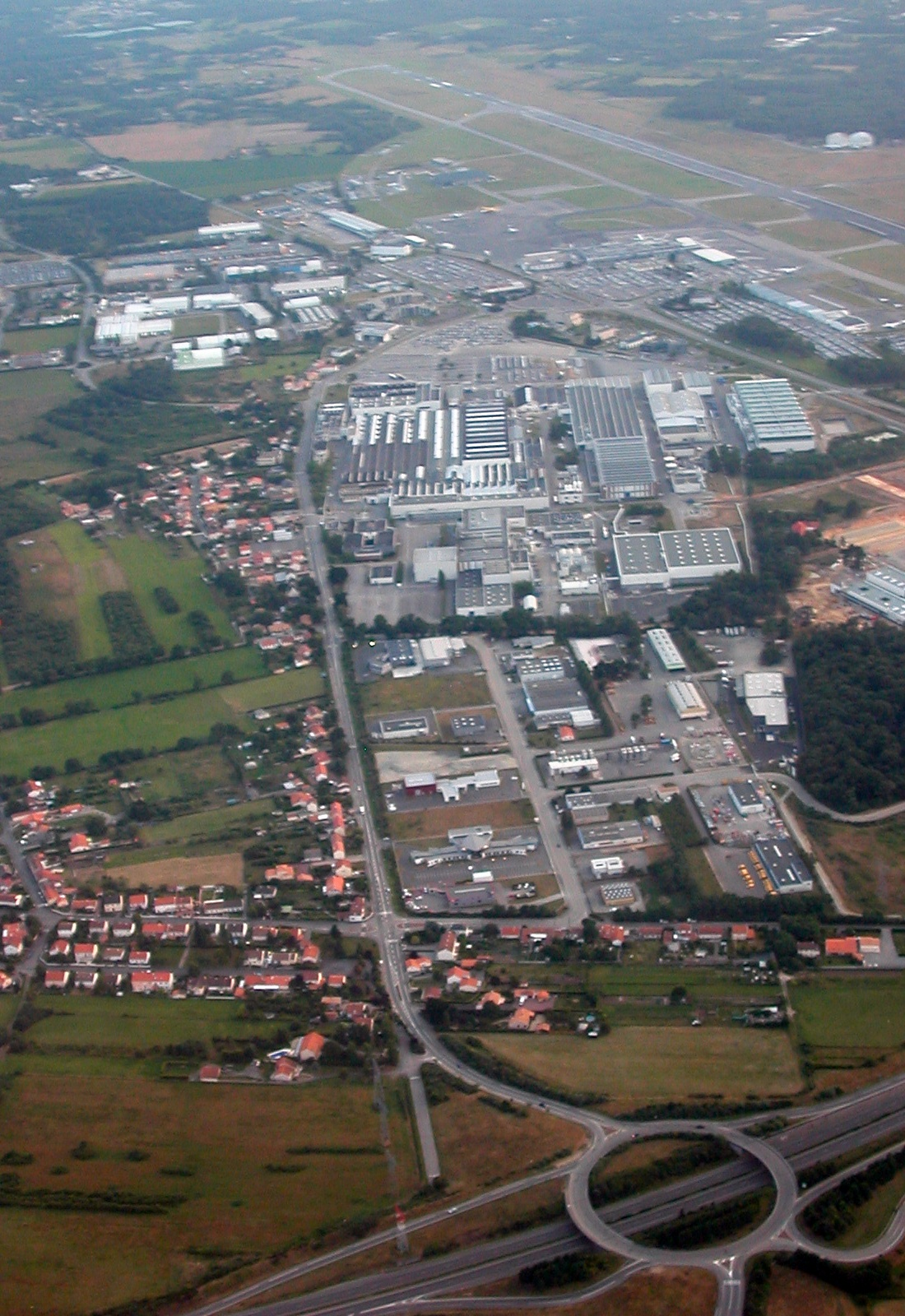
Vue aérienne de l'aéroport et de l'usine Airbus en 2008.
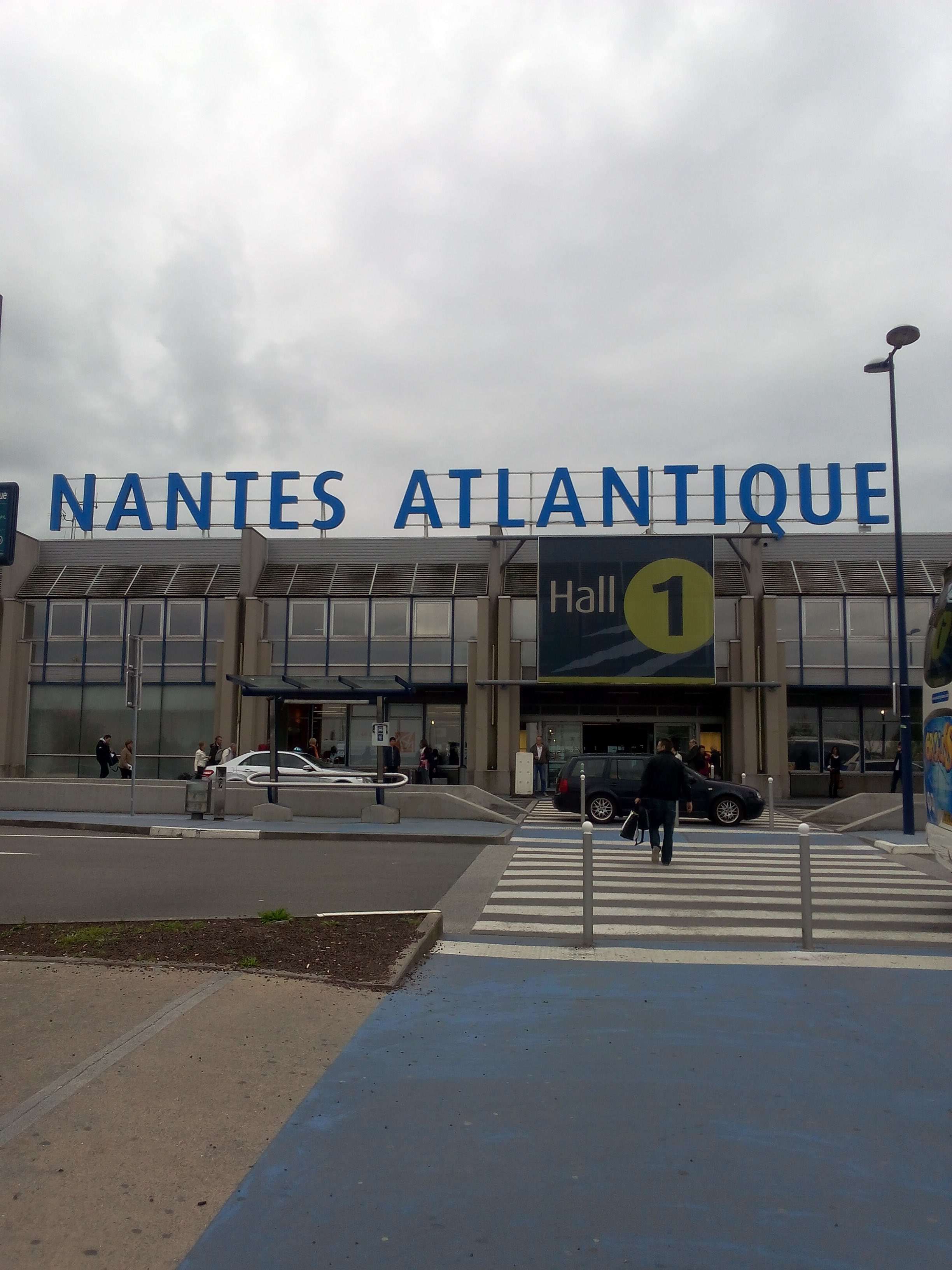
Hall 1 de l'aéroport.
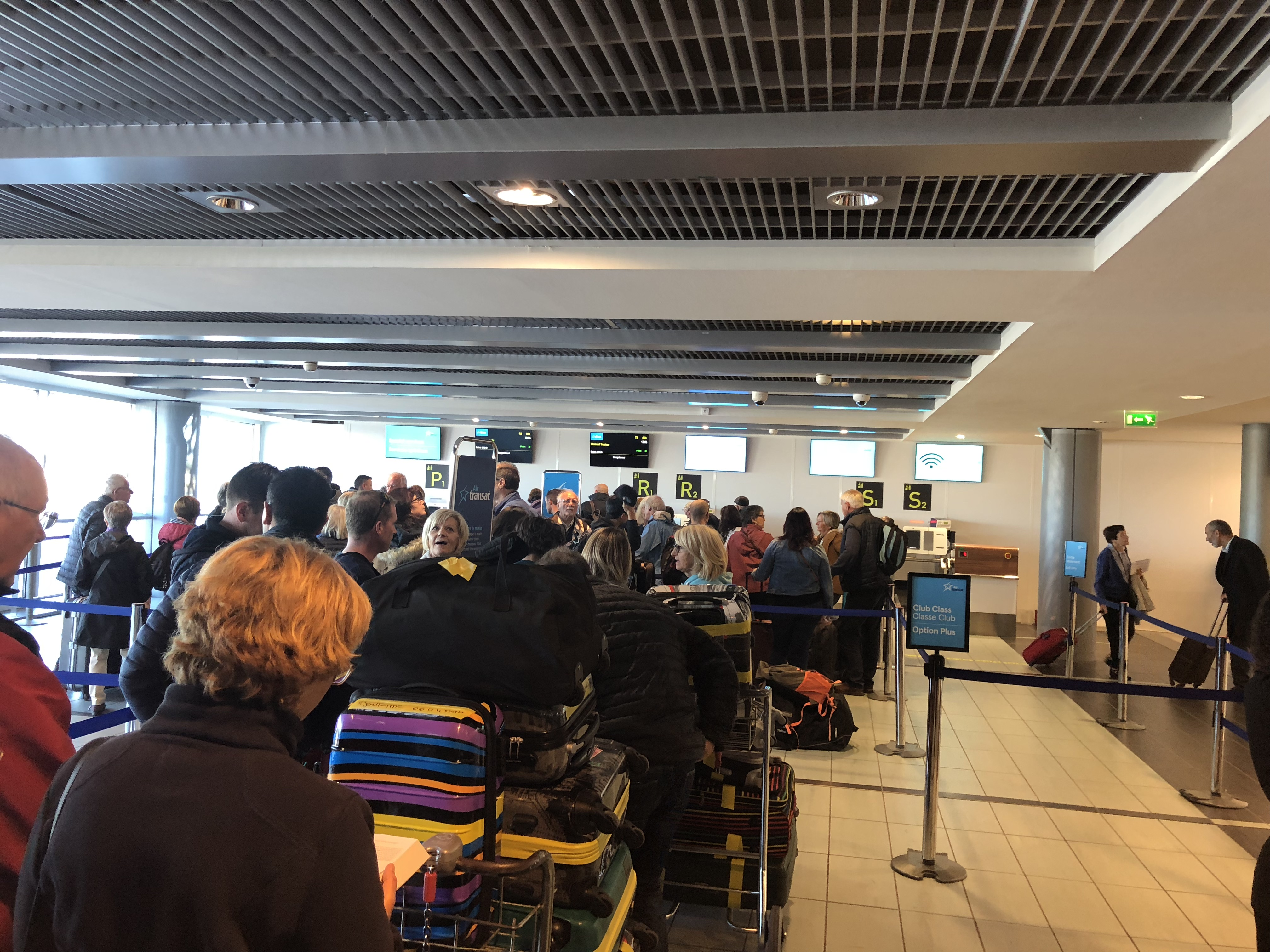
Comptoir d'embarquement d'Air Transat à Nantes en 2018.
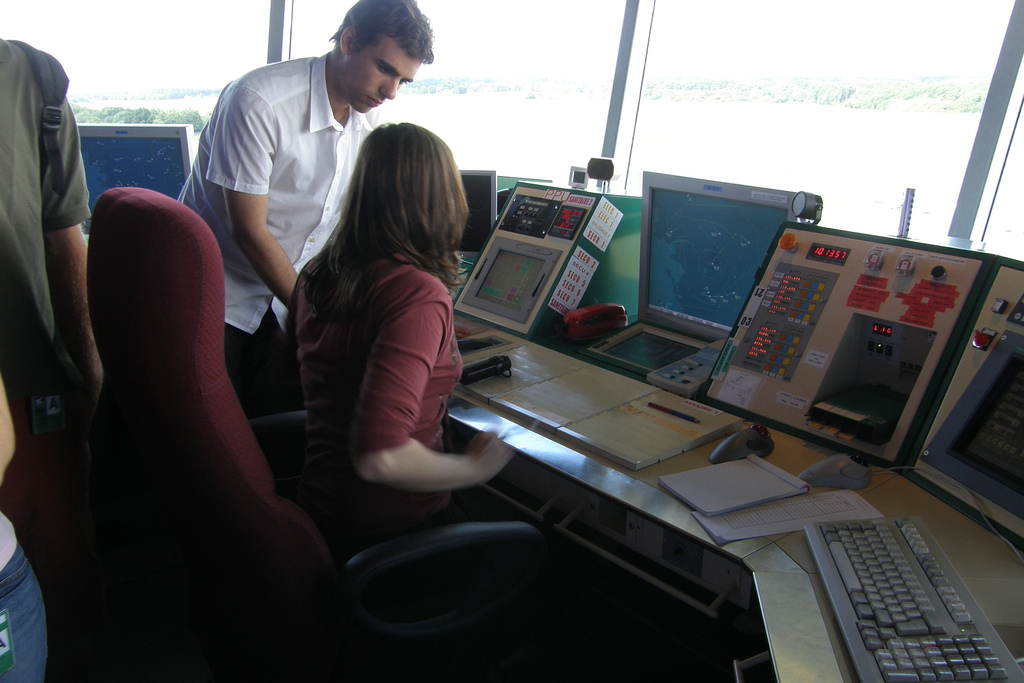
Intérieur de la tour de contrôle de l'aéroport de Nantes Atlantique.
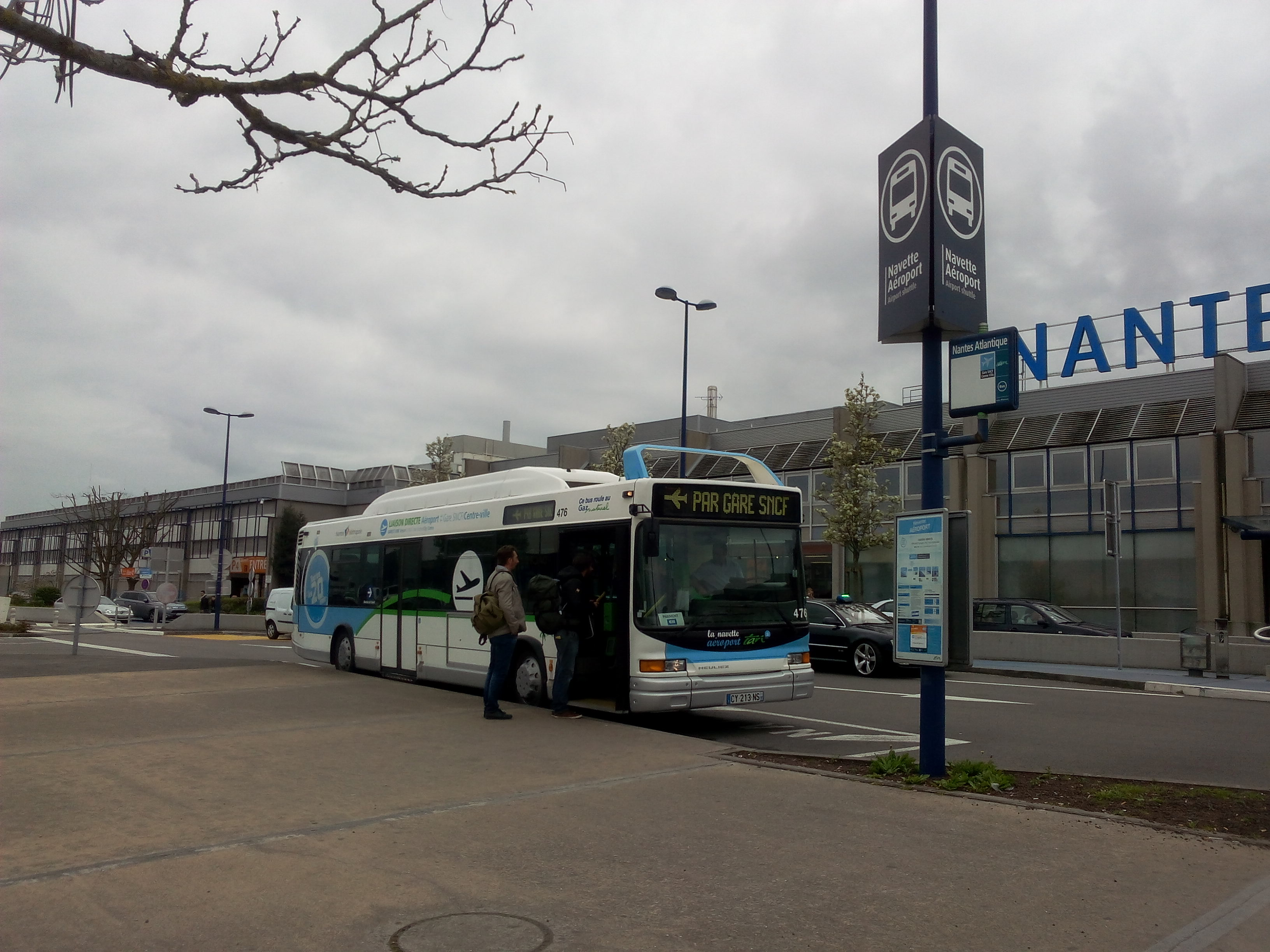
Navette reliant l'aéroport à la ville de Nantes.
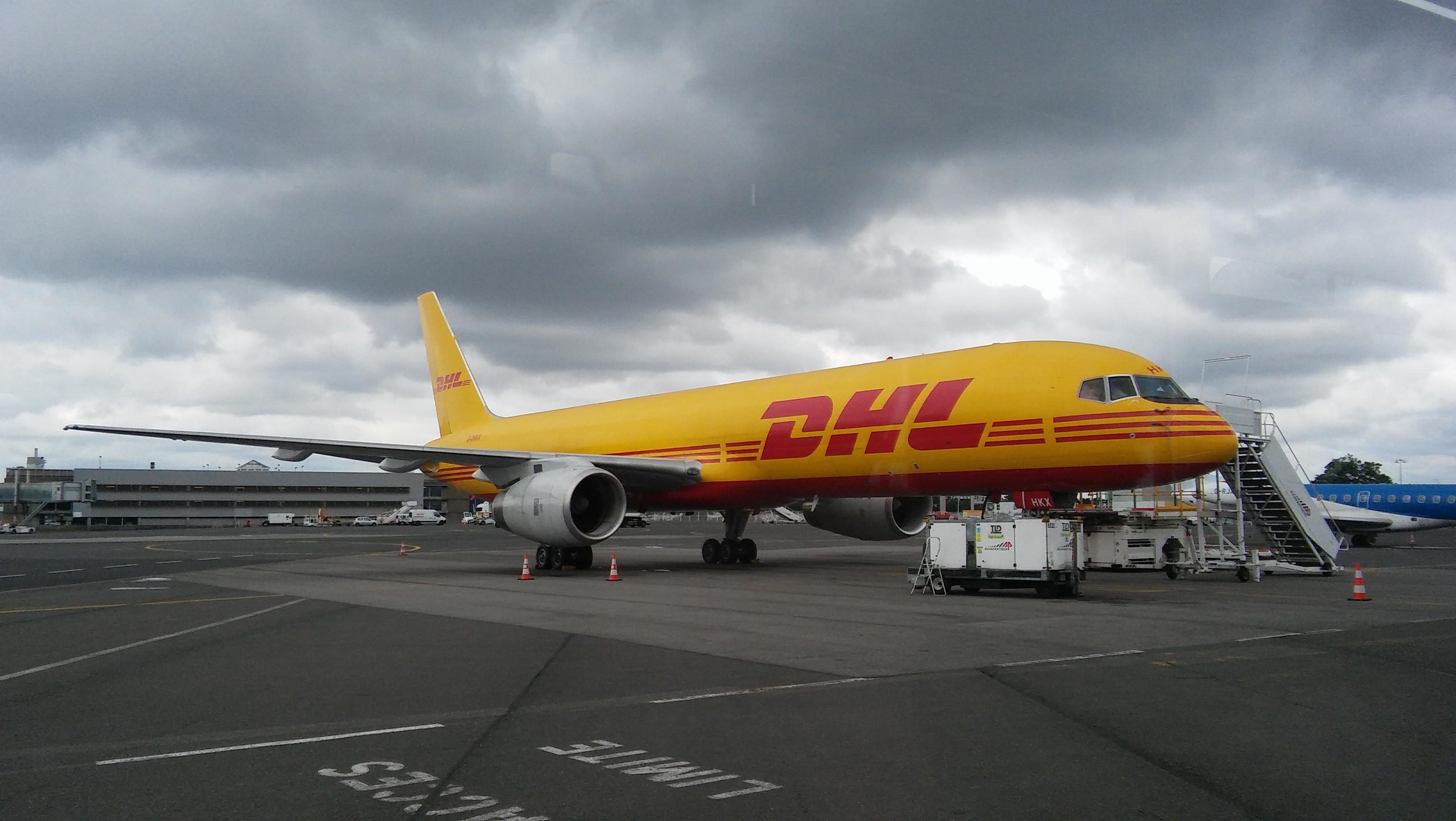
Activité Fret: Avion cargo DHL à Nantes.
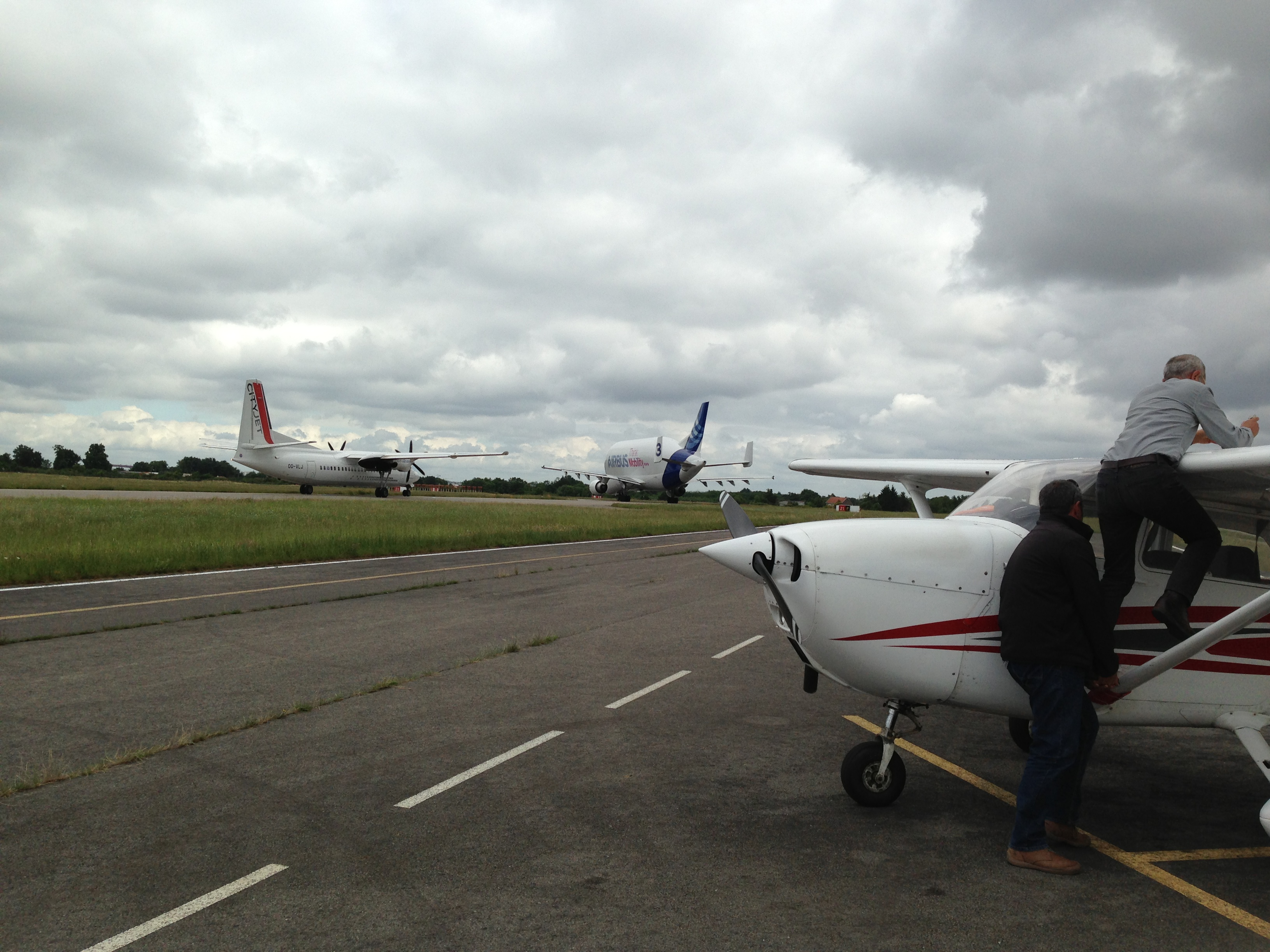
Aviation commerciale (Fokker de CityJet pour Londres-City), aviation générale et aviation cargo avec le Beluga en 2013.
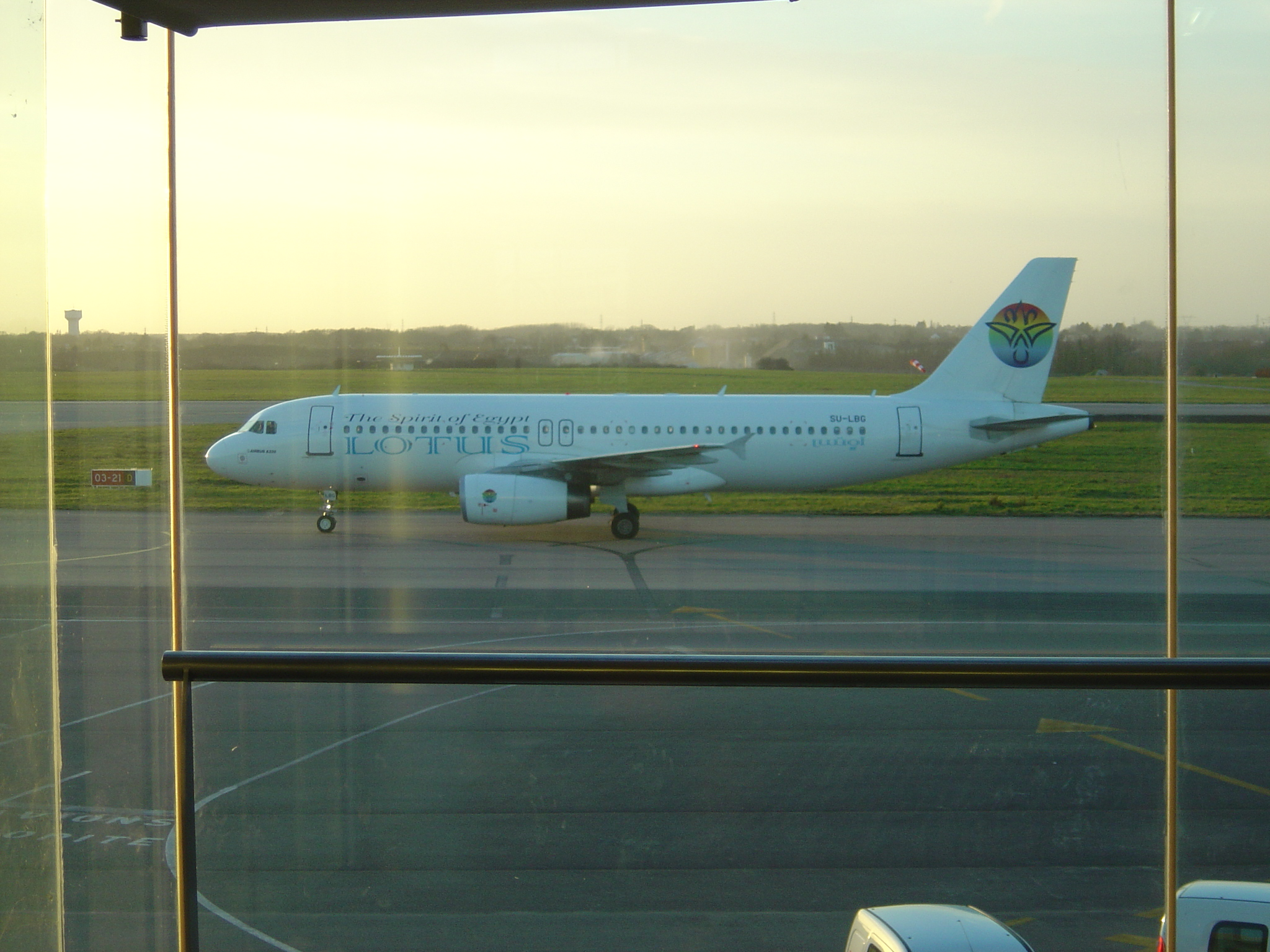
Activité Charter: Airbus A320 SU-LBG de la compagnie égyptienne Lotus à Nantes en 2007.
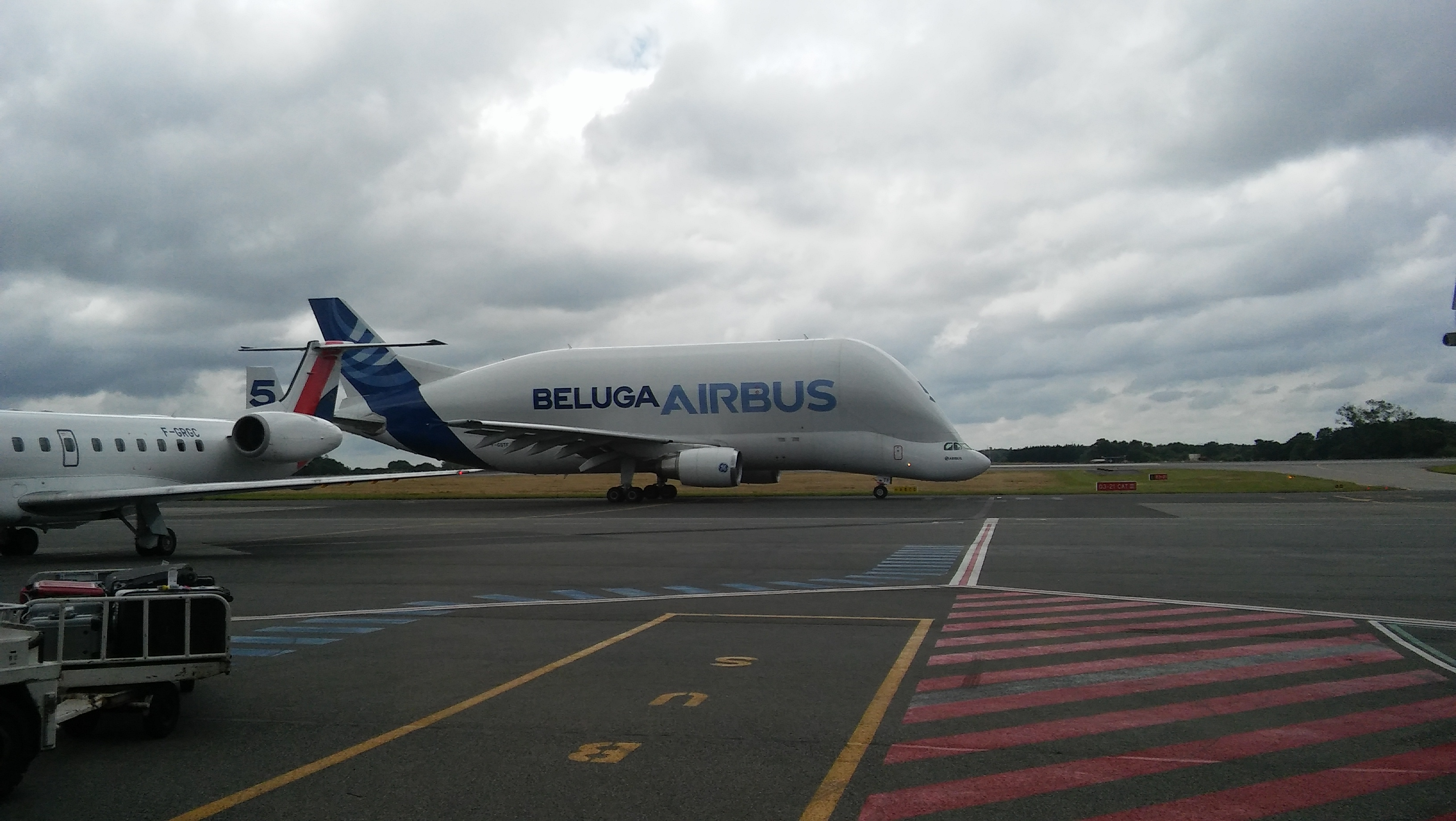
Activité Fret: Le Beluga ancienne génération à Nantes en 2016.
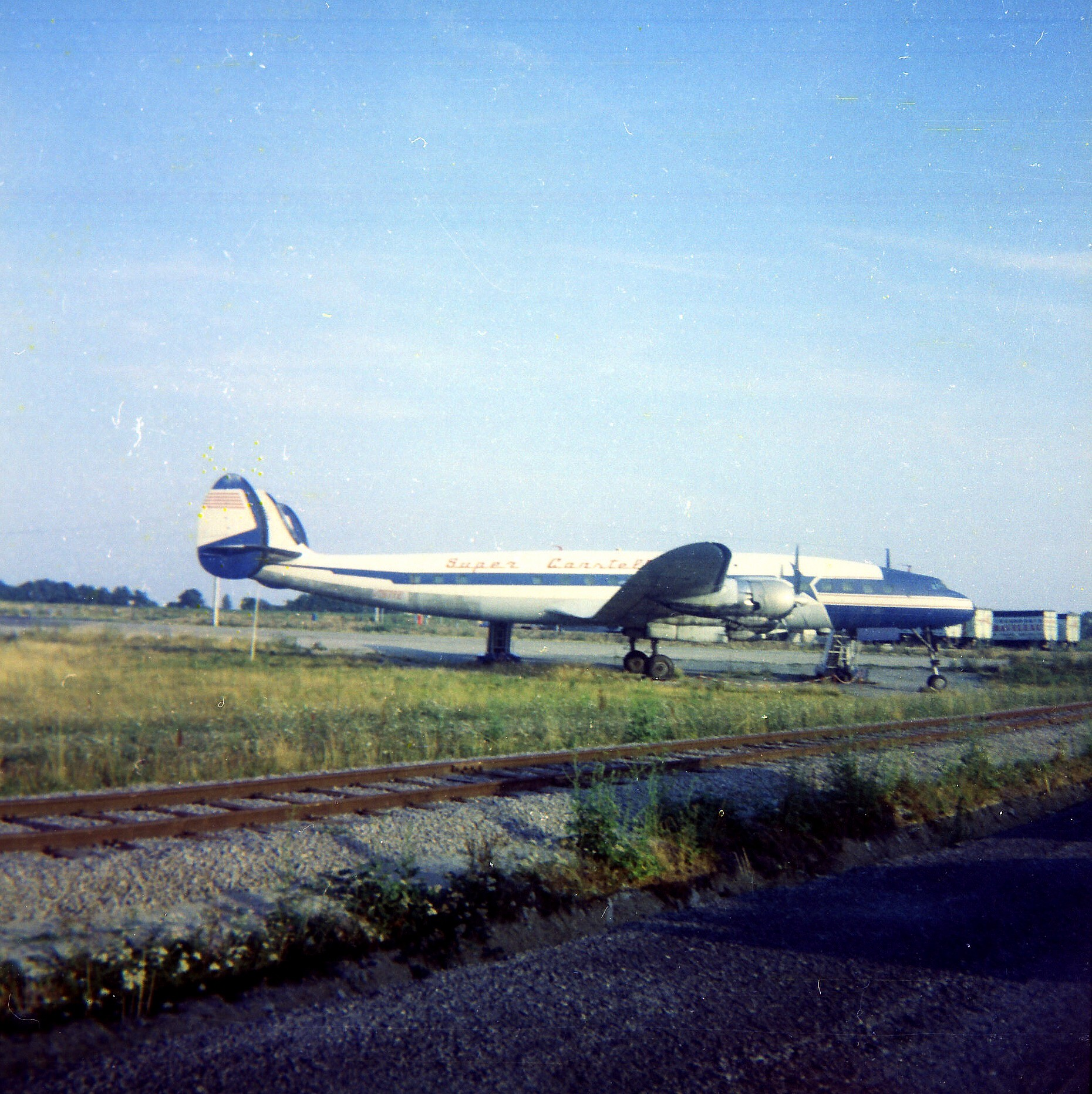
Le Lockheed Constellation à l'aéroport en 2012.
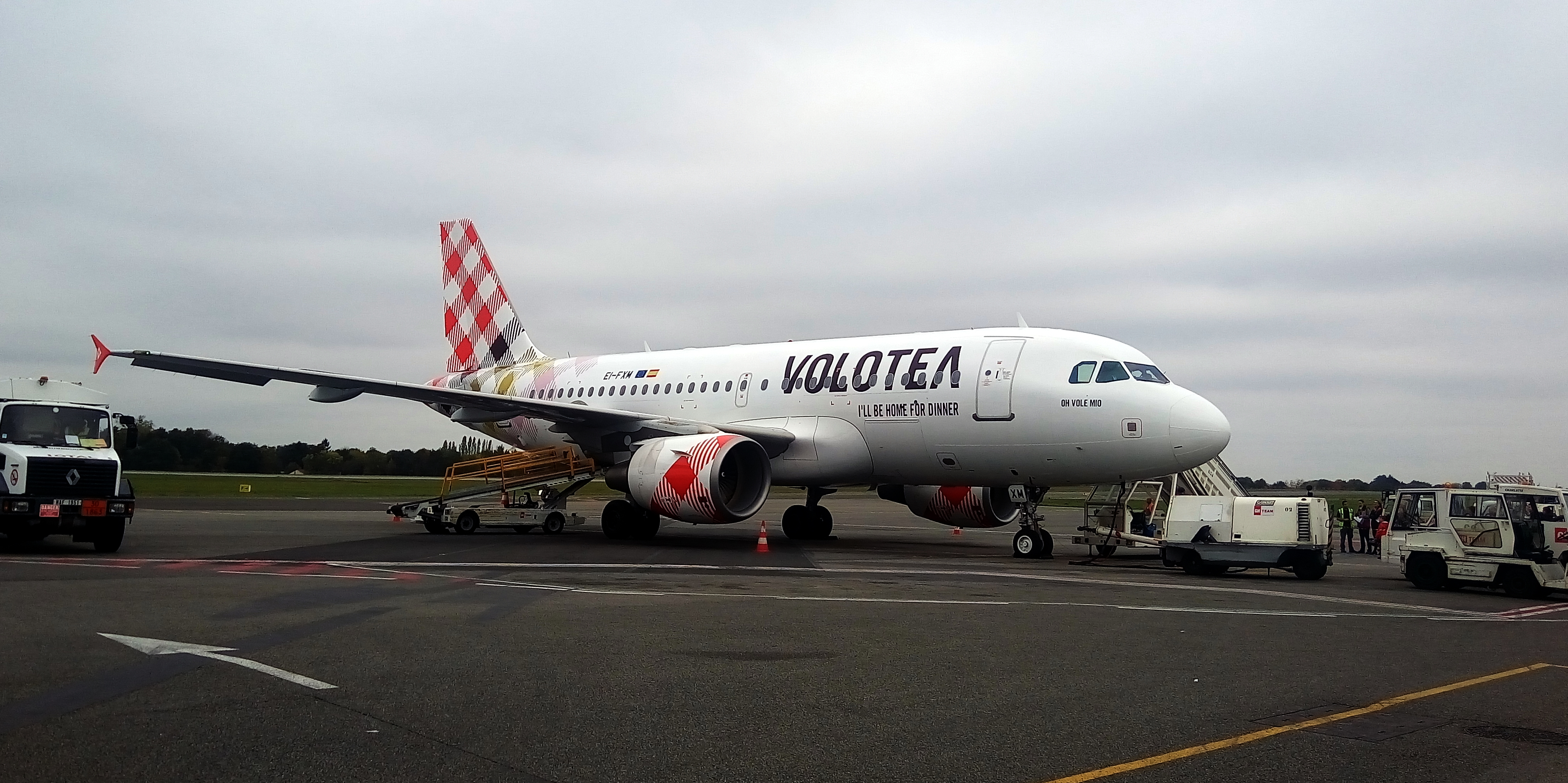
Airbus A319 Volotea à Nantes en 2016.
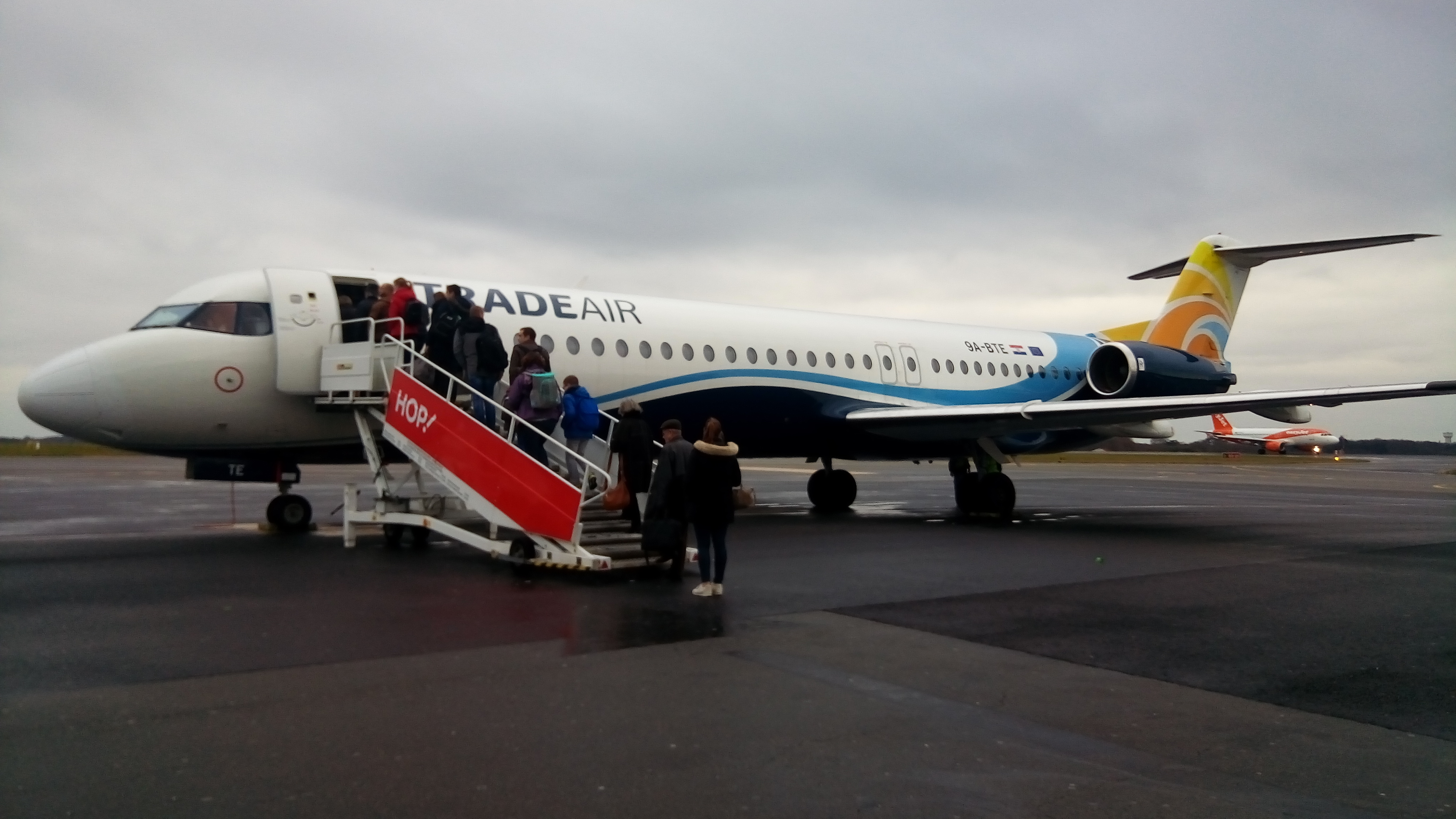
Fokker 100 de Trade Air à Nantes en 2017.
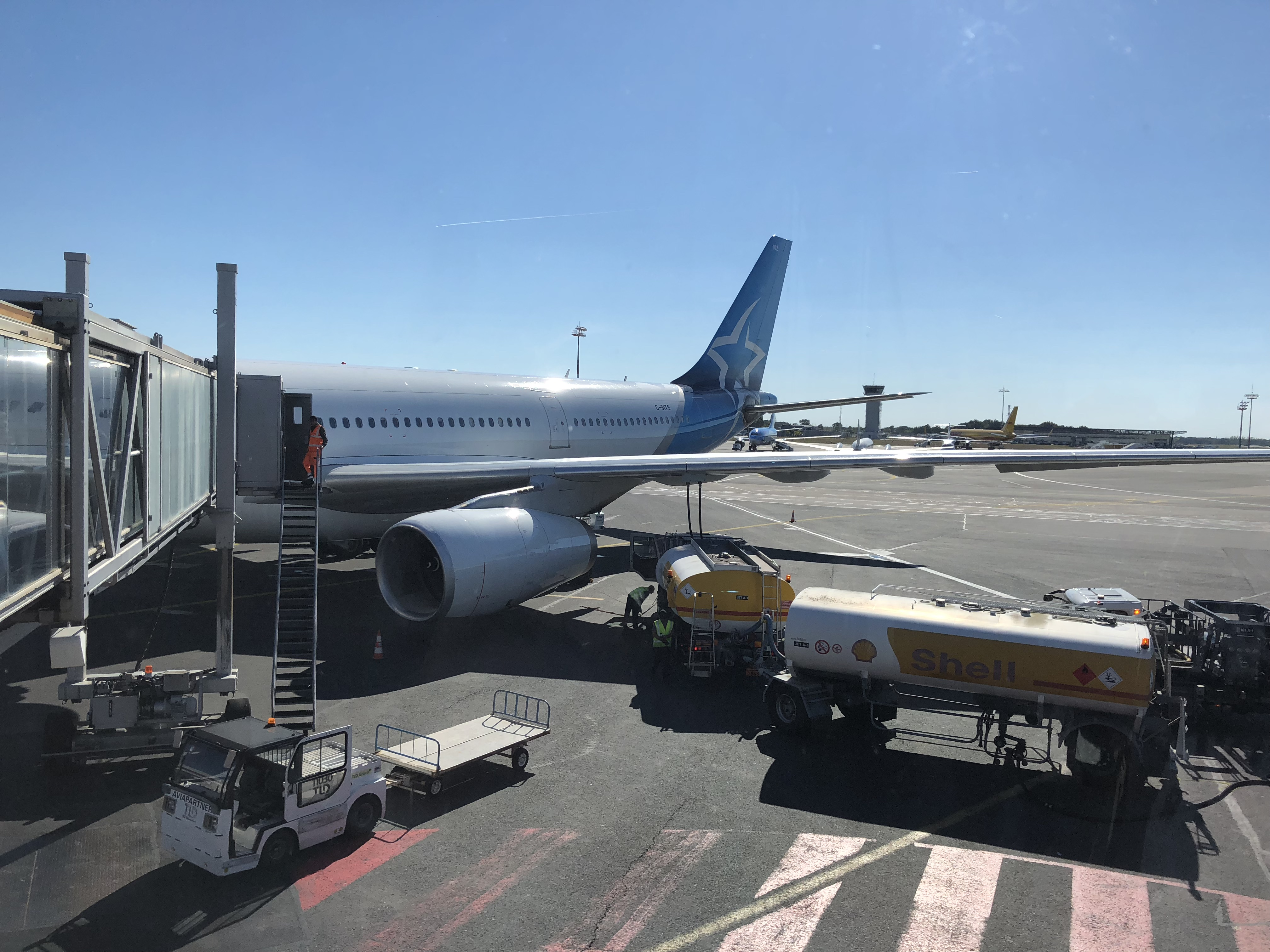
Activité Long-courrier: Airbus A330  C-GITS d'Air Transat à Nantes.

### Vues aériennes

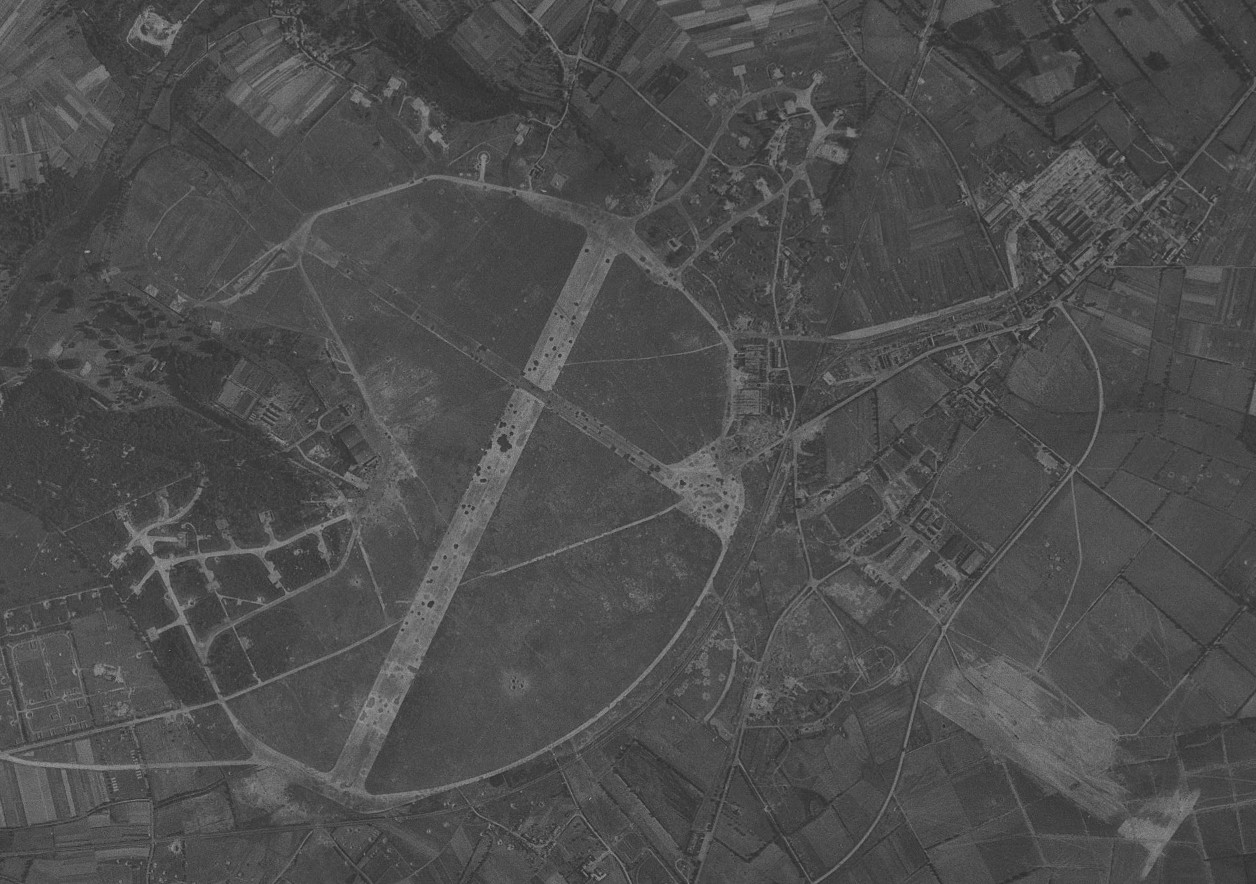
Aéroport de Nantes en 1945
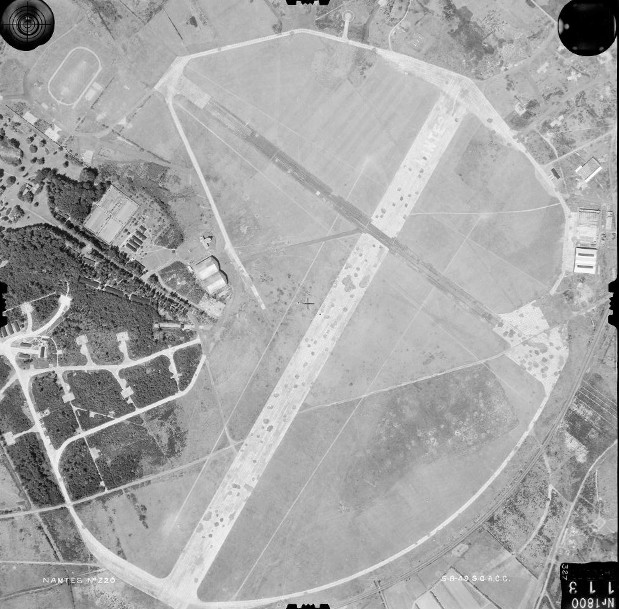
Aéroport de Nantes le 05 08 1949
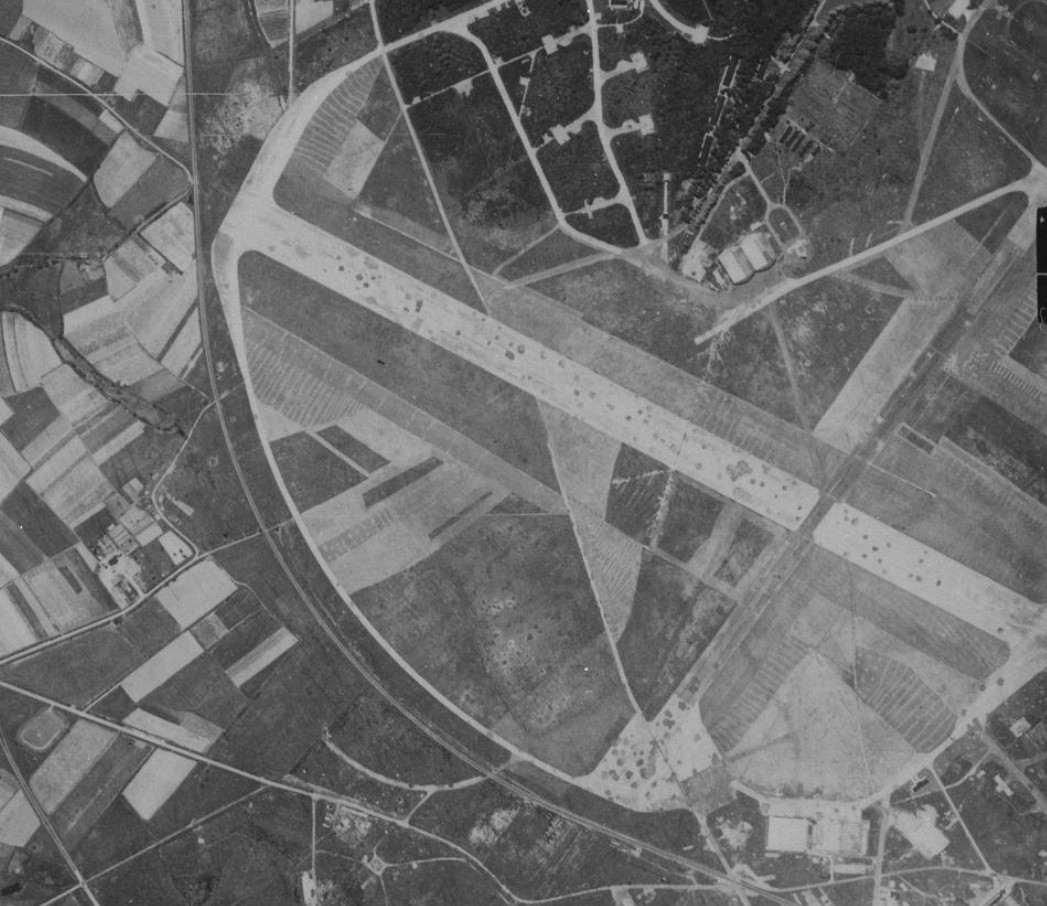
Aéroport de Nantes le 09 06 1950
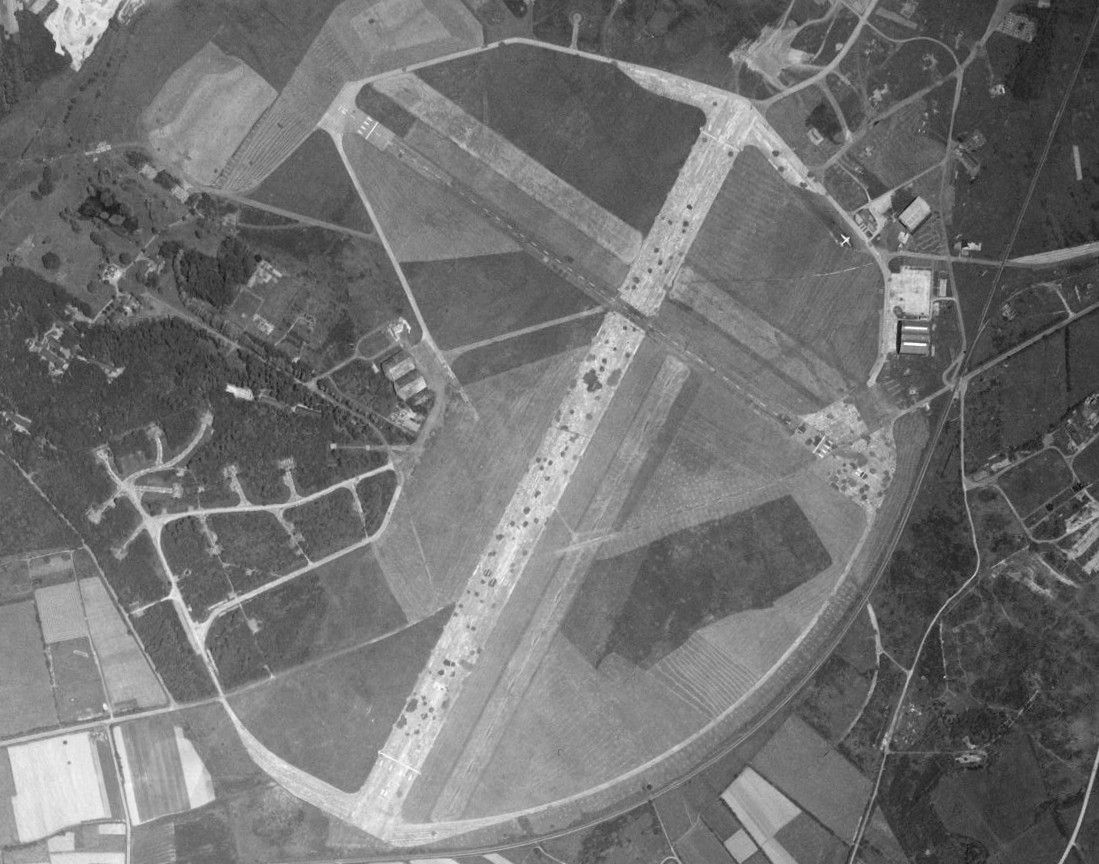
Aéroport de Nantes le 15 06 1958
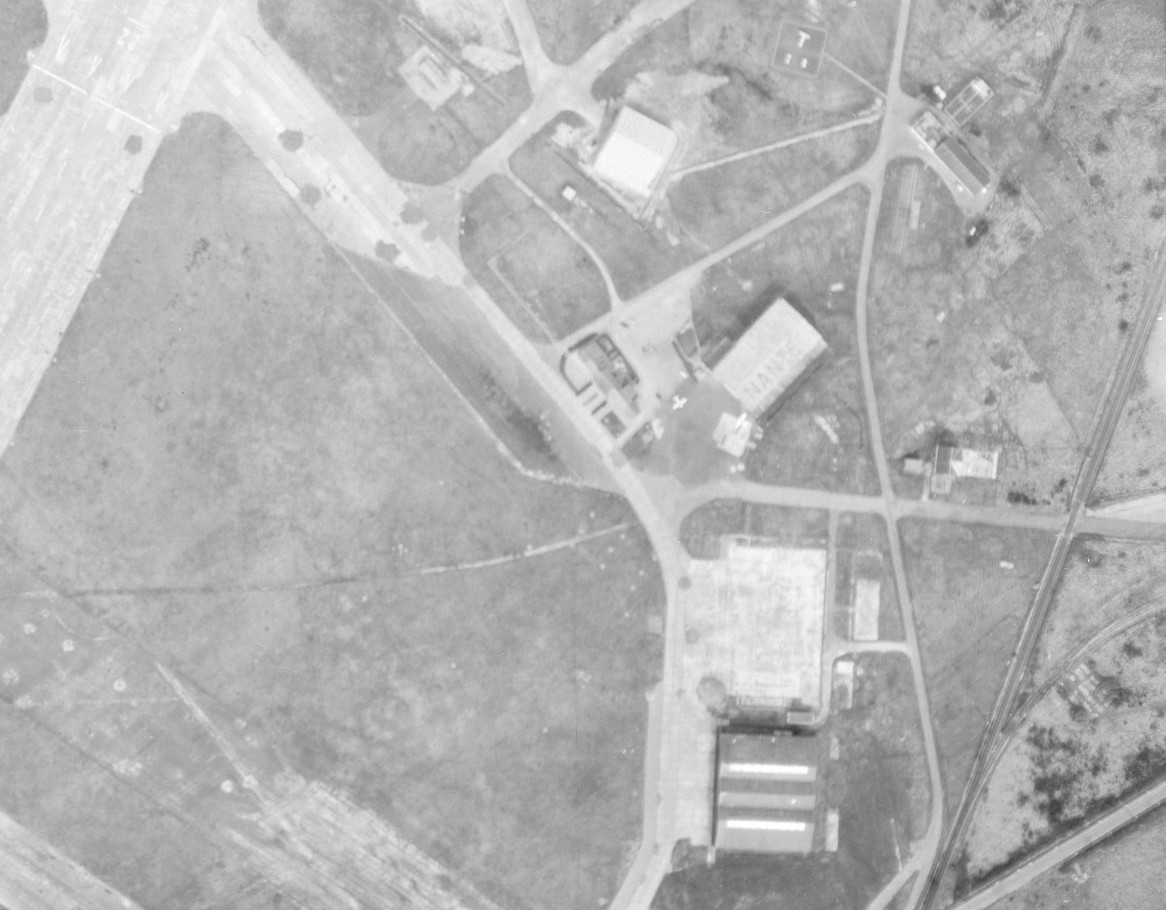
Aéroport de Nantes le 09 03 1959
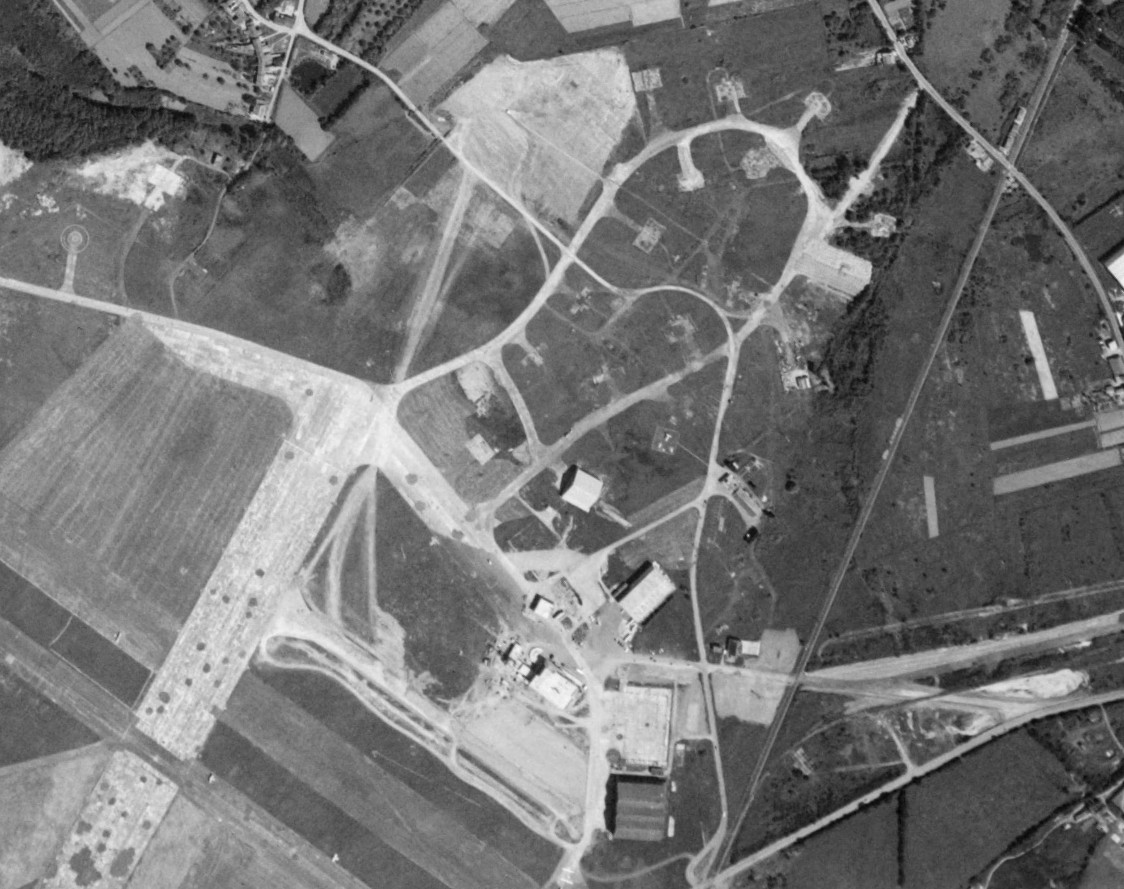
Aéroport de Nantes le 22 06 1961
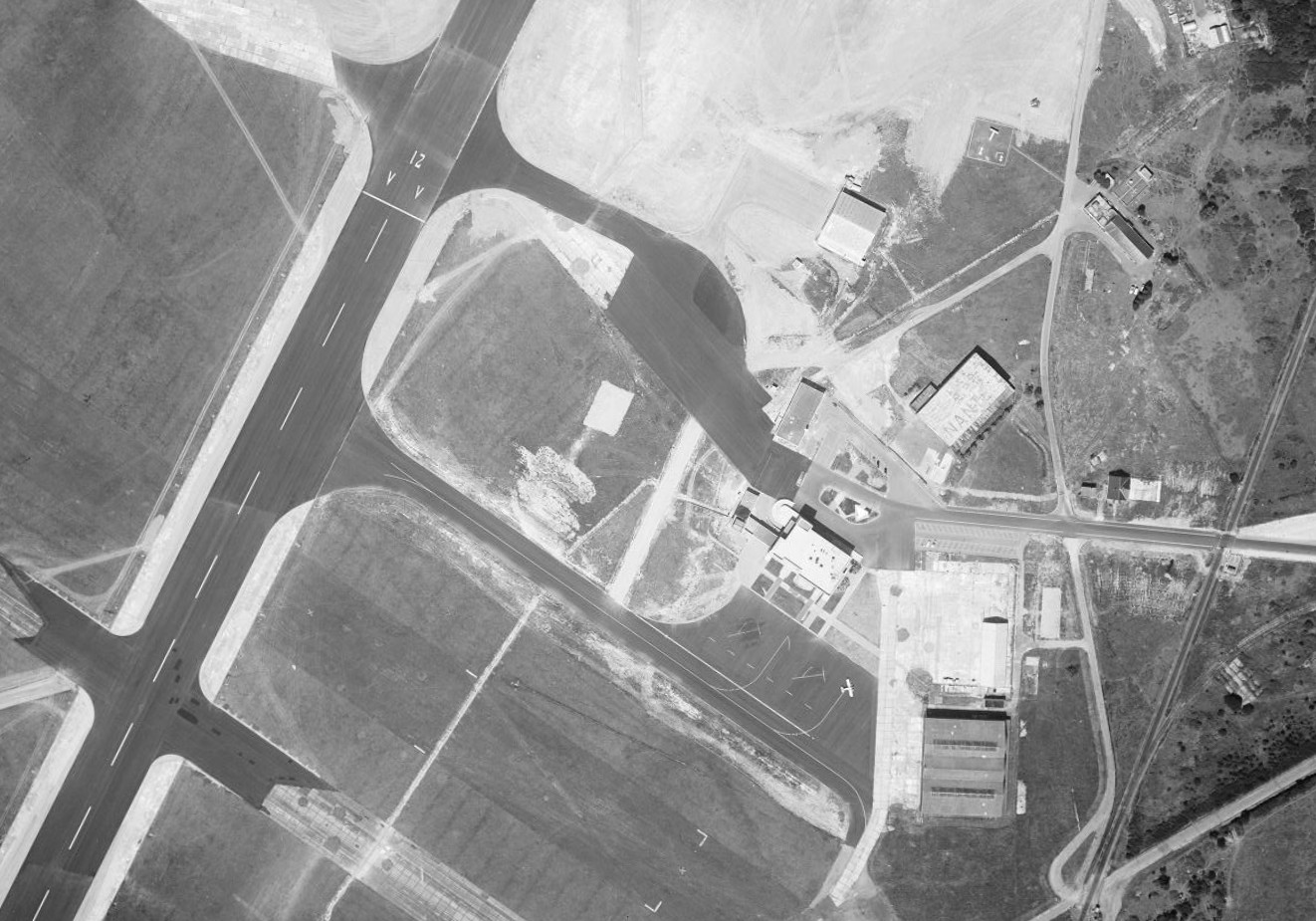
Aéroport de Nantes le 01 08 1962
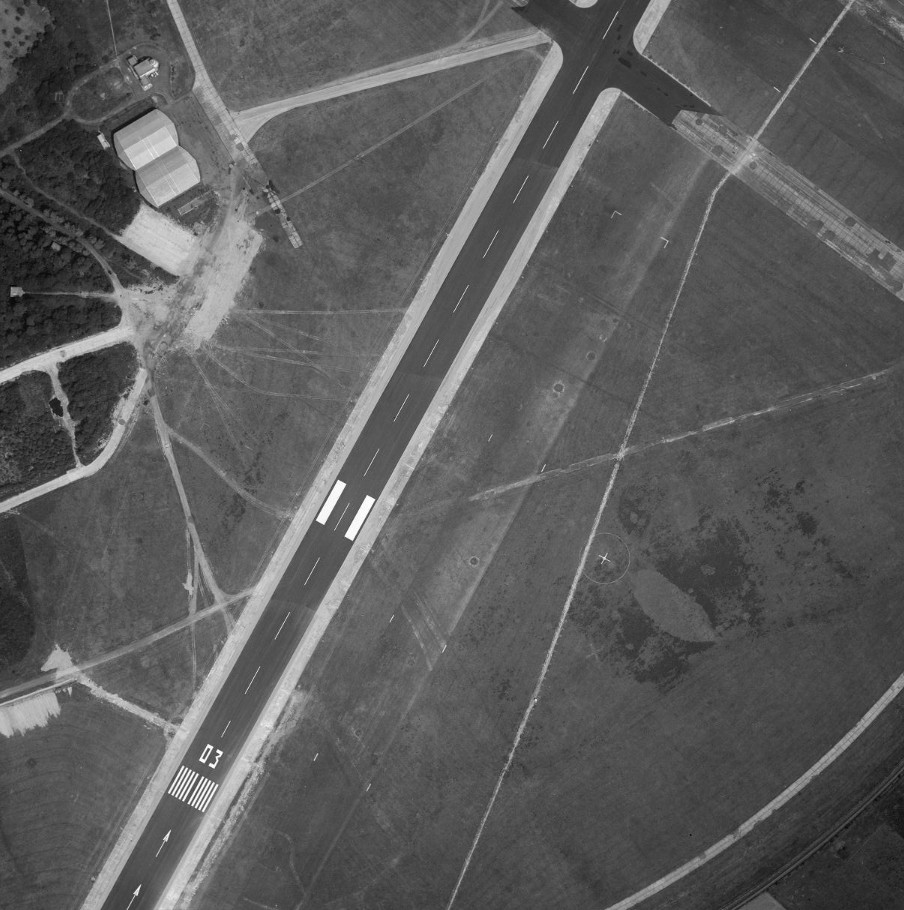
Aéroport de Nantes le 01 08 1962
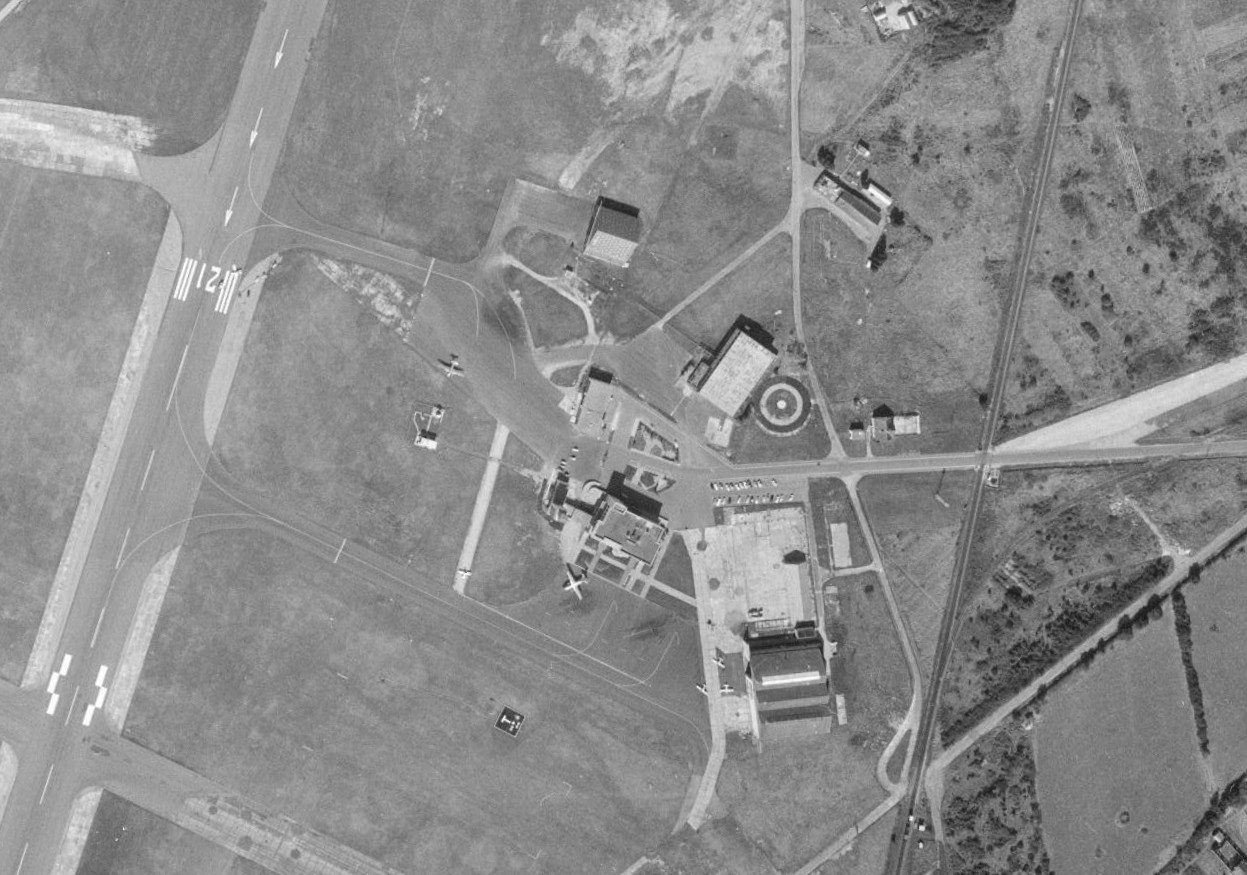
Aéroport de Nantes le 24 09 1964
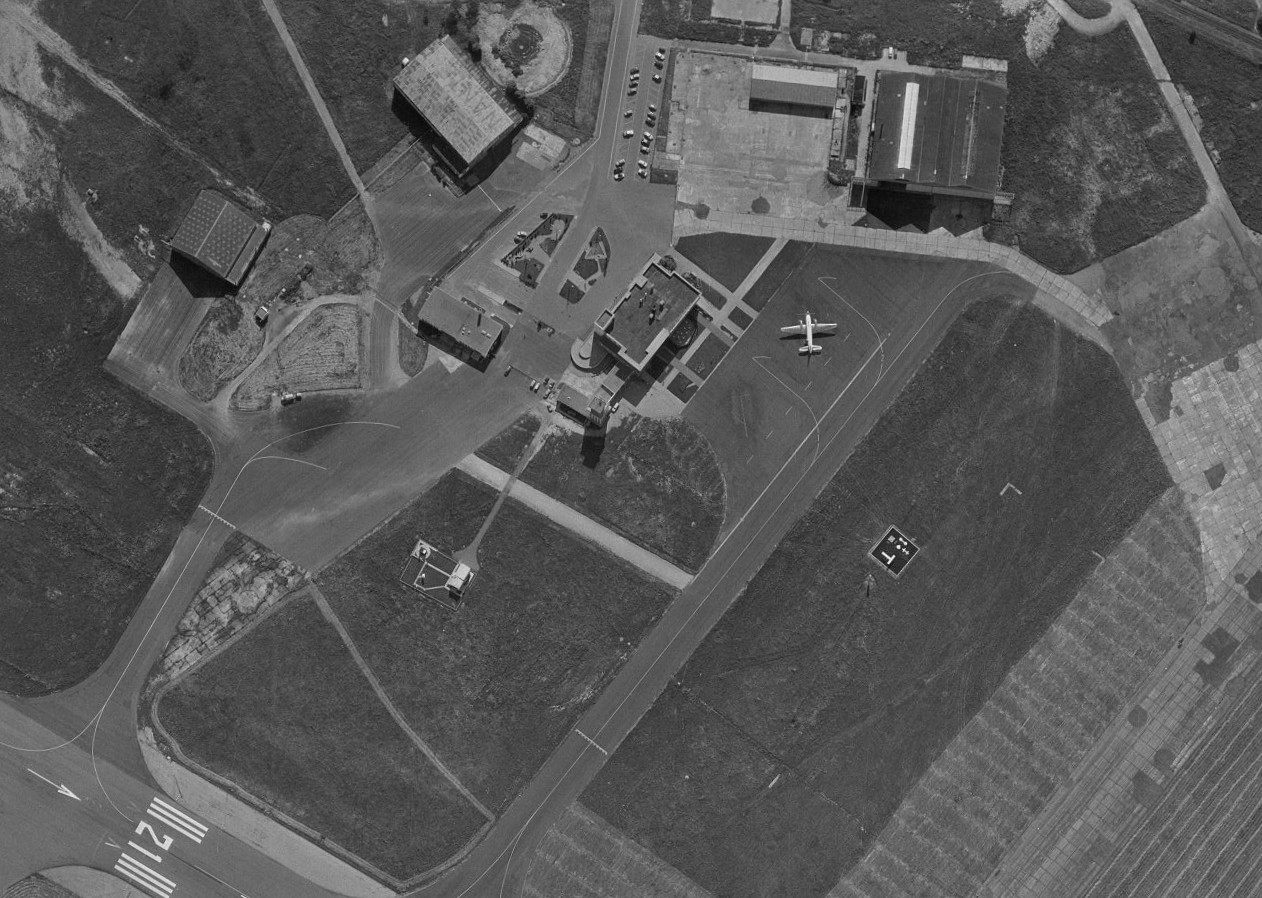
Aéroport de Nantes le 24 09 1964
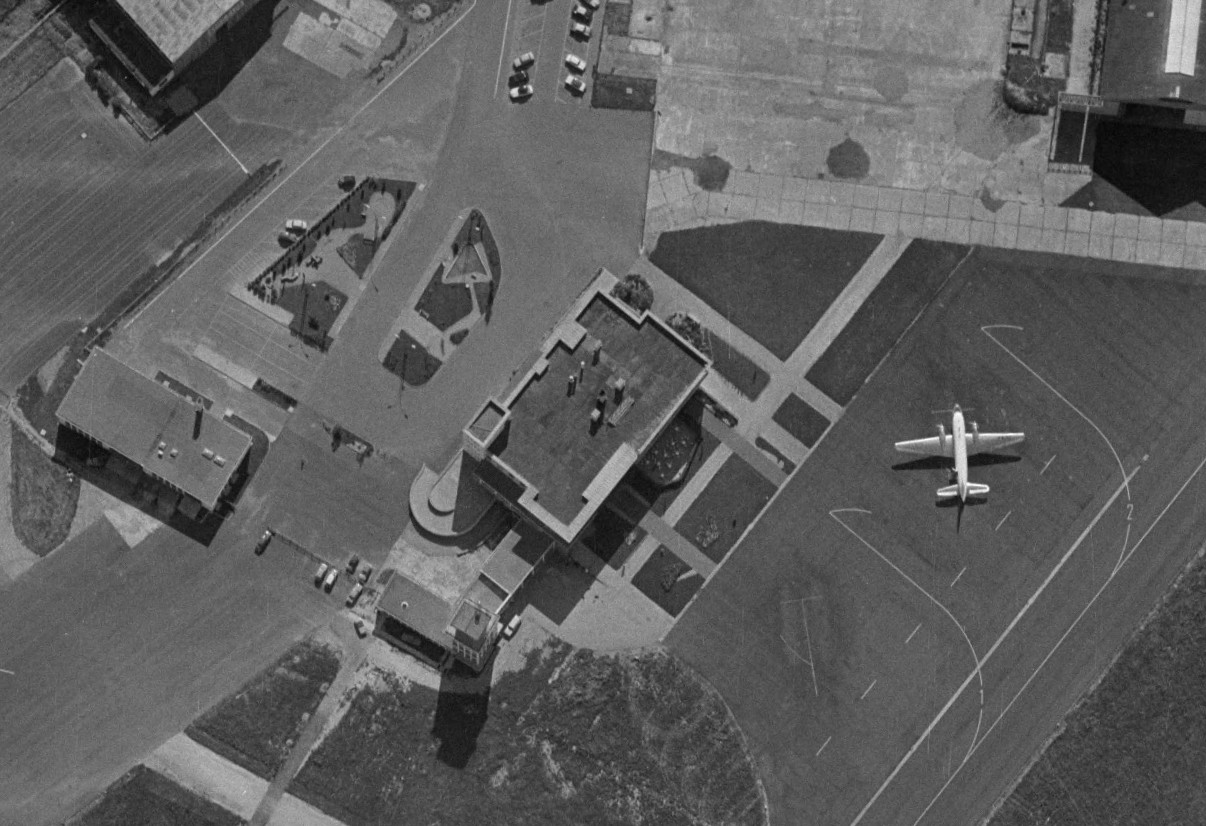
Aéroport de Nantes en 1964
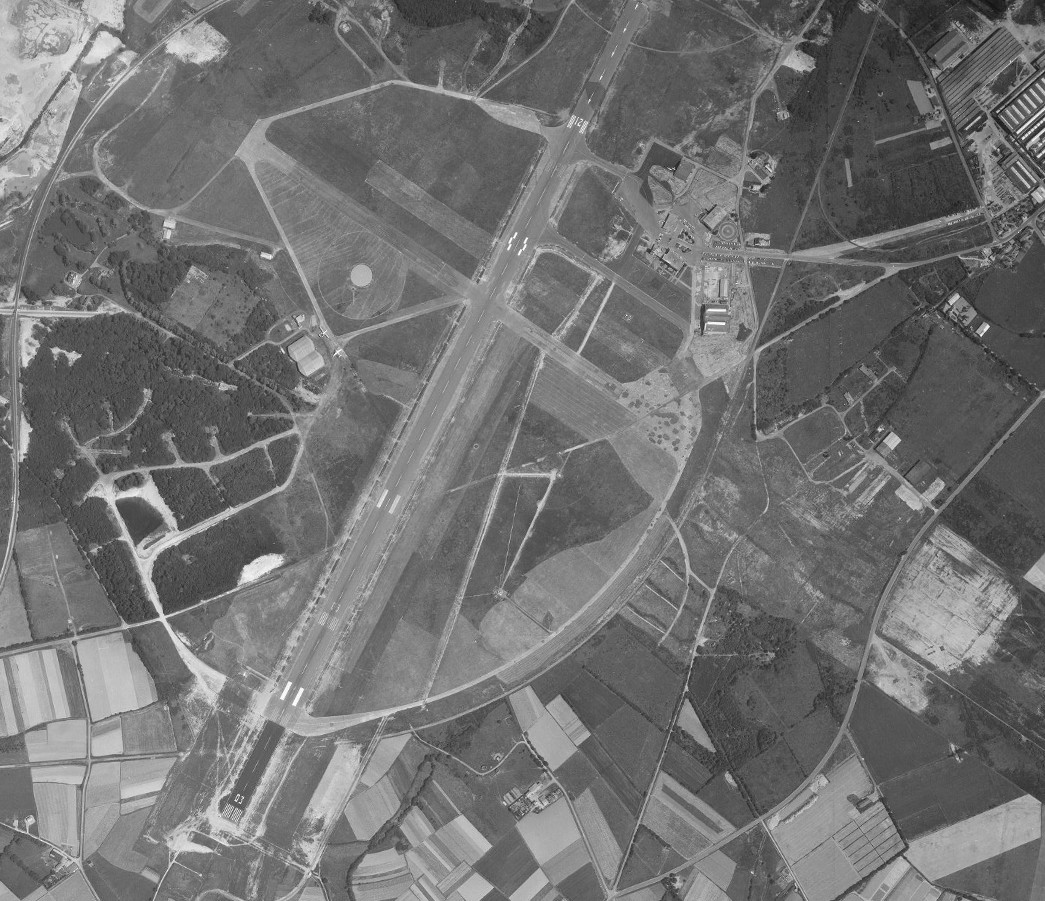
Aéroport de Nantes en 1969
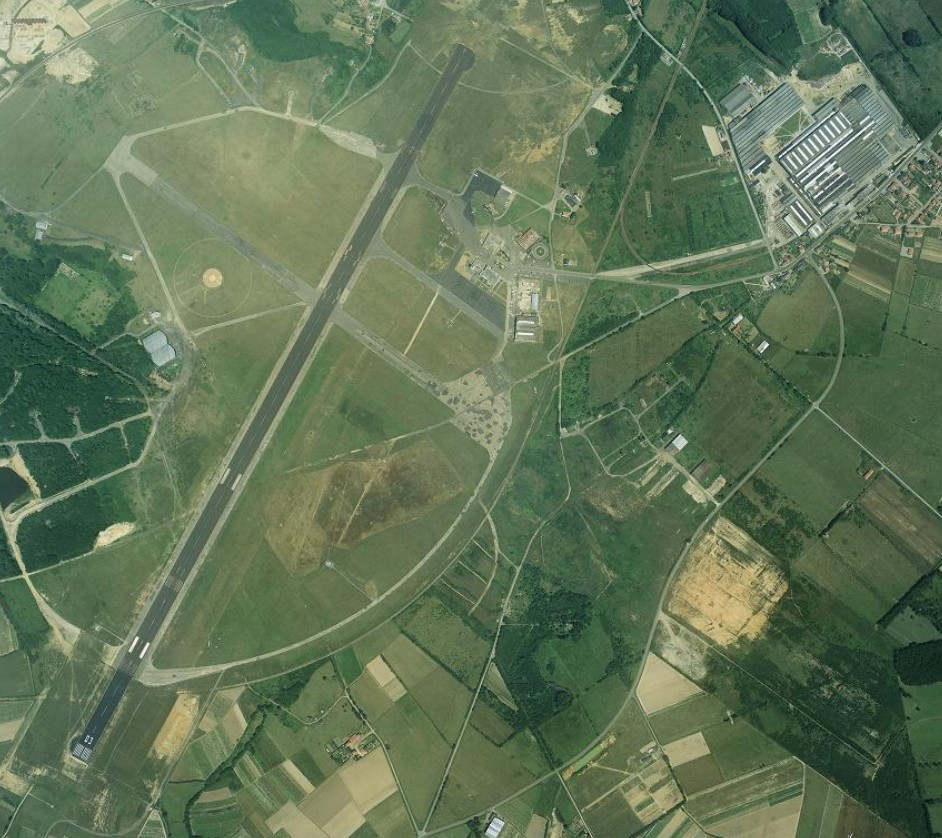
Aéroport de Nantes le 13 07 1970
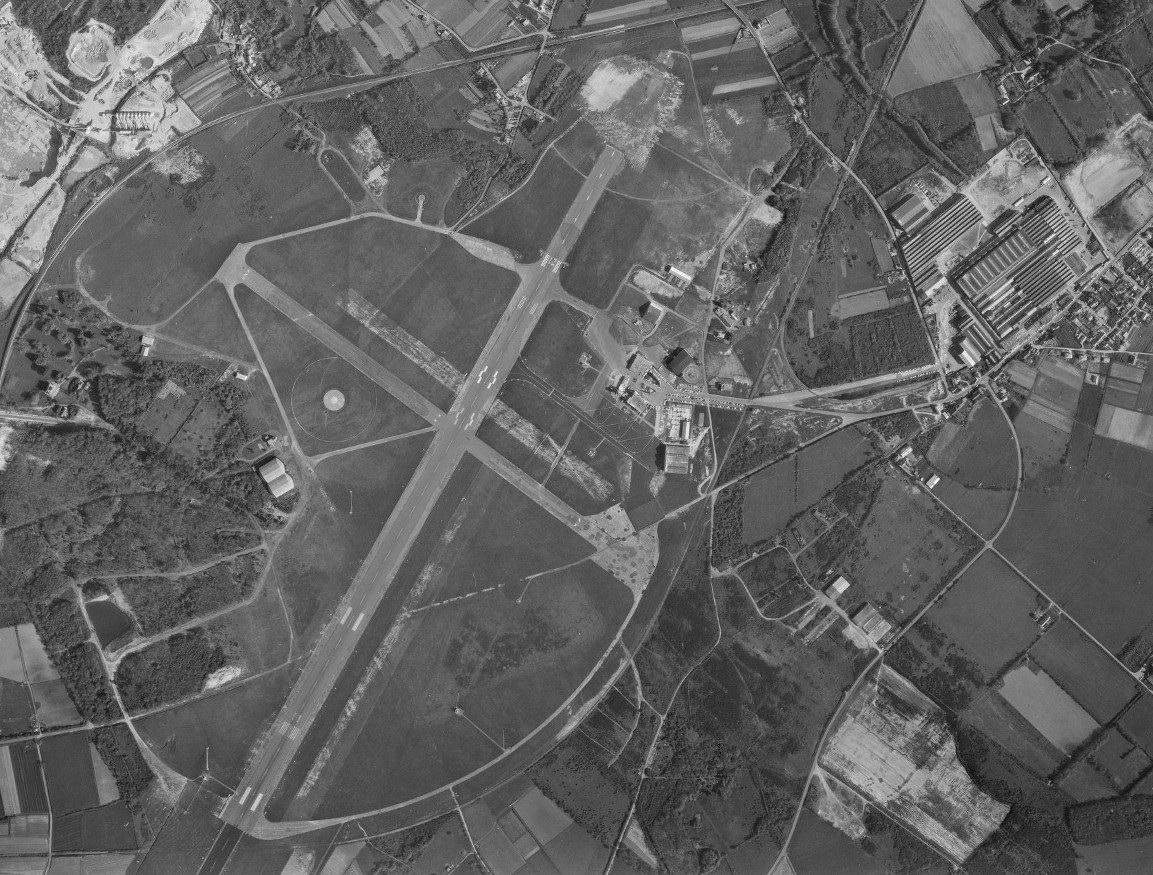
Aéroport de Nantes en 1972
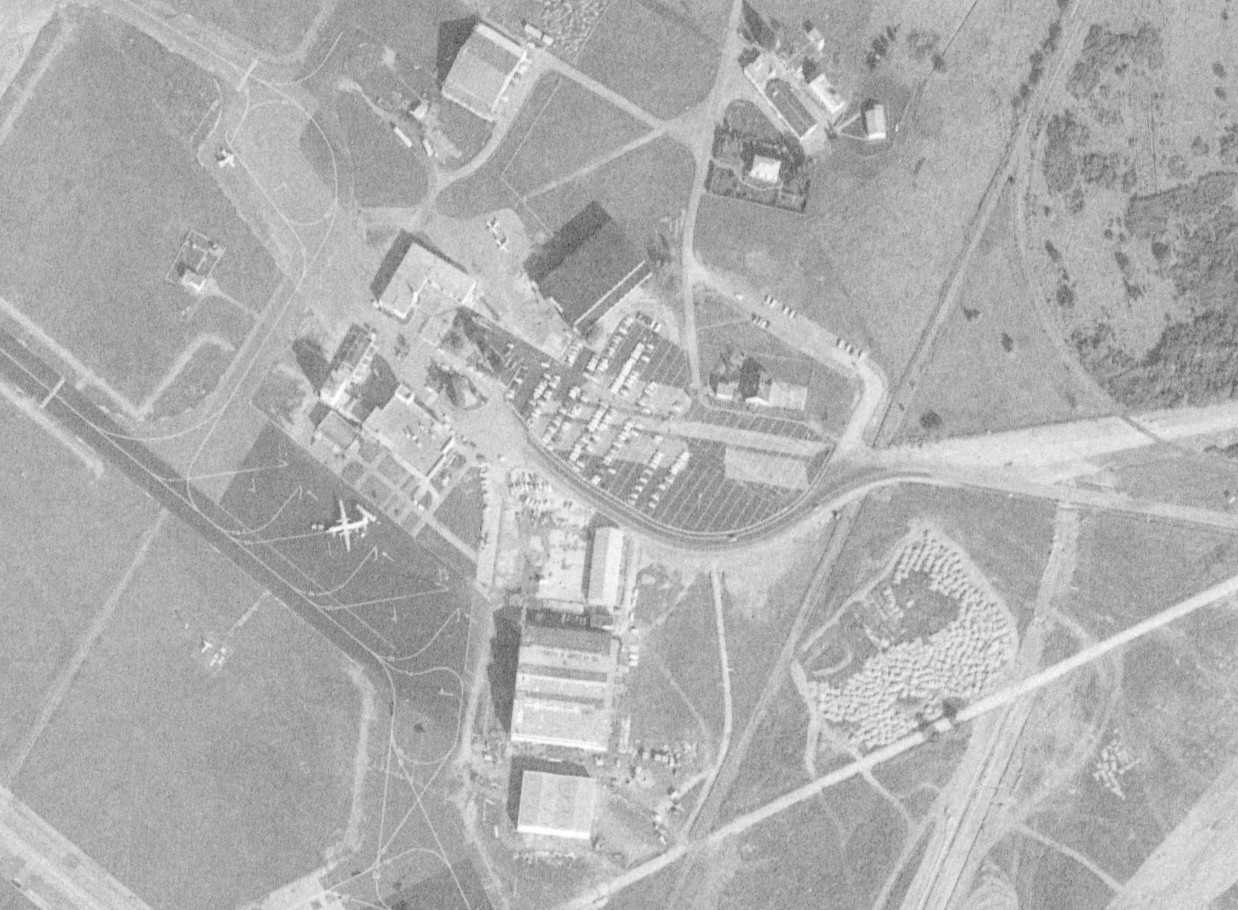
Aéroport de Nantes le 22 10 1973
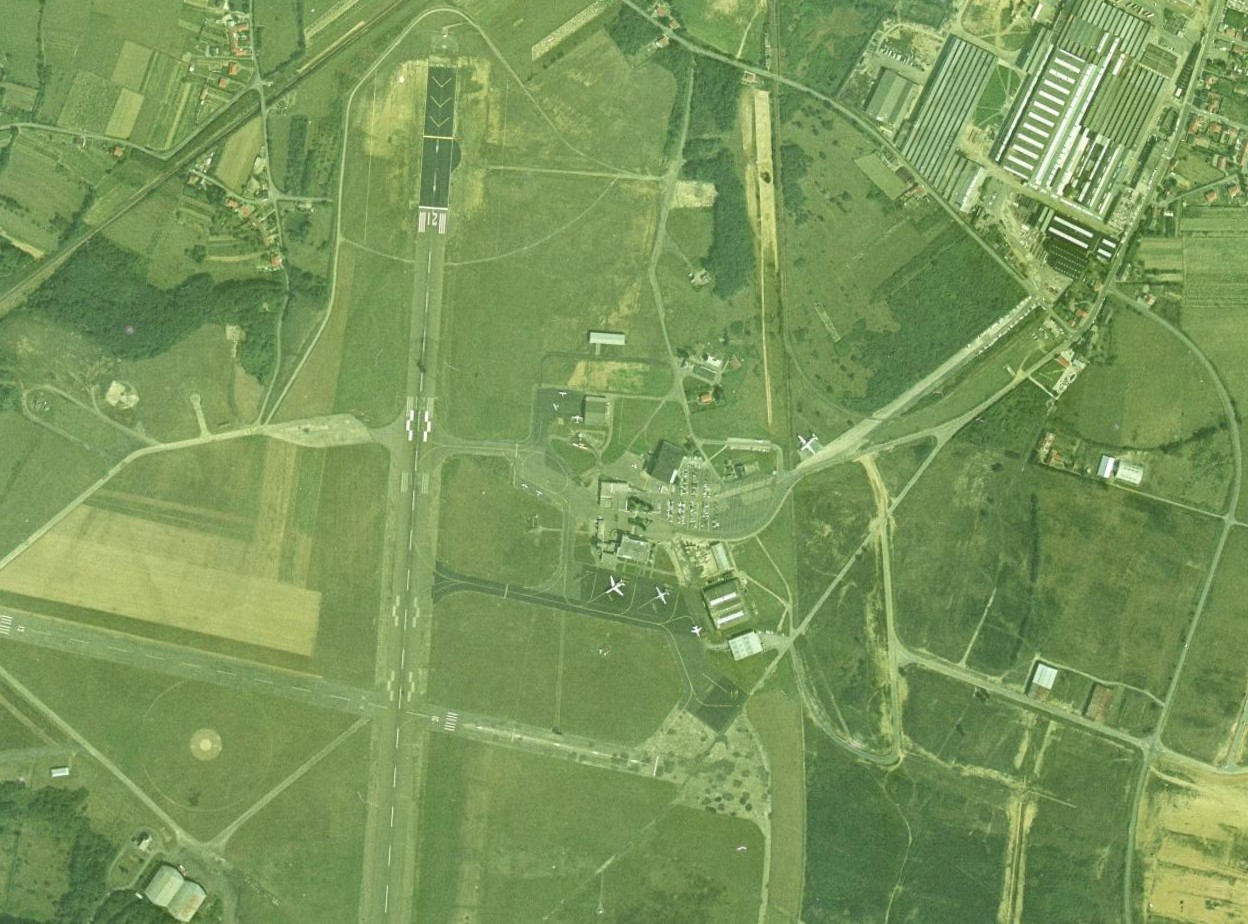
Aéroport de Nantes le 27 08 1975
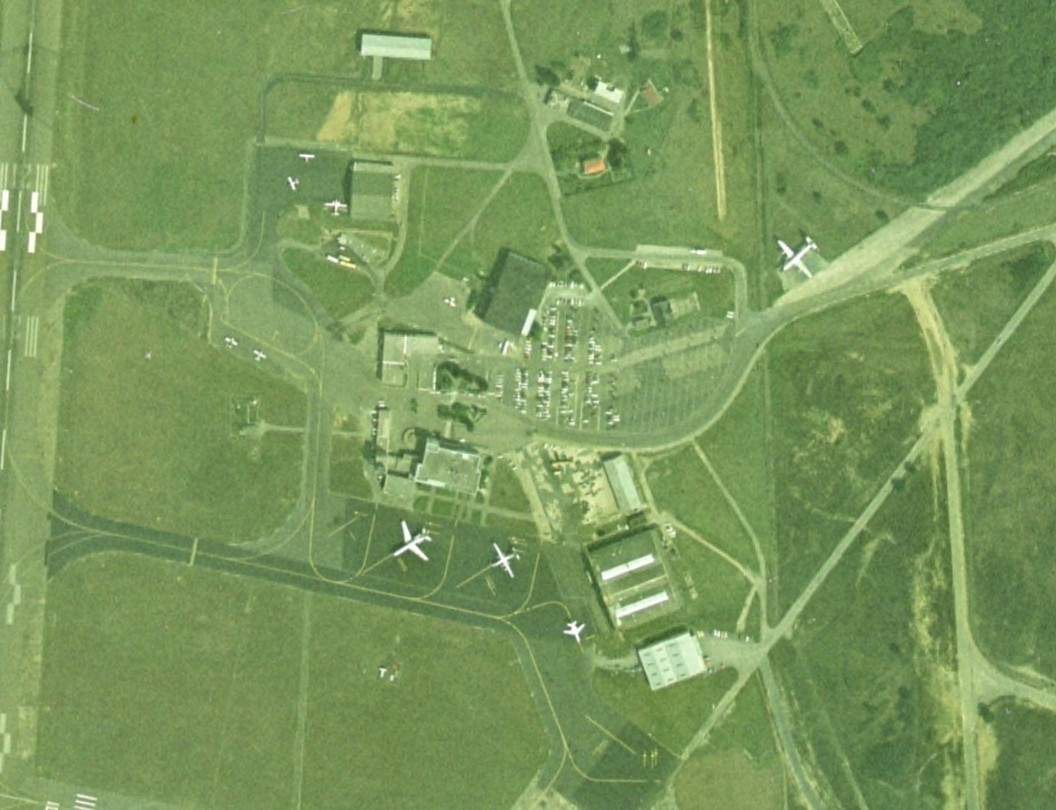
Aéroport de Nantes le 27 08 1975
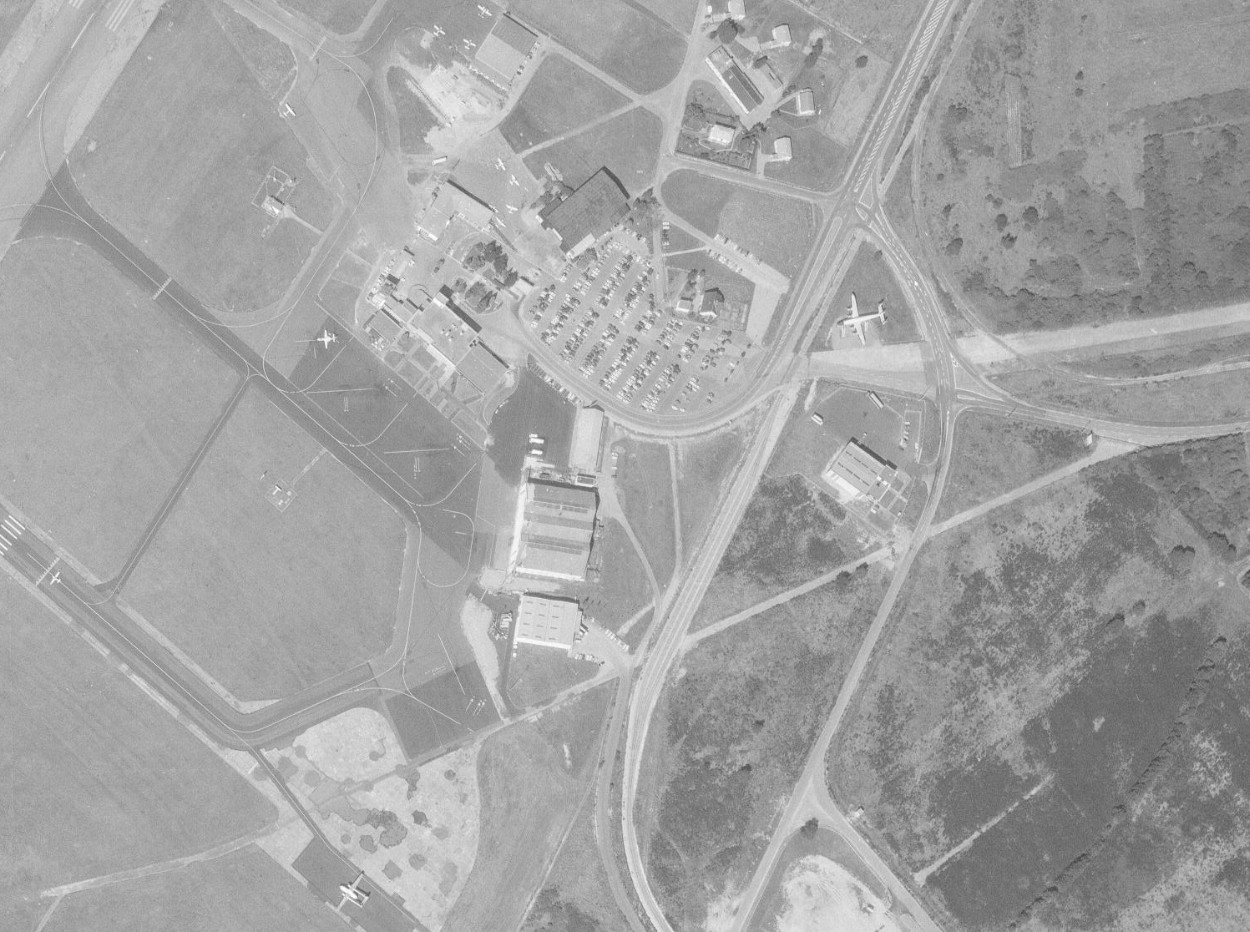
Aéroport de Nantes le 14 09 1977
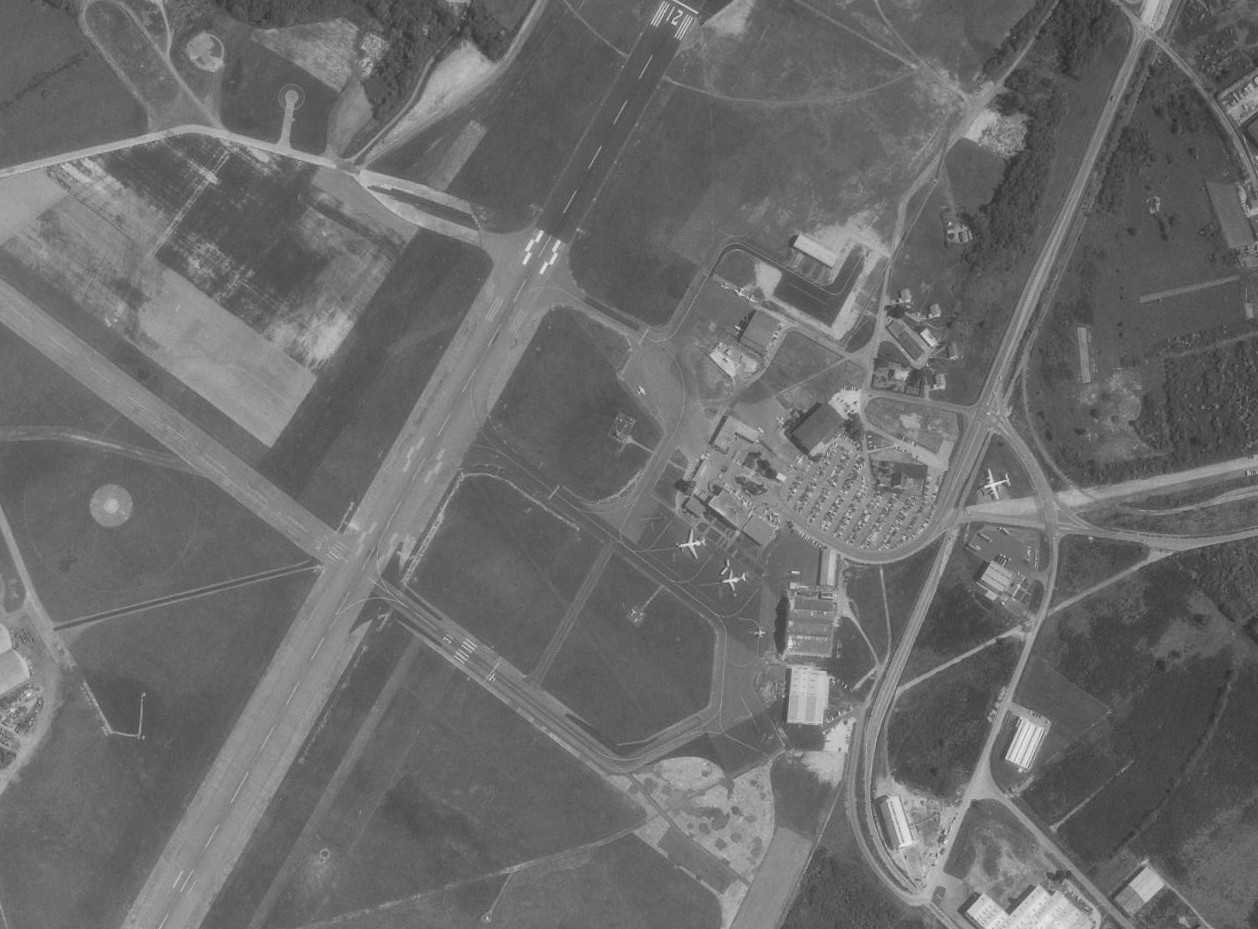
Aéroport de Nantes le 15 05 1979
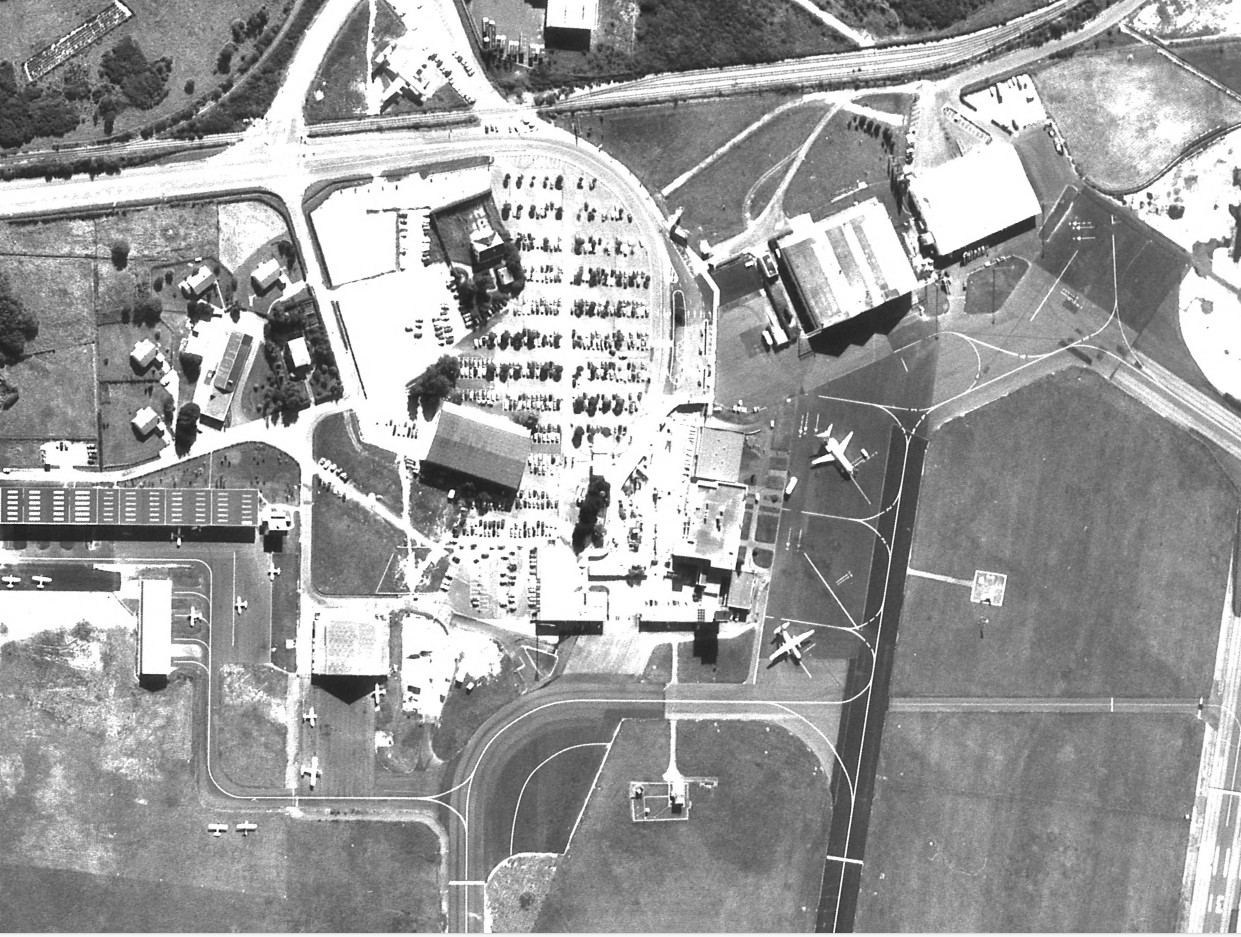
Aéroport de Nantes le 11 08 1982
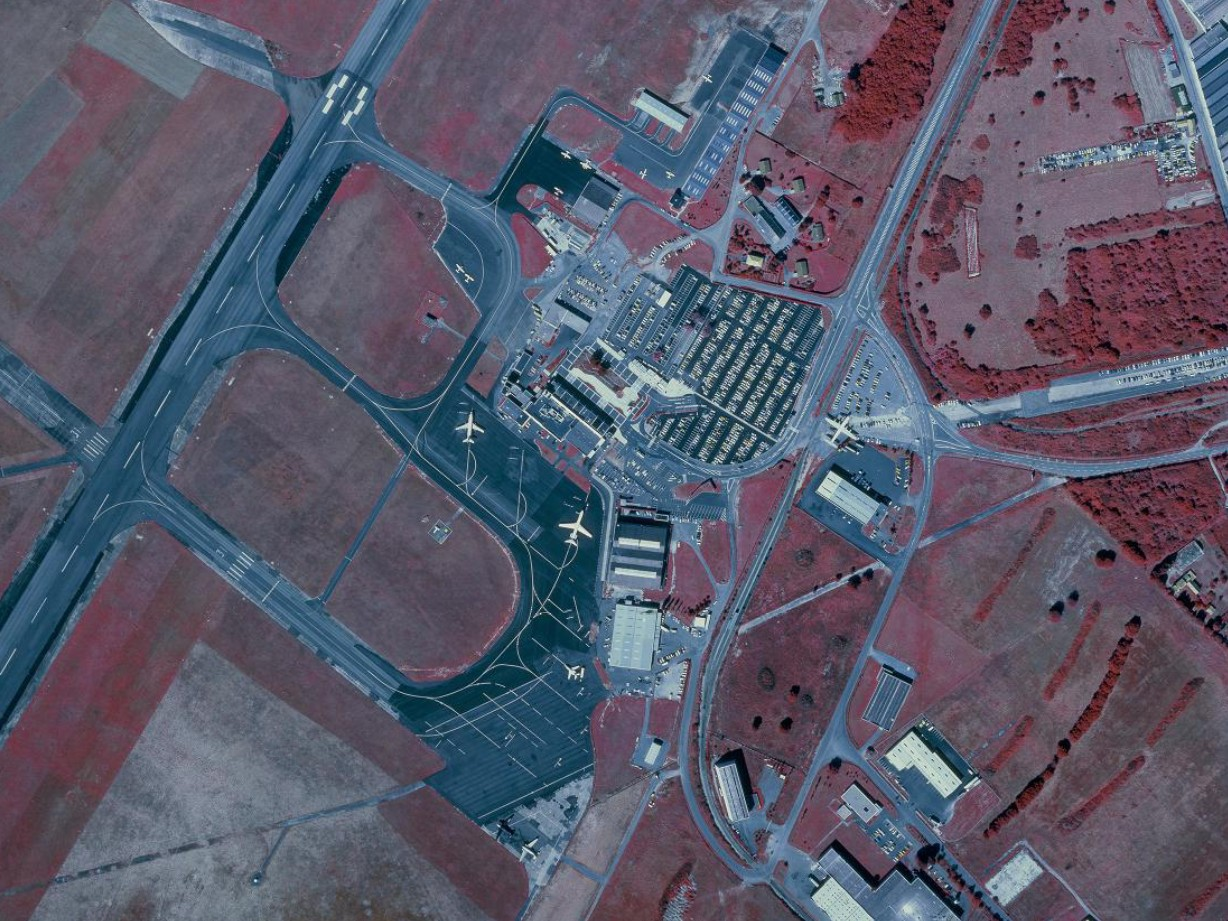
Aéroport de Nantes le 28 08 1985
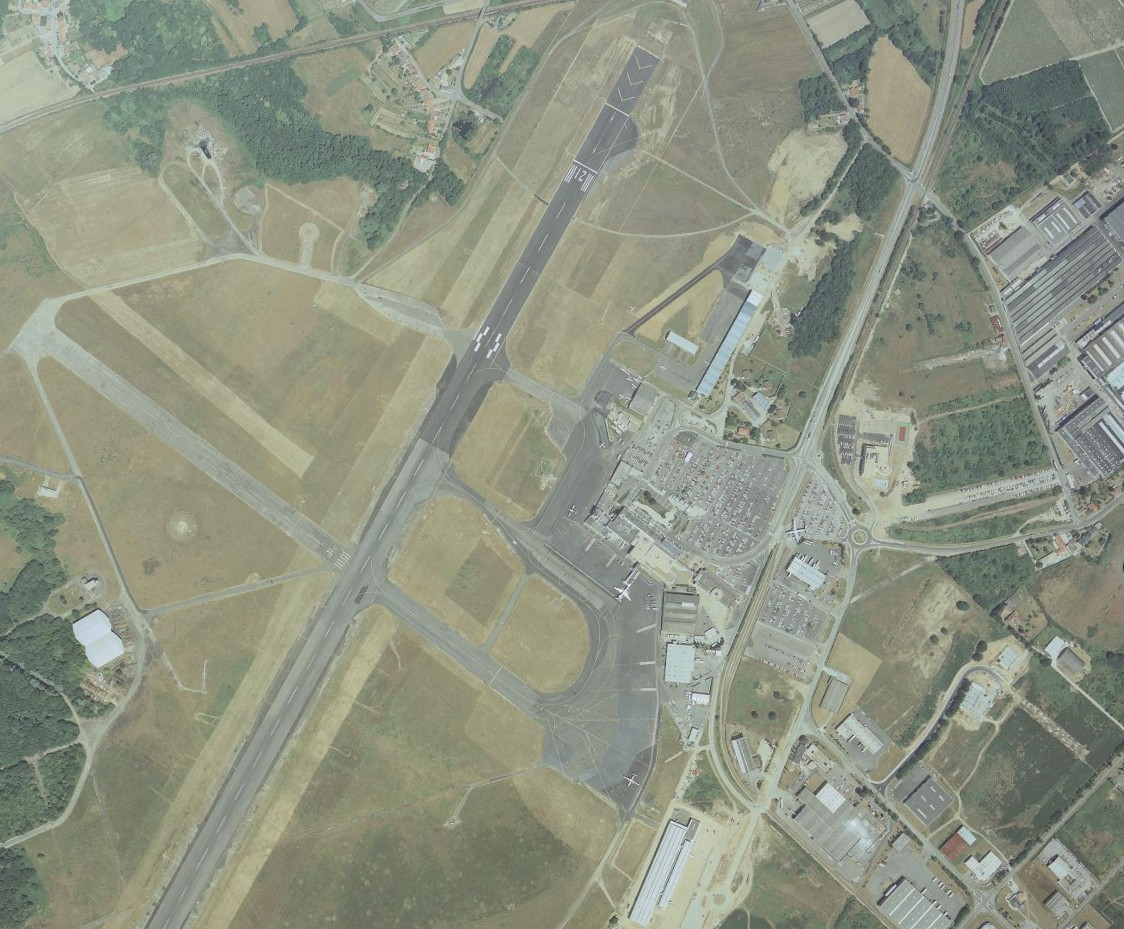
Aéroport de Nantes le 19 06 1989
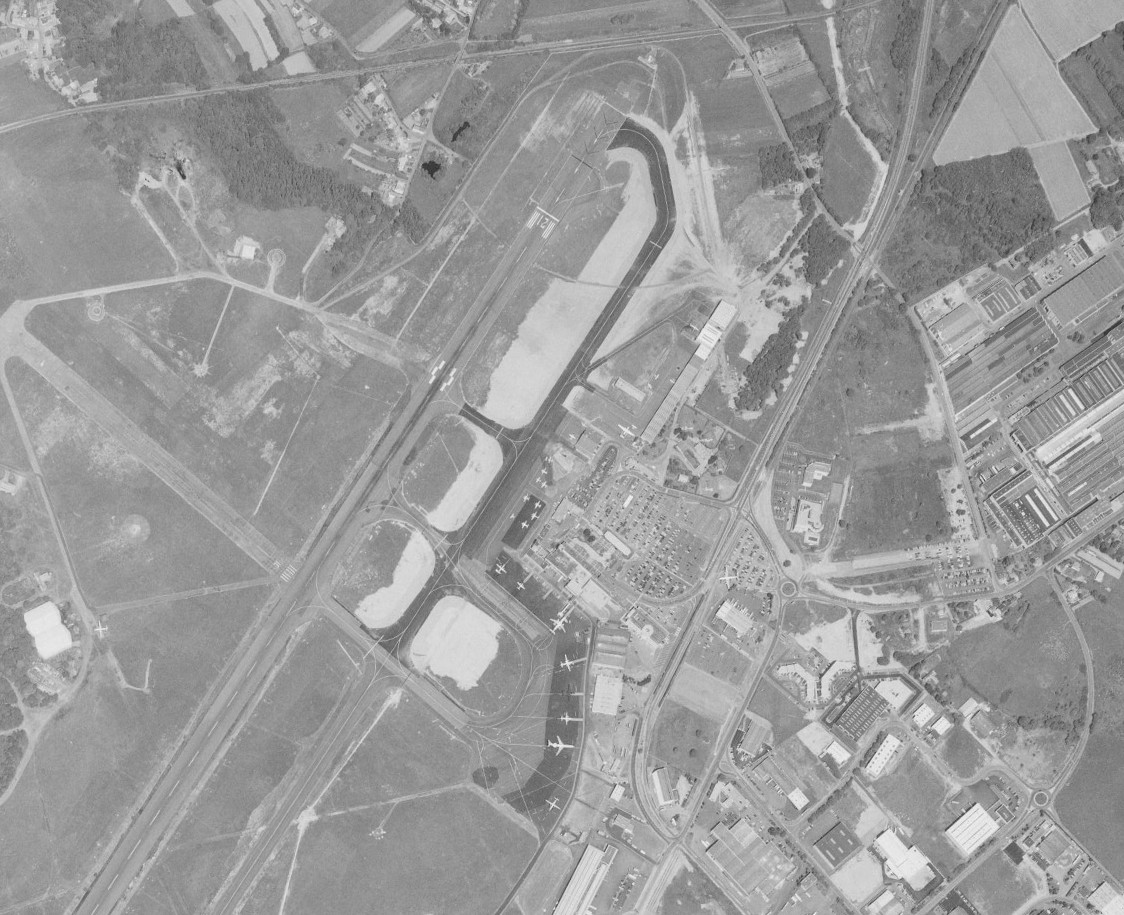
Aéroport de Nantes le 18 05 1992
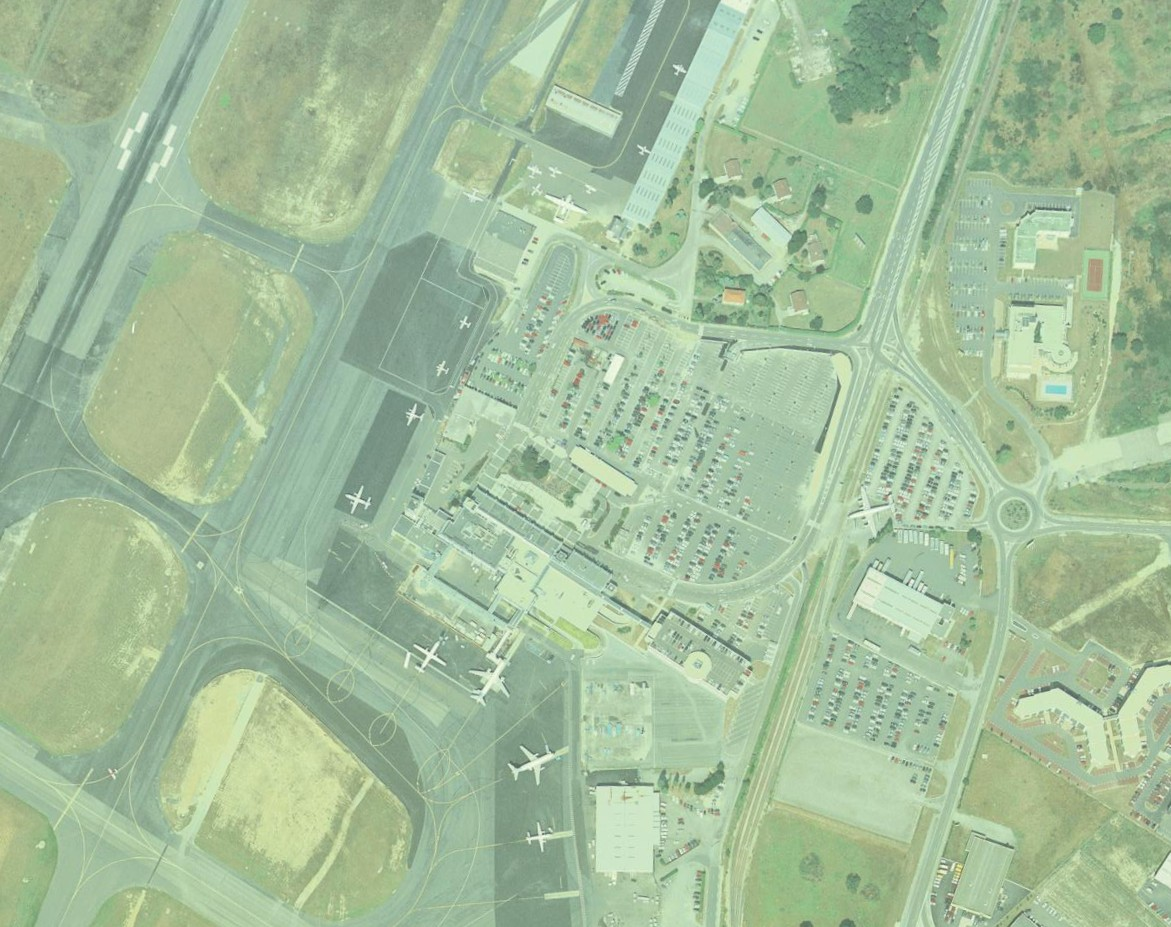
Aéroport de Nantes le 17 08 1993
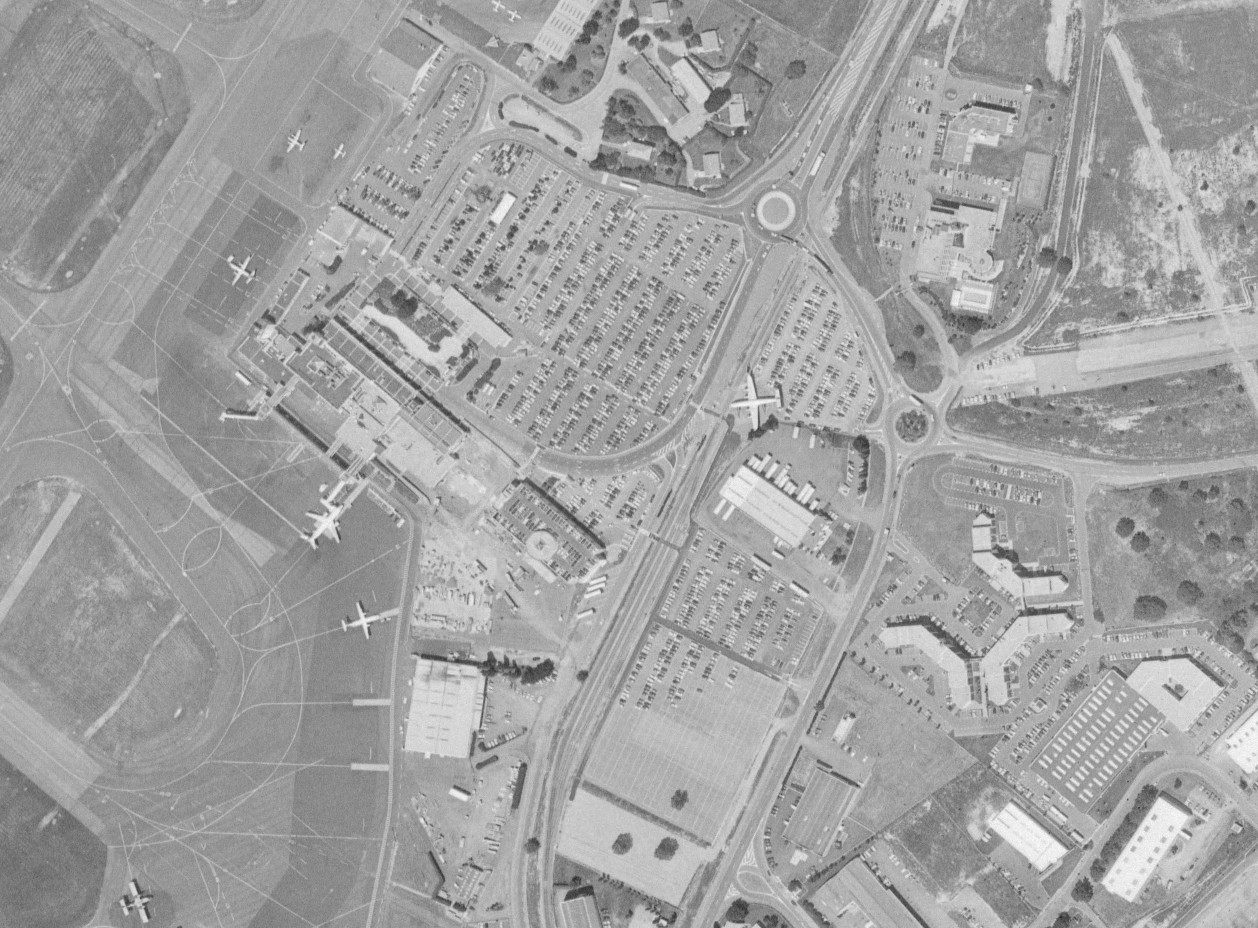
Aéroport de Nantes le 01 06 1996
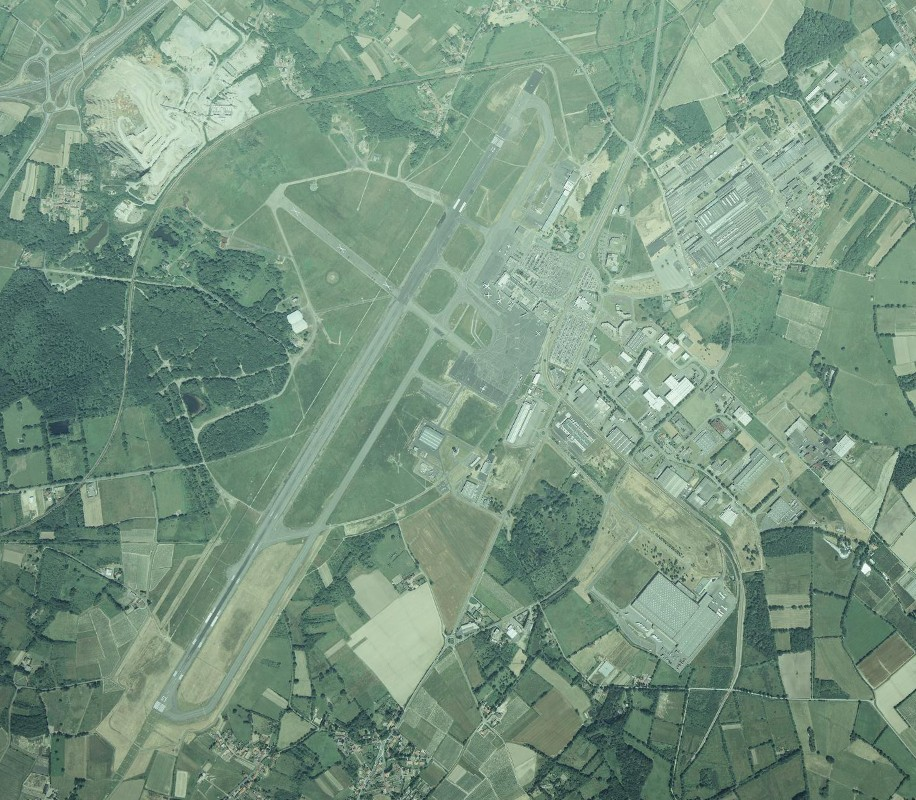
Aéroport de Nantes le 19 06 1999
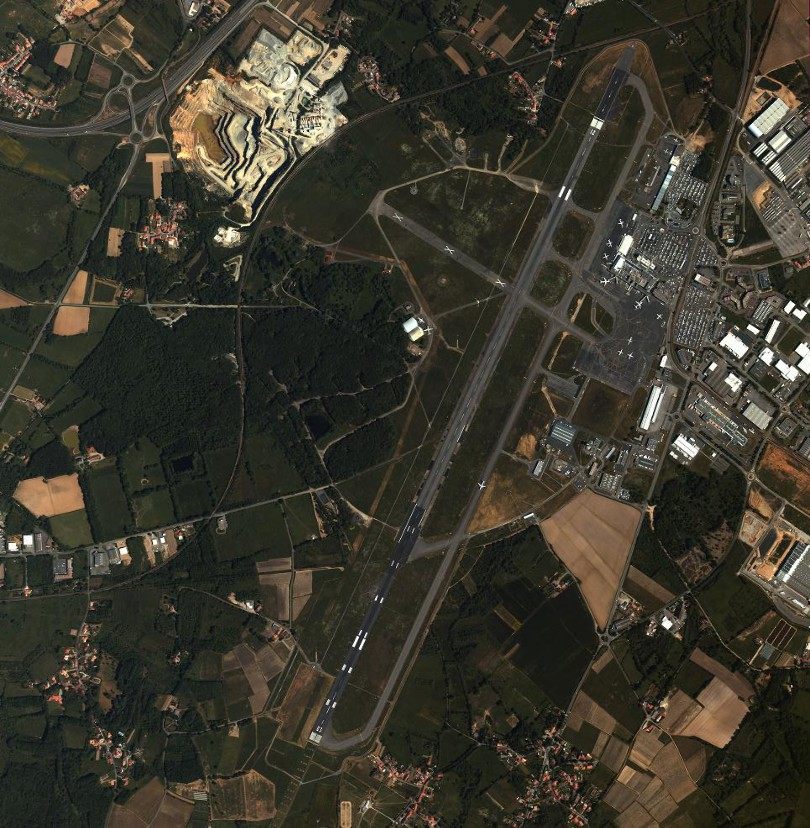
Aéroport de Nantes le 23 05 2004
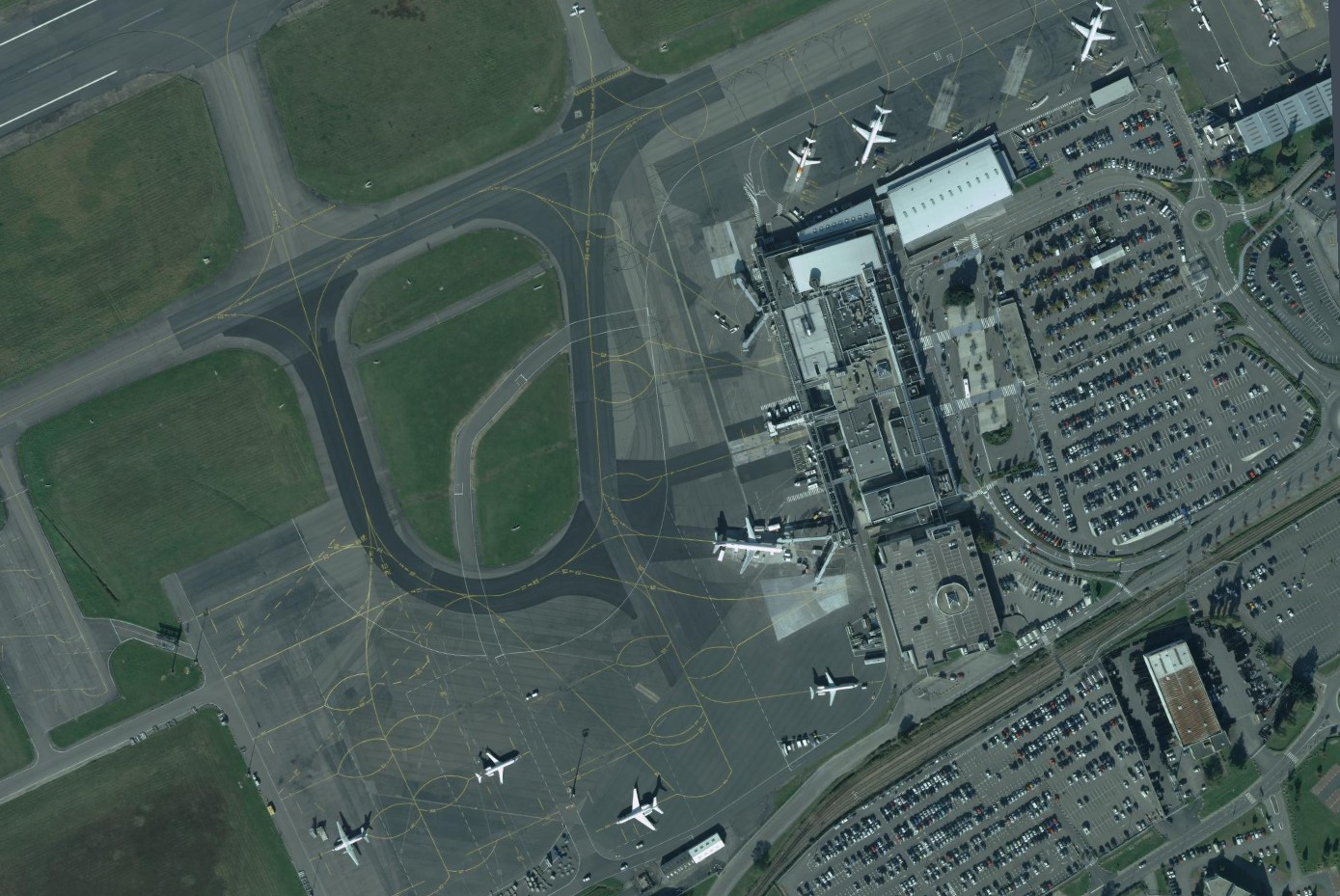
Aéroport de Nantes le 11 10 2008
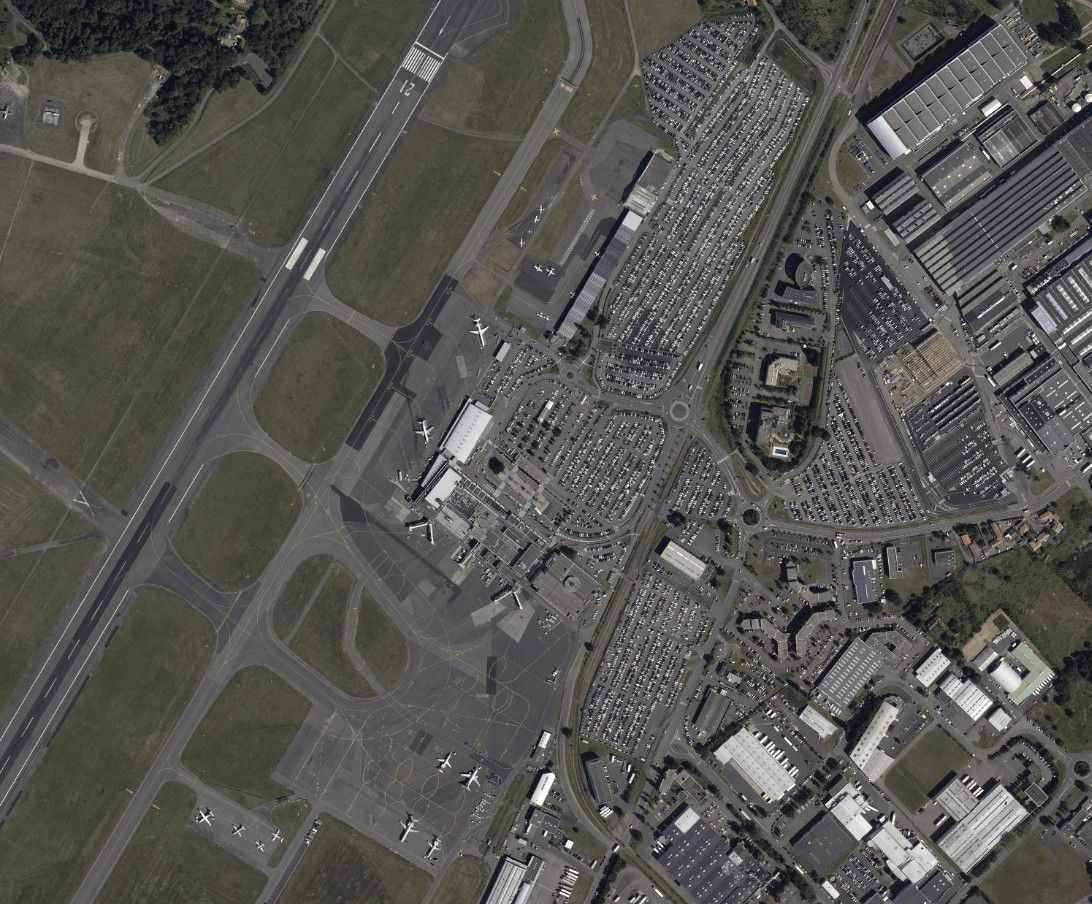
Aéroport de Nantes le 08 08 2012
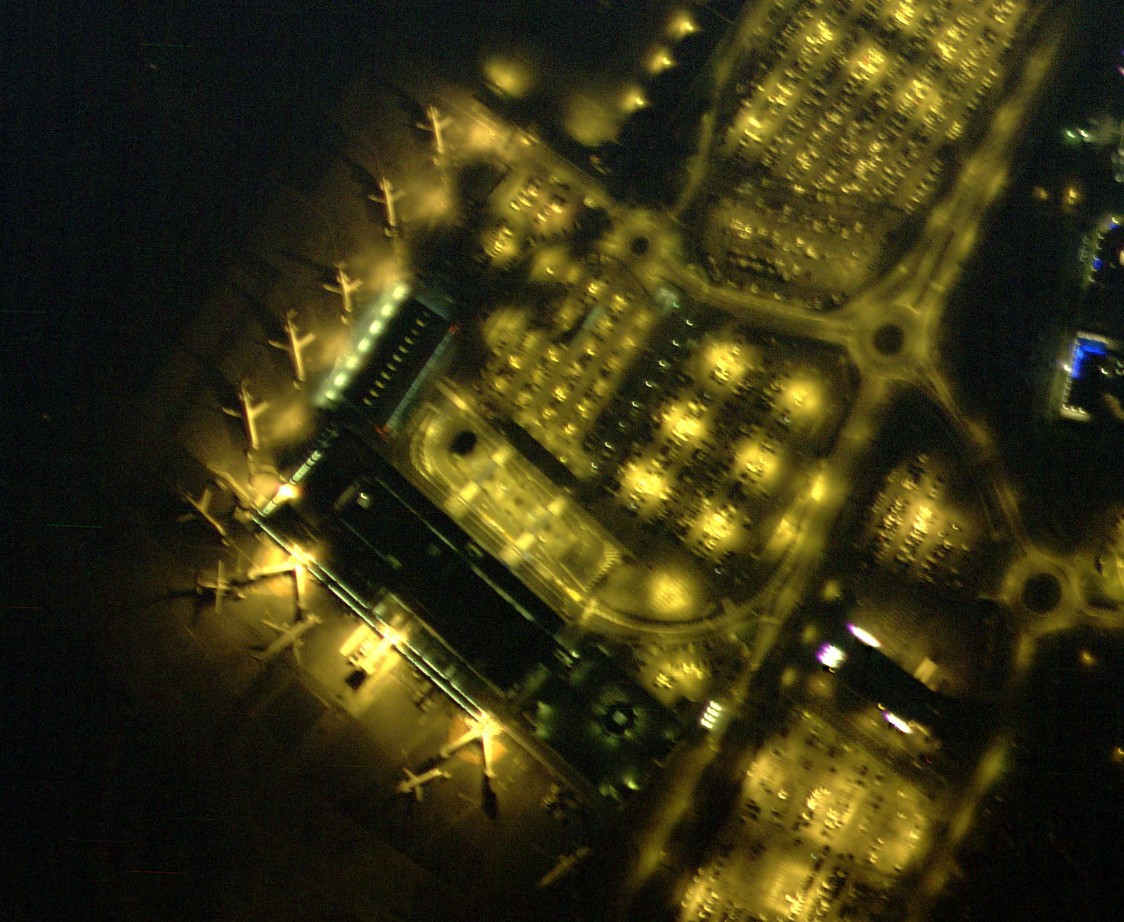
Aéroport de Nantes le 05 03 2014
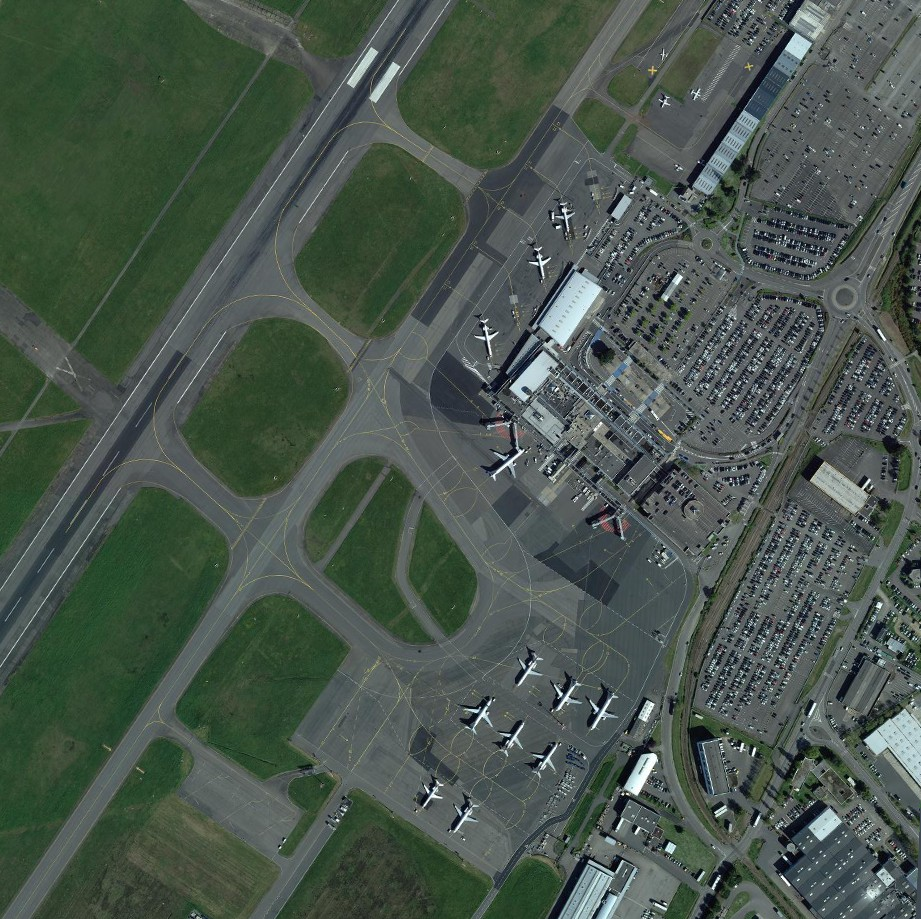
Aéroport de Nantes le 09 04 2014